# Банши (телесериал)
«Ба́нши» (англ. Banshee) — американский телесериал в жанре боевика, созданный Джонатаном Троппером и Дэвидом Шиклером. Выходил в эфир на канале Cinemax в течение четырёх сезонов с 11 января 2013 года по 20 мая 2016 года и состоит общей сложности из 38 серий. Действие сериала происходит в небольшом вымышленном городке Банши в стране амишей в Пенсильвании. Главный герой сериала — бывший заключённый (Энтони Старр), который крадёт личность Лукаса Худа, убитого шерифа города, чтобы скрыться от могущественного криминального авторитета Рэббита (Бен Кросс). Навязывая своё собственное понятие о правосудии, Худ пытается примириться со своей бывшей возлюбленной, дочерью Рэббита Анастасией (Ивана Миличевич), которая сама выдает себя за вымышленную личность, вышла замуж и обзавелась семьей во время пребывания Худа в тюрьме. Худ изо всех сил пытается вжиться в образ шерифа, в то же время продолжая заниматься преступной деятельностью вместе со своими сообщниками Джобом (Хун Ли) и Шугаром (Фрэнки Фэйсон), и вступает в конфликт с главой преступного мира Банши Каем Проктором ( Ульрих Томсен).
Сериал был разработан в рамках программы Cinemax по созданию оригинального контента. Десятисерийный второй сезон дебютировал в январе 2014 года. В том же месяце «Банши» был продлён на третий сезон, премьера которого состоялась в январе 2015 года. В феврале 2015 года сериал продлили на четвёртый, заключительный сезон, состоящий из восьми серий. Финальный эпизод вышел в эфир 20 мая 2016 года.

## Сюжет
Мужчина выходит из тюрьмы, отсидев 15 лет за кражу бриллиантов на 15 миллионов долларов у своего работодателя, босса украинской мафии Игоря Рабитова по прозвищу Рэббит. Он и его бывшая любовница и сообщница, дочь Рэббита Анастасия (Эна), решили оставить награбленное себе. Анастасия скрылась с бриллиантами, и Рэббит преследует мужчину, думая, что тот приведёт его к дочери и бриллиантам. Мужчина поселяется в маленьком вымышленном городке Банши (штат Пенсильвания), где Эна живет под псевдонимом Кэрри Хоупвелл, и является матерью двоих детей и женой окружного прокурора. Лукас Худ, новый шериф, по пути в город заходит в бар, и его убивают, когда он вмешивается в спор между местными преступниками и владельцем бара. Мужчина крадёт личность Худа и должен выдать себя за шерифа, разобраться с криминальным авторитетом амишей Каем Проктором, уладить отношения с «Кэрри» и получить свою долю бриллиантов, скрываясь от Рэббита.

## Актёры и персонажи

### Основной состав
- Энтони Старр — мужчина, известный как Лукас Худ; бывший заключенный и опытный вор, освобожденный из тюрьмы после 15 лет заключения, который крадёт личность настоящего Лукаса Худа, нового шерифа Банши, убитого в премьерном эпизоде.
- Ивана Миличевич — Анастасия «Эна» Рабитова / Кэрри Хоупвелл, бывшая сообщница и любовница Худа. Она живет в Банши под видом агента по недвижимости со своим мужем Гордоном и детьми Дэвой и Максом, которые не знают о её прошлом. Она также скрывается от «Мистера Рэббита», своего отца.
- Ульрих Томсен — Кай Проктор, глава преступного мира Банши и влиятельный бизнесмен. Выходец из семьи амишей, который ушёл из общины после того, как ступил на преступную стезю.
- Фрэнки Фэйсон — Шугар Бэйтс, владелец бара в Банши, в прошлом профессиональный боксёр и заключённый, помогает главному герою.
- Хун Ли[англ.] — Джоб, парикмахер и сообщник Худа, высококлассный хакер. Джоб — трансвестит. Он также скрывается от «Мистера Рэббита» и вынужден переехать в Банши после того, как его личность раскрыта.
- Рас Блэквелл — Гордон Хоупвелл (сезоны 1-3), окружной прокурор Банши и муж Кэрри Хоупвелл. Он герой войны в Персидском заливе и отставной морской пехотинец.
- Мэтт Сервитто — Брок Лотус, старший помощник шерифа, самый пожилой полицейский в Банши. Брок намеревался стать новым шерифом до назначения настоящего Худа и негодует, что его обошли
- Деметриус Гросс — Эммет Йонерс (сезоны 1-2), помощник шерифа.
- Триесте Келли Данн — Шивон Келли (сезоны 1-3), помощница шерифа.
- Райан Шейн[англ.] — Дэва Хоупвелл, девочка-подросток, дочь Кэрри и Худа.
- Дэниел Росс Оуэнс — Дэниел «Дэн» Кендалл (сезон 1), мэр Банши, идеалист и молодой политик, который пригласил нового шерифа для борьбы с преступной деятельностью Проктора.
- Лили Симмонс — Ребекки Бауман, девушка из семьи амишей, которая днём жила благочестивой жизнью со своим отцом Элайджей и матерью Мириам, но была мятежной и сексуально распущенной ночью, пока семья не обнаружила ее двойную жизнь и не выгнала ее. Она племянница Проктора и единственный член общины амишей, с которым он общается. Дядя берёт её под своё крыло и становится наставником в криминальной среде.
- Бен Кросс — Игорь «Мистер Рэббит» Рабитов (сезоны 1-2), безжалостный украинский гангстер, жаждущий отомстить Худу за кражу и настрой его дочери Анастасии против него.
- Энтони Руйвивар — Александр «Алекс» Лонгшэдоу (сезон 2; повторяющаяся роль в сезоне 1; гостевая роль в сезоне 3), вождь племени кинахо и соперник Проктора.
- Джино Седжерс — Чейтон Литлстоун (сезон 3; гостевая роль в сезонах 2 и 4), колоритный лидер банды «Красные кости» в индейском племени кинахо.
- Эфтон Уильямсон[англ.] — Элисон Меддинг (сезон 3; повторяющаяся роль во 2 сезоне), помощник окружного прокурора.
- Лэнгли Кирквуд — полковник Дуглас Стоу (сезон 3), морской пехотинец США, ведущий нелегальный бизнес в военном лагере Дженоа.
- Мэтью Раух — Клейтон «Клэй» Бертон (сезон 4; повторяющая роль в сезонах 1-3), телохранитель и правая рука Кая Проктора.
- Том Пельфри — Курт Банкер (сезон 4; повторяющаяся роль в сезоне 3), бывший член Арийского братства, который становится помощником шерифа Банши.
- Крис Кой[англ.] — Кэлвин Банкер (сезон 4; гостевая роль в сезоне 3), лидер Арийского братства в Банши и младший брат Курта Банкера.

### Второстепенный состав
- Стив Коултер — Элайджа Бауман (сезоны 1-4), отец Ребекки Бауман.
- Саманта Уортен — Мириам Бауман (сезоны 1-4), мать Ребекки Бауман.
- Одетт Эннабл — Нола Лонгшэдоу (сезоны 1-3), сестра Алекса.
- Христос Василопулос[англ.] — Олег (сезоны 1-2), правая рука «Мистера Рэббита».
- Джозеф Гатт — Альбиноc, заключённый, отбывавший срок с Худом и терроризировавший его по приказу Мистера Рэббита (повторяющаяся роль в 1-2 сезонах, гостевая роль в 4 сезоне)
- Дерек Сесил — Дин Ксавьер (сезоны 1-2), агент ФБР.
- Гэбриел Саттл — Макс (повторяющаяся роль в 1-2 сезонах, дублер в 3 сезоне), сын Кэрри и Гордона.
- Дежа Ди — Альма (сезоны 1-3): сотрудница департамента шерифа Банши.
- Челси Кардуэлл — Бити (сезоны 1-3), лучшая подруга Дэвы.
- Роберт Тревейлер — Джексон Сперлинг (сезоны 1-3), адвокат Кая Проктора.
- Харрисон Томас — Джейсон Худ, сын настоящего Лукаса Худа (гостевая роль в 1-м сезоне, повторяющаяся роль во 2-м сезоне).
- Желько Иванек — Джим Расин (сезон 2), агент ФБР.
- Гил Бирмингем — Джордж Хантер (сезон 2), член совета племени кинахо и соперник Алекса Лонгшэдоу за пост вождя.
- Эмбер Мидфандер — Лана Клири (сезон 2), индианка из племени кинахо.
- Рег Ю. Кэти — детектив Джулиус Боннер (гостевая роль в сезоне 2), детектив полиции Нью-Йорка, арестовавший главного героя после кражи бриллиантов.
- Майя Гилберт — Джульетта (сезон 2), стриптизерша.
- Эдди Купер — Толстяк Ау (сезоны 2-4), криминальный авторитет из Нью-Йорка, старый друг Худа и Джоба
- Дженнифер Гриффин — Лия Проктор (сезоны 2-3), мать Кая.
- Тайсон Салливан — Хондо: ключевой исполнитель Арийского братства в «Банши», который работает на Кая. (повторяющаяся роль во 2-м сезоне, гостевая роль в 3-м сезоне)
- Джулиан Сэндс — Юлий Рабитов (сезон 2), брат «Мистера Рэббита», священник.
- Ческей Спенсер — Билли Рейвен (повторяющаяся роль в 3-м сезоне, гостевая роль в 4-м сезоне), помощник шерифа, бывший офицер полицейского управления резервации кинахо.
- Миган Рат — Эйми Кинг (сезон 3), единственный честный офицер в коррумпированной полиции резервации кинахо.
- Таня Кларк — Эмили Лотос (сезон 3), бывшая жена Брока и любовница Кая.
- Хэппи Андерсон — Кости Тьюсдей (сезон 3). владелец бойцовского клуба каджунов, звездным бойцом которого является Чайтон Литтлстоун.
- Деннис Фланаган — Лео Фицпатрик (сезоны 3-4), компьютерный хакер.
- Дэвид Харбор — Роберт Далтон (гостевой персонаж в сезонах 3-4), агент секретных операций, вербовщик Лукаса Худа из гауптвахты.
- Кейси Лабоу — Мэгги Банкер (сезон 4), жена Кэлвина Банкера, которая хочет лучшей жизни для себя и своего сына.
- Элайза Душку — Вероника Доусон (сезон 4), специальный агент ФБР. Она охотится за серийным убийцей, который только что прибыл в Банши.
- Чэнс Келли[англ.] — Рэндалл Уоттс (сезон 4), находящийся в тюрьме руководитель Арийского братства, оставивший на время заключения главным Кэлвина Банкера.
- Фред Веллер[англ.] — Деклан Боде (сезон 4), лидер секты сатанистов и серийный убийца.
- Нестор Серрано — Эмилио Лоэра (сезон 4), высокопоставленный член колумбийского картеля.
- Ана Айора[англ.] — Нина Круз (сезон 4), помощник шерифа, «крот», работающий на Кая.

## Эпизоды
| Сезон | Сезон | Эпизоды | Оригинальная дата показа | Оригинальная дата показа |
| Сезон | Сезон | Эпизоды | Премьера сезона          | Финал сезона             |
| ----- | ----- | ------- | ------------------------ | ------------------------ |
|       | 1     | 10      | 11 января 2013           | 15 марта 2013            |
|       | 2     | 10      | 10 января 2014           | 14 марта 2014            |
|       | 3     | 10      | 9 января 2015            | 13 марта 2015            |
|       | 4     | 8       | 1 апреля 2016            | 20 мая 2016              |

## Шахматы
- Весь 1-й сезон сериала в начальных титрах идёт шахматная партия, по одному ходу за серию.

|   | a | b | c | d | e | f | g | h |   |
| - | --- | --- | --- | --- | --- | --- | --- | --- | - |
| 8 | a8 белый король · d8 белая ладья · e8 белая ладья · a7 белая пешка · b7 белая пешка · h7 белая пешка · c6 белый конь · e6 белый слон · f6 белая пешка · h6 белый слон · h5 белый ферзь · a4 чёрный ферзь · c3 белая пешка · f3 чёрный конь · g3 чёрный слон · a2 чёрная пешка · c2 чёрная пешка · d2 чёрная пешка · e2 чёрная пешка · f2 чёрная пешка · g2 чёрный слон · h2 чёрная пешка · b1 чёрная ладья · d1 чёрный король · g1 чёрная ладья | a8 белый король · d8 белая ладья · e8 белая ладья · a7 белая пешка · b7 белая пешка · h7 белая пешка · c6 белый конь · e6 белый слон · f6 белая пешка · h6 белый слон · h5 белый ферзь · a4 чёрный ферзь · c3 белая пешка · f3 чёрный конь · g3 чёрный слон · a2 чёрная пешка · c2 чёрная пешка · d2 чёрная пешка · e2 чёрная пешка · f2 чёрная пешка · g2 чёрный слон · h2 чёрная пешка · b1 чёрная ладья · d1 чёрный король · g1 чёрная ладья | a8 белый король · d8 белая ладья · e8 белая ладья · a7 белая пешка · b7 белая пешка · h7 белая пешка · c6 белый конь · e6 белый слон · f6 белая пешка · h6 белый слон · h5 белый ферзь · a4 чёрный ферзь · c3 белая пешка · f3 чёрный конь · g3 чёрный слон · a2 чёрная пешка · c2 чёрная пешка · d2 чёрная пешка · e2 чёрная пешка · f2 чёрная пешка · g2 чёрный слон · h2 чёрная пешка · b1 чёрная ладья · d1 чёрный король · g1 чёрная ладья | a8 белый король · d8 белая ладья · e8 белая ладья · a7 белая пешка · b7 белая пешка · h7 белая пешка · c6 белый конь · e6 белый слон · f6 белая пешка · h6 белый слон · h5 белый ферзь · a4 чёрный ферзь · c3 белая пешка · f3 чёрный конь · g3 чёрный слон · a2 чёрная пешка · c2 чёрная пешка · d2 чёрная пешка · e2 чёрная пешка · f2 чёрная пешка · g2 чёрный слон · h2 чёрная пешка · b1 чёрная ладья · d1 чёрный король · g1 чёрная ладья | a8 белый король · d8 белая ладья · e8 белая ладья · a7 белая пешка · b7 белая пешка · h7 белая пешка · c6 белый конь · e6 белый слон · f6 белая пешка · h6 белый слон · h5 белый ферзь · a4 чёрный ферзь · c3 белая пешка · f3 чёрный конь · g3 чёрный слон · a2 чёрная пешка · c2 чёрная пешка · d2 чёрная пешка · e2 чёрная пешка · f2 чёрная пешка · g2 чёрный слон · h2 чёрная пешка · b1 чёрная ладья · d1 чёрный король · g1 чёрная ладья | a8 белый король · d8 белая ладья · e8 белая ладья · a7 белая пешка · b7 белая пешка · h7 белая пешка · c6 белый конь · e6 белый слон · f6 белая пешка · h6 белый слон · h5 белый ферзь · a4 чёрный ферзь · c3 белая пешка · f3 чёрный конь · g3 чёрный слон · a2 чёрная пешка · c2 чёрная пешка · d2 чёрная пешка · e2 чёрная пешка · f2 чёрная пешка · g2 чёрный слон · h2 чёрная пешка · b1 чёрная ладья · d1 чёрный король · g1 чёрная ладья | a8 белый король · d8 белая ладья · e8 белая ладья · a7 белая пешка · b7 белая пешка · h7 белая пешка · c6 белый конь · e6 белый слон · f6 белая пешка · h6 белый слон · h5 белый ферзь · a4 чёрный ферзь · c3 белая пешка · f3 чёрный конь · g3 чёрный слон · a2 чёрная пешка · c2 чёрная пешка · d2 чёрная пешка · e2 чёрная пешка · f2 чёрная пешка · g2 чёрный слон · h2 чёрная пешка · b1 чёрная ладья · d1 чёрный король · g1 чёрная ладья | a8 белый король · d8 белая ладья · e8 белая ладья · a7 белая пешка · b7 белая пешка · h7 белая пешка · c6 белый конь · e6 белый слон · f6 белая пешка · h6 белый слон · h5 белый ферзь · a4 чёрный ферзь · c3 белая пешка · f3 чёрный конь · g3 чёрный слон · a2 чёрная пешка · c2 чёрная пешка · d2 чёрная пешка · e2 чёрная пешка · f2 чёрная пешка · g2 чёрный слон · h2 чёрная пешка · b1 чёрная ладья · d1 чёрный король · g1 чёрная ладья | 8 |
| 7 | a8 белый король · d8 белая ладья · e8 белая ладья · a7 белая пешка · b7 белая пешка · h7 белая пешка · c6 белый конь · e6 белый слон · f6 белая пешка · h6 белый слон · h5 белый ферзь · a4 чёрный ферзь · c3 белая пешка · f3 чёрный конь · g3 чёрный слон · a2 чёрная пешка · c2 чёрная пешка · d2 чёрная пешка · e2 чёрная пешка · f2 чёрная пешка · g2 чёрный слон · h2 чёрная пешка · b1 чёрная ладья · d1 чёрный король · g1 чёрная ладья | a8 белый король · d8 белая ладья · e8 белая ладья · a7 белая пешка · b7 белая пешка · h7 белая пешка · c6 белый конь · e6 белый слон · f6 белая пешка · h6 белый слон · h5 белый ферзь · a4 чёрный ферзь · c3 белая пешка · f3 чёрный конь · g3 чёрный слон · a2 чёрная пешка · c2 чёрная пешка · d2 чёрная пешка · e2 чёрная пешка · f2 чёрная пешка · g2 чёрный слон · h2 чёрная пешка · b1 чёрная ладья · d1 чёрный король · g1 чёрная ладья | a8 белый король · d8 белая ладья · e8 белая ладья · a7 белая пешка · b7 белая пешка · h7 белая пешка · c6 белый конь · e6 белый слон · f6 белая пешка · h6 белый слон · h5 белый ферзь · a4 чёрный ферзь · c3 белая пешка · f3 чёрный конь · g3 чёрный слон · a2 чёрная пешка · c2 чёрная пешка · d2 чёрная пешка · e2 чёрная пешка · f2 чёрная пешка · g2 чёрный слон · h2 чёрная пешка · b1 чёрная ладья · d1 чёрный король · g1 чёрная ладья | a8 белый король · d8 белая ладья · e8 белая ладья · a7 белая пешка · b7 белая пешка · h7 белая пешка · c6 белый конь · e6 белый слон · f6 белая пешка · h6 белый слон · h5 белый ферзь · a4 чёрный ферзь · c3 белая пешка · f3 чёрный конь · g3 чёрный слон · a2 чёрная пешка · c2 чёрная пешка · d2 чёрная пешка · e2 чёрная пешка · f2 чёрная пешка · g2 чёрный слон · h2 чёрная пешка · b1 чёрная ладья · d1 чёрный король · g1 чёрная ладья | a8 белый король · d8 белая ладья · e8 белая ладья · a7 белая пешка · b7 белая пешка · h7 белая пешка · c6 белый конь · e6 белый слон · f6 белая пешка · h6 белый слон · h5 белый ферзь · a4 чёрный ферзь · c3 белая пешка · f3 чёрный конь · g3 чёрный слон · a2 чёрная пешка · c2 чёрная пешка · d2 чёрная пешка · e2 чёрная пешка · f2 чёрная пешка · g2 чёрный слон · h2 чёрная пешка · b1 чёрная ладья · d1 чёрный король · g1 чёрная ладья | a8 белый король · d8 белая ладья · e8 белая ладья · a7 белая пешка · b7 белая пешка · h7 белая пешка · c6 белый конь · e6 белый слон · f6 белая пешка · h6 белый слон · h5 белый ферзь · a4 чёрный ферзь · c3 белая пешка · f3 чёрный конь · g3 чёрный слон · a2 чёрная пешка · c2 чёрная пешка · d2 чёрная пешка · e2 чёрная пешка · f2 чёрная пешка · g2 чёрный слон · h2 чёрная пешка · b1 чёрная ладья · d1 чёрный король · g1 чёрная ладья | a8 белый король · d8 белая ладья · e8 белая ладья · a7 белая пешка · b7 белая пешка · h7 белая пешка · c6 белый конь · e6 белый слон · f6 белая пешка · h6 белый слон · h5 белый ферзь · a4 чёрный ферзь · c3 белая пешка · f3 чёрный конь · g3 чёрный слон · a2 чёрная пешка · c2 чёрная пешка · d2 чёрная пешка · e2 чёрная пешка · f2 чёрная пешка · g2 чёрный слон · h2 чёрная пешка · b1 чёрная ладья · d1 чёрный король · g1 чёрная ладья | a8 белый король · d8 белая ладья · e8 белая ладья · a7 белая пешка · b7 белая пешка · h7 белая пешка · c6 белый конь · e6 белый слон · f6 белая пешка · h6 белый слон · h5 белый ферзь · a4 чёрный ферзь · c3 белая пешка · f3 чёрный конь · g3 чёрный слон · a2 чёрная пешка · c2 чёрная пешка · d2 чёрная пешка · e2 чёрная пешка · f2 чёрная пешка · g2 чёрный слон · h2 чёрная пешка · b1 чёрная ладья · d1 чёрный король · g1 чёрная ладья | 7 |
| 6 | a8 белый король · d8 белая ладья · e8 белая ладья · a7 белая пешка · b7 белая пешка · h7 белая пешка · c6 белый конь · e6 белый слон · f6 белая пешка · h6 белый слон · h5 белый ферзь · a4 чёрный ферзь · c3 белая пешка · f3 чёрный конь · g3 чёрный слон · a2 чёрная пешка · c2 чёрная пешка · d2 чёрная пешка · e2 чёрная пешка · f2 чёрная пешка · g2 чёрный слон · h2 чёрная пешка · b1 чёрная ладья · d1 чёрный король · g1 чёрная ладья | a8 белый король · d8 белая ладья · e8 белая ладья · a7 белая пешка · b7 белая пешка · h7 белая пешка · c6 белый конь · e6 белый слон · f6 белая пешка · h6 белый слон · h5 белый ферзь · a4 чёрный ферзь · c3 белая пешка · f3 чёрный конь · g3 чёрный слон · a2 чёрная пешка · c2 чёрная пешка · d2 чёрная пешка · e2 чёрная пешка · f2 чёрная пешка · g2 чёрный слон · h2 чёрная пешка · b1 чёрная ладья · d1 чёрный король · g1 чёрная ладья | a8 белый король · d8 белая ладья · e8 белая ладья · a7 белая пешка · b7 белая пешка · h7 белая пешка · c6 белый конь · e6 белый слон · f6 белая пешка · h6 белый слон · h5 белый ферзь · a4 чёрный ферзь · c3 белая пешка · f3 чёрный конь · g3 чёрный слон · a2 чёрная пешка · c2 чёрная пешка · d2 чёрная пешка · e2 чёрная пешка · f2 чёрная пешка · g2 чёрный слон · h2 чёрная пешка · b1 чёрная ладья · d1 чёрный король · g1 чёрная ладья | a8 белый король · d8 белая ладья · e8 белая ладья · a7 белая пешка · b7 белая пешка · h7 белая пешка · c6 белый конь · e6 белый слон · f6 белая пешка · h6 белый слон · h5 белый ферзь · a4 чёрный ферзь · c3 белая пешка · f3 чёрный конь · g3 чёрный слон · a2 чёрная пешка · c2 чёрная пешка · d2 чёрная пешка · e2 чёрная пешка · f2 чёрная пешка · g2 чёрный слон · h2 чёрная пешка · b1 чёрная ладья · d1 чёрный король · g1 чёрная ладья | a8 белый король · d8 белая ладья · e8 белая ладья · a7 белая пешка · b7 белая пешка · h7 белая пешка · c6 белый конь · e6 белый слон · f6 белая пешка · h6 белый слон · h5 белый ферзь · a4 чёрный ферзь · c3 белая пешка · f3 чёрный конь · g3 чёрный слон · a2 чёрная пешка · c2 чёрная пешка · d2 чёрная пешка · e2 чёрная пешка · f2 чёрная пешка · g2 чёрный слон · h2 чёрная пешка · b1 чёрная ладья · d1 чёрный король · g1 чёрная ладья | a8 белый король · d8 белая ладья · e8 белая ладья · a7 белая пешка · b7 белая пешка · h7 белая пешка · c6 белый конь · e6 белый слон · f6 белая пешка · h6 белый слон · h5 белый ферзь · a4 чёрный ферзь · c3 белая пешка · f3 чёрный конь · g3 чёрный слон · a2 чёрная пешка · c2 чёрная пешка · d2 чёрная пешка · e2 чёрная пешка · f2 чёрная пешка · g2 чёрный слон · h2 чёрная пешка · b1 чёрная ладья · d1 чёрный король · g1 чёрная ладья | a8 белый король · d8 белая ладья · e8 белая ладья · a7 белая пешка · b7 белая пешка · h7 белая пешка · c6 белый конь · e6 белый слон · f6 белая пешка · h6 белый слон · h5 белый ферзь · a4 чёрный ферзь · c3 белая пешка · f3 чёрный конь · g3 чёрный слон · a2 чёрная пешка · c2 чёрная пешка · d2 чёрная пешка · e2 чёрная пешка · f2 чёрная пешка · g2 чёрный слон · h2 чёрная пешка · b1 чёрная ладья · d1 чёрный король · g1 чёрная ладья | a8 белый король · d8 белая ладья · e8 белая ладья · a7 белая пешка · b7 белая пешка · h7 белая пешка · c6 белый конь · e6 белый слон · f6 белая пешка · h6 белый слон · h5 белый ферзь · a4 чёрный ферзь · c3 белая пешка · f3 чёрный конь · g3 чёрный слон · a2 чёрная пешка · c2 чёрная пешка · d2 чёрная пешка · e2 чёрная пешка · f2 чёрная пешка · g2 чёрный слон · h2 чёрная пешка · b1 чёрная ладья · d1 чёрный король · g1 чёрная ладья | 6 |
| 5 | a8 белый король · d8 белая ладья · e8 белая ладья · a7 белая пешка · b7 белая пешка · h7 белая пешка · c6 белый конь · e6 белый слон · f6 белая пешка · h6 белый слон · h5 белый ферзь · a4 чёрный ферзь · c3 белая пешка · f3 чёрный конь · g3 чёрный слон · a2 чёрная пешка · c2 чёрная пешка · d2 чёрная пешка · e2 чёрная пешка · f2 чёрная пешка · g2 чёрный слон · h2 чёрная пешка · b1 чёрная ладья · d1 чёрный король · g1 чёрная ладья | a8 белый король · d8 белая ладья · e8 белая ладья · a7 белая пешка · b7 белая пешка · h7 белая пешка · c6 белый конь · e6 белый слон · f6 белая пешка · h6 белый слон · h5 белый ферзь · a4 чёрный ферзь · c3 белая пешка · f3 чёрный конь · g3 чёрный слон · a2 чёрная пешка · c2 чёрная пешка · d2 чёрная пешка · e2 чёрная пешка · f2 чёрная пешка · g2 чёрный слон · h2 чёрная пешка · b1 чёрная ладья · d1 чёрный король · g1 чёрная ладья | a8 белый король · d8 белая ладья · e8 белая ладья · a7 белая пешка · b7 белая пешка · h7 белая пешка · c6 белый конь · e6 белый слон · f6 белая пешка · h6 белый слон · h5 белый ферзь · a4 чёрный ферзь · c3 белая пешка · f3 чёрный конь · g3 чёрный слон · a2 чёрная пешка · c2 чёрная пешка · d2 чёрная пешка · e2 чёрная пешка · f2 чёрная пешка · g2 чёрный слон · h2 чёрная пешка · b1 чёрная ладья · d1 чёрный король · g1 чёрная ладья | a8 белый король · d8 белая ладья · e8 белая ладья · a7 белая пешка · b7 белая пешка · h7 белая пешка · c6 белый конь · e6 белый слон · f6 белая пешка · h6 белый слон · h5 белый ферзь · a4 чёрный ферзь · c3 белая пешка · f3 чёрный конь · g3 чёрный слон · a2 чёрная пешка · c2 чёрная пешка · d2 чёрная пешка · e2 чёрная пешка · f2 чёрная пешка · g2 чёрный слон · h2 чёрная пешка · b1 чёрная ладья · d1 чёрный король · g1 чёрная ладья | a8 белый король · d8 белая ладья · e8 белая ладья · a7 белая пешка · b7 белая пешка · h7 белая пешка · c6 белый конь · e6 белый слон · f6 белая пешка · h6 белый слон · h5 белый ферзь · a4 чёрный ферзь · c3 белая пешка · f3 чёрный конь · g3 чёрный слон · a2 чёрная пешка · c2 чёрная пешка · d2 чёрная пешка · e2 чёрная пешка · f2 чёрная пешка · g2 чёрный слон · h2 чёрная пешка · b1 чёрная ладья · d1 чёрный король · g1 чёрная ладья | a8 белый король · d8 белая ладья · e8 белая ладья · a7 белая пешка · b7 белая пешка · h7 белая пешка · c6 белый конь · e6 белый слон · f6 белая пешка · h6 белый слон · h5 белый ферзь · a4 чёрный ферзь · c3 белая пешка · f3 чёрный конь · g3 чёрный слон · a2 чёрная пешка · c2 чёрная пешка · d2 чёрная пешка · e2 чёрная пешка · f2 чёрная пешка · g2 чёрный слон · h2 чёрная пешка · b1 чёрная ладья · d1 чёрный король · g1 чёрная ладья | a8 белый король · d8 белая ладья · e8 белая ладья · a7 белая пешка · b7 белая пешка · h7 белая пешка · c6 белый конь · e6 белый слон · f6 белая пешка · h6 белый слон · h5 белый ферзь · a4 чёрный ферзь · c3 белая пешка · f3 чёрный конь · g3 чёрный слон · a2 чёрная пешка · c2 чёрная пешка · d2 чёрная пешка · e2 чёрная пешка · f2 чёрная пешка · g2 чёрный слон · h2 чёрная пешка · b1 чёрная ладья · d1 чёрный король · g1 чёрная ладья | a8 белый король · d8 белая ладья · e8 белая ладья · a7 белая пешка · b7 белая пешка · h7 белая пешка · c6 белый конь · e6 белый слон · f6 белая пешка · h6 белый слон · h5 белый ферзь · a4 чёрный ферзь · c3 белая пешка · f3 чёрный конь · g3 чёрный слон · a2 чёрная пешка · c2 чёрная пешка · d2 чёрная пешка · e2 чёрная пешка · f2 чёрная пешка · g2 чёрный слон · h2 чёрная пешка · b1 чёрная ладья · d1 чёрный король · g1 чёрная ладья | 5 |
| 4 | a8 белый король · d8 белая ладья · e8 белая ладья · a7 белая пешка · b7 белая пешка · h7 белая пешка · c6 белый конь · e6 белый слон · f6 белая пешка · h6 белый слон · h5 белый ферзь · a4 чёрный ферзь · c3 белая пешка · f3 чёрный конь · g3 чёрный слон · a2 чёрная пешка · c2 чёрная пешка · d2 чёрная пешка · e2 чёрная пешка · f2 чёрная пешка · g2 чёрный слон · h2 чёрная пешка · b1 чёрная ладья · d1 чёрный король · g1 чёрная ладья | a8 белый король · d8 белая ладья · e8 белая ладья · a7 белая пешка · b7 белая пешка · h7 белая пешка · c6 белый конь · e6 белый слон · f6 белая пешка · h6 белый слон · h5 белый ферзь · a4 чёрный ферзь · c3 белая пешка · f3 чёрный конь · g3 чёрный слон · a2 чёрная пешка · c2 чёрная пешка · d2 чёрная пешка · e2 чёрная пешка · f2 чёрная пешка · g2 чёрный слон · h2 чёрная пешка · b1 чёрная ладья · d1 чёрный король · g1 чёрная ладья | a8 белый король · d8 белая ладья · e8 белая ладья · a7 белая пешка · b7 белая пешка · h7 белая пешка · c6 белый конь · e6 белый слон · f6 белая пешка · h6 белый слон · h5 белый ферзь · a4 чёрный ферзь · c3 белая пешка · f3 чёрный конь · g3 чёрный слон · a2 чёрная пешка · c2 чёрная пешка · d2 чёрная пешка · e2 чёрная пешка · f2 чёрная пешка · g2 чёрный слон · h2 чёрная пешка · b1 чёрная ладья · d1 чёрный король · g1 чёрная ладья | a8 белый король · d8 белая ладья · e8 белая ладья · a7 белая пешка · b7 белая пешка · h7 белая пешка · c6 белый конь · e6 белый слон · f6 белая пешка · h6 белый слон · h5 белый ферзь · a4 чёрный ферзь · c3 белая пешка · f3 чёрный конь · g3 чёрный слон · a2 чёрная пешка · c2 чёрная пешка · d2 чёрная пешка · e2 чёрная пешка · f2 чёрная пешка · g2 чёрный слон · h2 чёрная пешка · b1 чёрная ладья · d1 чёрный король · g1 чёрная ладья | a8 белый король · d8 белая ладья · e8 белая ладья · a7 белая пешка · b7 белая пешка · h7 белая пешка · c6 белый конь · e6 белый слон · f6 белая пешка · h6 белый слон · h5 белый ферзь · a4 чёрный ферзь · c3 белая пешка · f3 чёрный конь · g3 чёрный слон · a2 чёрная пешка · c2 чёрная пешка · d2 чёрная пешка · e2 чёрная пешка · f2 чёрная пешка · g2 чёрный слон · h2 чёрная пешка · b1 чёрная ладья · d1 чёрный король · g1 чёрная ладья | a8 белый король · d8 белая ладья · e8 белая ладья · a7 белая пешка · b7 белая пешка · h7 белая пешка · c6 белый конь · e6 белый слон · f6 белая пешка · h6 белый слон · h5 белый ферзь · a4 чёрный ферзь · c3 белая пешка · f3 чёрный конь · g3 чёрный слон · a2 чёрная пешка · c2 чёрная пешка · d2 чёрная пешка · e2 чёрная пешка · f2 чёрная пешка · g2 чёрный слон · h2 чёрная пешка · b1 чёрная ладья · d1 чёрный король · g1 чёрная ладья | a8 белый король · d8 белая ладья · e8 белая ладья · a7 белая пешка · b7 белая пешка · h7 белая пешка · c6 белый конь · e6 белый слон · f6 белая пешка · h6 белый слон · h5 белый ферзь · a4 чёрный ферзь · c3 белая пешка · f3 чёрный конь · g3 чёрный слон · a2 чёрная пешка · c2 чёрная пешка · d2 чёрная пешка · e2 чёрная пешка · f2 чёрная пешка · g2 чёрный слон · h2 чёрная пешка · b1 чёрная ладья · d1 чёрный король · g1 чёрная ладья | a8 белый король · d8 белая ладья · e8 белая ладья · a7 белая пешка · b7 белая пешка · h7 белая пешка · c6 белый конь · e6 белый слон · f6 белая пешка · h6 белый слон · h5 белый ферзь · a4 чёрный ферзь · c3 белая пешка · f3 чёрный конь · g3 чёрный слон · a2 чёрная пешка · c2 чёрная пешка · d2 чёрная пешка · e2 чёрная пешка · f2 чёрная пешка · g2 чёрный слон · h2 чёрная пешка · b1 чёрная ладья · d1 чёрный король · g1 чёрная ладья | 4 |
| 3 | a8 белый король · d8 белая ладья · e8 белая ладья · a7 белая пешка · b7 белая пешка · h7 белая пешка · c6 белый конь · e6 белый слон · f6 белая пешка · h6 белый слон · h5 белый ферзь · a4 чёрный ферзь · c3 белая пешка · f3 чёрный конь · g3 чёрный слон · a2 чёрная пешка · c2 чёрная пешка · d2 чёрная пешка · e2 чёрная пешка · f2 чёрная пешка · g2 чёрный слон · h2 чёрная пешка · b1 чёрная ладья · d1 чёрный король · g1 чёрная ладья | a8 белый король · d8 белая ладья · e8 белая ладья · a7 белая пешка · b7 белая пешка · h7 белая пешка · c6 белый конь · e6 белый слон · f6 белая пешка · h6 белый слон · h5 белый ферзь · a4 чёрный ферзь · c3 белая пешка · f3 чёрный конь · g3 чёрный слон · a2 чёрная пешка · c2 чёрная пешка · d2 чёрная пешка · e2 чёрная пешка · f2 чёрная пешка · g2 чёрный слон · h2 чёрная пешка · b1 чёрная ладья · d1 чёрный король · g1 чёрная ладья | a8 белый король · d8 белая ладья · e8 белая ладья · a7 белая пешка · b7 белая пешка · h7 белая пешка · c6 белый конь · e6 белый слон · f6 белая пешка · h6 белый слон · h5 белый ферзь · a4 чёрный ферзь · c3 белая пешка · f3 чёрный конь · g3 чёрный слон · a2 чёрная пешка · c2 чёрная пешка · d2 чёрная пешка · e2 чёрная пешка · f2 чёрная пешка · g2 чёрный слон · h2 чёрная пешка · b1 чёрная ладья · d1 чёрный король · g1 чёрная ладья | a8 белый король · d8 белая ладья · e8 белая ладья · a7 белая пешка · b7 белая пешка · h7 белая пешка · c6 белый конь · e6 белый слон · f6 белая пешка · h6 белый слон · h5 белый ферзь · a4 чёрный ферзь · c3 белая пешка · f3 чёрный конь · g3 чёрный слон · a2 чёрная пешка · c2 чёрная пешка · d2 чёрная пешка · e2 чёрная пешка · f2 чёрная пешка · g2 чёрный слон · h2 чёрная пешка · b1 чёрная ладья · d1 чёрный король · g1 чёрная ладья | a8 белый король · d8 белая ладья · e8 белая ладья · a7 белая пешка · b7 белая пешка · h7 белая пешка · c6 белый конь · e6 белый слон · f6 белая пешка · h6 белый слон · h5 белый ферзь · a4 чёрный ферзь · c3 белая пешка · f3 чёрный конь · g3 чёрный слон · a2 чёрная пешка · c2 чёрная пешка · d2 чёрная пешка · e2 чёрная пешка · f2 чёрная пешка · g2 чёрный слон · h2 чёрная пешка · b1 чёрная ладья · d1 чёрный король · g1 чёрная ладья | a8 белый король · d8 белая ладья · e8 белая ладья · a7 белая пешка · b7 белая пешка · h7 белая пешка · c6 белый конь · e6 белый слон · f6 белая пешка · h6 белый слон · h5 белый ферзь · a4 чёрный ферзь · c3 белая пешка · f3 чёрный конь · g3 чёрный слон · a2 чёрная пешка · c2 чёрная пешка · d2 чёрная пешка · e2 чёрная пешка · f2 чёрная пешка · g2 чёрный слон · h2 чёрная пешка · b1 чёрная ладья · d1 чёрный король · g1 чёрная ладья | a8 белый король · d8 белая ладья · e8 белая ладья · a7 белая пешка · b7 белая пешка · h7 белая пешка · c6 белый конь · e6 белый слон · f6 белая пешка · h6 белый слон · h5 белый ферзь · a4 чёрный ферзь · c3 белая пешка · f3 чёрный конь · g3 чёрный слон · a2 чёрная пешка · c2 чёрная пешка · d2 чёрная пешка · e2 чёрная пешка · f2 чёрная пешка · g2 чёрный слон · h2 чёрная пешка · b1 чёрная ладья · d1 чёрный король · g1 чёрная ладья | a8 белый король · d8 белая ладья · e8 белая ладья · a7 белая пешка · b7 белая пешка · h7 белая пешка · c6 белый конь · e6 белый слон · f6 белая пешка · h6 белый слон · h5 белый ферзь · a4 чёрный ферзь · c3 белая пешка · f3 чёрный конь · g3 чёрный слон · a2 чёрная пешка · c2 чёрная пешка · d2 чёрная пешка · e2 чёрная пешка · f2 чёрная пешка · g2 чёрный слон · h2 чёрная пешка · b1 чёрная ладья · d1 чёрный король · g1 чёрная ладья | 3 |
| 2 | a8 белый король · d8 белая ладья · e8 белая ладья · a7 белая пешка · b7 белая пешка · h7 белая пешка · c6 белый конь · e6 белый слон · f6 белая пешка · h6 белый слон · h5 белый ферзь · a4 чёрный ферзь · c3 белая пешка · f3 чёрный конь · g3 чёрный слон · a2 чёрная пешка · c2 чёрная пешка · d2 чёрная пешка · e2 чёрная пешка · f2 чёрная пешка · g2 чёрный слон · h2 чёрная пешка · b1 чёрная ладья · d1 чёрный король · g1 чёрная ладья | a8 белый король · d8 белая ладья · e8 белая ладья · a7 белая пешка · b7 белая пешка · h7 белая пешка · c6 белый конь · e6 белый слон · f6 белая пешка · h6 белый слон · h5 белый ферзь · a4 чёрный ферзь · c3 белая пешка · f3 чёрный конь · g3 чёрный слон · a2 чёрная пешка · c2 чёрная пешка · d2 чёрная пешка · e2 чёрная пешка · f2 чёрная пешка · g2 чёрный слон · h2 чёрная пешка · b1 чёрная ладья · d1 чёрный король · g1 чёрная ладья | a8 белый король · d8 белая ладья · e8 белая ладья · a7 белая пешка · b7 белая пешка · h7 белая пешка · c6 белый конь · e6 белый слон · f6 белая пешка · h6 белый слон · h5 белый ферзь · a4 чёрный ферзь · c3 белая пешка · f3 чёрный конь · g3 чёрный слон · a2 чёрная пешка · c2 чёрная пешка · d2 чёрная пешка · e2 чёрная пешка · f2 чёрная пешка · g2 чёрный слон · h2 чёрная пешка · b1 чёрная ладья · d1 чёрный король · g1 чёрная ладья | a8 белый король · d8 белая ладья · e8 белая ладья · a7 белая пешка · b7 белая пешка · h7 белая пешка · c6 белый конь · e6 белый слон · f6 белая пешка · h6 белый слон · h5 белый ферзь · a4 чёрный ферзь · c3 белая пешка · f3 чёрный конь · g3 чёрный слон · a2 чёрная пешка · c2 чёрная пешка · d2 чёрная пешка · e2 чёрная пешка · f2 чёрная пешка · g2 чёрный слон · h2 чёрная пешка · b1 чёрная ладья · d1 чёрный король · g1 чёрная ладья | a8 белый король · d8 белая ладья · e8 белая ладья · a7 белая пешка · b7 белая пешка · h7 белая пешка · c6 белый конь · e6 белый слон · f6 белая пешка · h6 белый слон · h5 белый ферзь · a4 чёрный ферзь · c3 белая пешка · f3 чёрный конь · g3 чёрный слон · a2 чёрная пешка · c2 чёрная пешка · d2 чёрная пешка · e2 чёрная пешка · f2 чёрная пешка · g2 чёрный слон · h2 чёрная пешка · b1 чёрная ладья · d1 чёрный король · g1 чёрная ладья | a8 белый король · d8 белая ладья · e8 белая ладья · a7 белая пешка · b7 белая пешка · h7 белая пешка · c6 белый конь · e6 белый слон · f6 белая пешка · h6 белый слон · h5 белый ферзь · a4 чёрный ферзь · c3 белая пешка · f3 чёрный конь · g3 чёрный слон · a2 чёрная пешка · c2 чёрная пешка · d2 чёрная пешка · e2 чёрная пешка · f2 чёрная пешка · g2 чёрный слон · h2 чёрная пешка · b1 чёрная ладья · d1 чёрный король · g1 чёрная ладья | a8 белый король · d8 белая ладья · e8 белая ладья · a7 белая пешка · b7 белая пешка · h7 белая пешка · c6 белый конь · e6 белый слон · f6 белая пешка · h6 белый слон · h5 белый ферзь · a4 чёрный ферзь · c3 белая пешка · f3 чёрный конь · g3 чёрный слон · a2 чёрная пешка · c2 чёрная пешка · d2 чёрная пешка · e2 чёрная пешка · f2 чёрная пешка · g2 чёрный слон · h2 чёрная пешка · b1 чёрная ладья · d1 чёрный король · g1 чёрная ладья | a8 белый король · d8 белая ладья · e8 белая ладья · a7 белая пешка · b7 белая пешка · h7 белая пешка · c6 белый конь · e6 белый слон · f6 белая пешка · h6 белый слон · h5 белый ферзь · a4 чёрный ферзь · c3 белая пешка · f3 чёрный конь · g3 чёрный слон · a2 чёрная пешка · c2 чёрная пешка · d2 чёрная пешка · e2 чёрная пешка · f2 чёрная пешка · g2 чёрный слон · h2 чёрная пешка · b1 чёрная ладья · d1 чёрный король · g1 чёрная ладья | 2 |
| 1 | a8 белый король · d8 белая ладья · e8 белая ладья · a7 белая пешка · b7 белая пешка · h7 белая пешка · c6 белый конь · e6 белый слон · f6 белая пешка · h6 белый слон · h5 белый ферзь · a4 чёрный ферзь · c3 белая пешка · f3 чёрный конь · g3 чёрный слон · a2 чёрная пешка · c2 чёрная пешка · d2 чёрная пешка · e2 чёрная пешка · f2 чёрная пешка · g2 чёрный слон · h2 чёрная пешка · b1 чёрная ладья · d1 чёрный король · g1 чёрная ладья | a8 белый король · d8 белая ладья · e8 белая ладья · a7 белая пешка · b7 белая пешка · h7 белая пешка · c6 белый конь · e6 белый слон · f6 белая пешка · h6 белый слон · h5 белый ферзь · a4 чёрный ферзь · c3 белая пешка · f3 чёрный конь · g3 чёрный слон · a2 чёрная пешка · c2 чёрная пешка · d2 чёрная пешка · e2 чёрная пешка · f2 чёрная пешка · g2 чёрный слон · h2 чёрная пешка · b1 чёрная ладья · d1 чёрный король · g1 чёрная ладья | a8 белый король · d8 белая ладья · e8 белая ладья · a7 белая пешка · b7 белая пешка · h7 белая пешка · c6 белый конь · e6 белый слон · f6 белая пешка · h6 белый слон · h5 белый ферзь · a4 чёрный ферзь · c3 белая пешка · f3 чёрный конь · g3 чёрный слон · a2 чёрная пешка · c2 чёрная пешка · d2 чёрная пешка · e2 чёрная пешка · f2 чёрная пешка · g2 чёрный слон · h2 чёрная пешка · b1 чёрная ладья · d1 чёрный король · g1 чёрная ладья | a8 белый король · d8 белая ладья · e8 белая ладья · a7 белая пешка · b7 белая пешка · h7 белая пешка · c6 белый конь · e6 белый слон · f6 белая пешка · h6 белый слон · h5 белый ферзь · a4 чёрный ферзь · c3 белая пешка · f3 чёрный конь · g3 чёрный слон · a2 чёрная пешка · c2 чёрная пешка · d2 чёрная пешка · e2 чёрная пешка · f2 чёрная пешка · g2 чёрный слон · h2 чёрная пешка · b1 чёрная ладья · d1 чёрный король · g1 чёрная ладья | a8 белый король · d8 белая ладья · e8 белая ладья · a7 белая пешка · b7 белая пешка · h7 белая пешка · c6 белый конь · e6 белый слон · f6 белая пешка · h6 белый слон · h5 белый ферзь · a4 чёрный ферзь · c3 белая пешка · f3 чёрный конь · g3 чёрный слон · a2 чёрная пешка · c2 чёрная пешка · d2 чёрная пешка · e2 чёрная пешка · f2 чёрная пешка · g2 чёрный слон · h2 чёрная пешка · b1 чёрная ладья · d1 чёрный король · g1 чёрная ладья | a8 белый король · d8 белая ладья · e8 белая ладья · a7 белая пешка · b7 белая пешка · h7 белая пешка · c6 белый конь · e6 белый слон · f6 белая пешка · h6 белый слон · h5 белый ферзь · a4 чёрный ферзь · c3 белая пешка · f3 чёрный конь · g3 чёрный слон · a2 чёрная пешка · c2 чёрная пешка · d2 чёрная пешка · e2 чёрная пешка · f2 чёрная пешка · g2 чёрный слон · h2 чёрная пешка · b1 чёрная ладья · d1 чёрный король · g1 чёрная ладья | a8 белый король · d8 белая ладья · e8 белая ладья · a7 белая пешка · b7 белая пешка · h7 белая пешка · c6 белый конь · e6 белый слон · f6 белая пешка · h6 белый слон · h5 белый ферзь · a4 чёрный ферзь · c3 белая пешка · f3 чёрный конь · g3 чёрный слон · a2 чёрная пешка · c2 чёрная пешка · d2 чёрная пешка · e2 чёрная пешка · f2 чёрная пешка · g2 чёрный слон · h2 чёрная пешка · b1 чёрная ладья · d1 чёрный король · g1 чёрная ладья | a8 белый король · d8 белая ладья · e8 белая ладья · a7 белая пешка · b7 белая пешка · h7 белая пешка · c6 белый конь · e6 белый слон · f6 белая пешка · h6 белый слон · h5 белый ферзь · a4 чёрный ферзь · c3 белая пешка · f3 чёрный конь · g3 чёрный слон · a2 чёрная пешка · c2 чёрная пешка · d2 чёрная пешка · e2 чёрная пешка · f2 чёрная пешка · g2 чёрный слон · h2 чёрная пешка · b1 чёрная ладья · d1 чёрный король · g1 чёрная ладья | 1 |
|   | a | b | c | d | e | f | g | h |   |

|   | a | b | c | d | e | f | g | h |   |
| - | --- | --- | --- | --- | --- | --- | --- | --- | - |
| 8 | a8 белый король · e8 белая ладья · a7 белая пешка · b7 белая пешка · h7 белая пешка · c6 чёрный ферзь · f6 белая пешка · h5 белый ферзь · c3 белая пешка · g3 чёрный слон · a2 чёрная пешка · c2 чёрная пешка · d2 белый слон · e2 белый слон · f2 чёрная пешка · g2 чёрный слон · h2 чёрная пешка · b1 чёрная ладья · c1 чёрный король · g1 чёрная ладья | a8 белый король · e8 белая ладья · a7 белая пешка · b7 белая пешка · h7 белая пешка · c6 чёрный ферзь · f6 белая пешка · h5 белый ферзь · c3 белая пешка · g3 чёрный слон · a2 чёрная пешка · c2 чёрная пешка · d2 белый слон · e2 белый слон · f2 чёрная пешка · g2 чёрный слон · h2 чёрная пешка · b1 чёрная ладья · c1 чёрный король · g1 чёрная ладья | a8 белый король · e8 белая ладья · a7 белая пешка · b7 белая пешка · h7 белая пешка · c6 чёрный ферзь · f6 белая пешка · h5 белый ферзь · c3 белая пешка · g3 чёрный слон · a2 чёрная пешка · c2 чёрная пешка · d2 белый слон · e2 белый слон · f2 чёрная пешка · g2 чёрный слон · h2 чёрная пешка · b1 чёрная ладья · c1 чёрный король · g1 чёрная ладья | a8 белый король · e8 белая ладья · a7 белая пешка · b7 белая пешка · h7 белая пешка · c6 чёрный ферзь · f6 белая пешка · h5 белый ферзь · c3 белая пешка · g3 чёрный слон · a2 чёрная пешка · c2 чёрная пешка · d2 белый слон · e2 белый слон · f2 чёрная пешка · g2 чёрный слон · h2 чёрная пешка · b1 чёрная ладья · c1 чёрный король · g1 чёрная ладья | a8 белый король · e8 белая ладья · a7 белая пешка · b7 белая пешка · h7 белая пешка · c6 чёрный ферзь · f6 белая пешка · h5 белый ферзь · c3 белая пешка · g3 чёрный слон · a2 чёрная пешка · c2 чёрная пешка · d2 белый слон · e2 белый слон · f2 чёрная пешка · g2 чёрный слон · h2 чёрная пешка · b1 чёрная ладья · c1 чёрный король · g1 чёрная ладья | a8 белый король · e8 белая ладья · a7 белая пешка · b7 белая пешка · h7 белая пешка · c6 чёрный ферзь · f6 белая пешка · h5 белый ферзь · c3 белая пешка · g3 чёрный слон · a2 чёрная пешка · c2 чёрная пешка · d2 белый слон · e2 белый слон · f2 чёрная пешка · g2 чёрный слон · h2 чёрная пешка · b1 чёрная ладья · c1 чёрный король · g1 чёрная ладья | a8 белый король · e8 белая ладья · a7 белая пешка · b7 белая пешка · h7 белая пешка · c6 чёрный ферзь · f6 белая пешка · h5 белый ферзь · c3 белая пешка · g3 чёрный слон · a2 чёрная пешка · c2 чёрная пешка · d2 белый слон · e2 белый слон · f2 чёрная пешка · g2 чёрный слон · h2 чёрная пешка · b1 чёрная ладья · c1 чёрный король · g1 чёрная ладья | a8 белый король · e8 белая ладья · a7 белая пешка · b7 белая пешка · h7 белая пешка · c6 чёрный ферзь · f6 белая пешка · h5 белый ферзь · c3 белая пешка · g3 чёрный слон · a2 чёрная пешка · c2 чёрная пешка · d2 белый слон · e2 белый слон · f2 чёрная пешка · g2 чёрный слон · h2 чёрная пешка · b1 чёрная ладья · c1 чёрный король · g1 чёрная ладья | 8 |
| 7 | a8 белый король · e8 белая ладья · a7 белая пешка · b7 белая пешка · h7 белая пешка · c6 чёрный ферзь · f6 белая пешка · h5 белый ферзь · c3 белая пешка · g3 чёрный слон · a2 чёрная пешка · c2 чёрная пешка · d2 белый слон · e2 белый слон · f2 чёрная пешка · g2 чёрный слон · h2 чёрная пешка · b1 чёрная ладья · c1 чёрный король · g1 чёрная ладья | a8 белый король · e8 белая ладья · a7 белая пешка · b7 белая пешка · h7 белая пешка · c6 чёрный ферзь · f6 белая пешка · h5 белый ферзь · c3 белая пешка · g3 чёрный слон · a2 чёрная пешка · c2 чёрная пешка · d2 белый слон · e2 белый слон · f2 чёрная пешка · g2 чёрный слон · h2 чёрная пешка · b1 чёрная ладья · c1 чёрный король · g1 чёрная ладья | a8 белый король · e8 белая ладья · a7 белая пешка · b7 белая пешка · h7 белая пешка · c6 чёрный ферзь · f6 белая пешка · h5 белый ферзь · c3 белая пешка · g3 чёрный слон · a2 чёрная пешка · c2 чёрная пешка · d2 белый слон · e2 белый слон · f2 чёрная пешка · g2 чёрный слон · h2 чёрная пешка · b1 чёрная ладья · c1 чёрный король · g1 чёрная ладья | a8 белый король · e8 белая ладья · a7 белая пешка · b7 белая пешка · h7 белая пешка · c6 чёрный ферзь · f6 белая пешка · h5 белый ферзь · c3 белая пешка · g3 чёрный слон · a2 чёрная пешка · c2 чёрная пешка · d2 белый слон · e2 белый слон · f2 чёрная пешка · g2 чёрный слон · h2 чёрная пешка · b1 чёрная ладья · c1 чёрный король · g1 чёрная ладья | a8 белый король · e8 белая ладья · a7 белая пешка · b7 белая пешка · h7 белая пешка · c6 чёрный ферзь · f6 белая пешка · h5 белый ферзь · c3 белая пешка · g3 чёрный слон · a2 чёрная пешка · c2 чёрная пешка · d2 белый слон · e2 белый слон · f2 чёрная пешка · g2 чёрный слон · h2 чёрная пешка · b1 чёрная ладья · c1 чёрный король · g1 чёрная ладья | a8 белый король · e8 белая ладья · a7 белая пешка · b7 белая пешка · h7 белая пешка · c6 чёрный ферзь · f6 белая пешка · h5 белый ферзь · c3 белая пешка · g3 чёрный слон · a2 чёрная пешка · c2 чёрная пешка · d2 белый слон · e2 белый слон · f2 чёрная пешка · g2 чёрный слон · h2 чёрная пешка · b1 чёрная ладья · c1 чёрный король · g1 чёрная ладья | a8 белый король · e8 белая ладья · a7 белая пешка · b7 белая пешка · h7 белая пешка · c6 чёрный ферзь · f6 белая пешка · h5 белый ферзь · c3 белая пешка · g3 чёрный слон · a2 чёрная пешка · c2 чёрная пешка · d2 белый слон · e2 белый слон · f2 чёрная пешка · g2 чёрный слон · h2 чёрная пешка · b1 чёрная ладья · c1 чёрный король · g1 чёрная ладья | a8 белый король · e8 белая ладья · a7 белая пешка · b7 белая пешка · h7 белая пешка · c6 чёрный ферзь · f6 белая пешка · h5 белый ферзь · c3 белая пешка · g3 чёрный слон · a2 чёрная пешка · c2 чёрная пешка · d2 белый слон · e2 белый слон · f2 чёрная пешка · g2 чёрный слон · h2 чёрная пешка · b1 чёрная ладья · c1 чёрный король · g1 чёрная ладья | 7 |
| 6 | a8 белый король · e8 белая ладья · a7 белая пешка · b7 белая пешка · h7 белая пешка · c6 чёрный ферзь · f6 белая пешка · h5 белый ферзь · c3 белая пешка · g3 чёрный слон · a2 чёрная пешка · c2 чёрная пешка · d2 белый слон · e2 белый слон · f2 чёрная пешка · g2 чёрный слон · h2 чёрная пешка · b1 чёрная ладья · c1 чёрный король · g1 чёрная ладья | a8 белый король · e8 белая ладья · a7 белая пешка · b7 белая пешка · h7 белая пешка · c6 чёрный ферзь · f6 белая пешка · h5 белый ферзь · c3 белая пешка · g3 чёрный слон · a2 чёрная пешка · c2 чёрная пешка · d2 белый слон · e2 белый слон · f2 чёрная пешка · g2 чёрный слон · h2 чёрная пешка · b1 чёрная ладья · c1 чёрный король · g1 чёрная ладья | a8 белый король · e8 белая ладья · a7 белая пешка · b7 белая пешка · h7 белая пешка · c6 чёрный ферзь · f6 белая пешка · h5 белый ферзь · c3 белая пешка · g3 чёрный слон · a2 чёрная пешка · c2 чёрная пешка · d2 белый слон · e2 белый слон · f2 чёрная пешка · g2 чёрный слон · h2 чёрная пешка · b1 чёрная ладья · c1 чёрный король · g1 чёрная ладья | a8 белый король · e8 белая ладья · a7 белая пешка · b7 белая пешка · h7 белая пешка · c6 чёрный ферзь · f6 белая пешка · h5 белый ферзь · c3 белая пешка · g3 чёрный слон · a2 чёрная пешка · c2 чёрная пешка · d2 белый слон · e2 белый слон · f2 чёрная пешка · g2 чёрный слон · h2 чёрная пешка · b1 чёрная ладья · c1 чёрный король · g1 чёрная ладья | a8 белый король · e8 белая ладья · a7 белая пешка · b7 белая пешка · h7 белая пешка · c6 чёрный ферзь · f6 белая пешка · h5 белый ферзь · c3 белая пешка · g3 чёрный слон · a2 чёрная пешка · c2 чёрная пешка · d2 белый слон · e2 белый слон · f2 чёрная пешка · g2 чёрный слон · h2 чёрная пешка · b1 чёрная ладья · c1 чёрный король · g1 чёрная ладья | a8 белый король · e8 белая ладья · a7 белая пешка · b7 белая пешка · h7 белая пешка · c6 чёрный ферзь · f6 белая пешка · h5 белый ферзь · c3 белая пешка · g3 чёрный слон · a2 чёрная пешка · c2 чёрная пешка · d2 белый слон · e2 белый слон · f2 чёрная пешка · g2 чёрный слон · h2 чёрная пешка · b1 чёрная ладья · c1 чёрный король · g1 чёрная ладья | a8 белый король · e8 белая ладья · a7 белая пешка · b7 белая пешка · h7 белая пешка · c6 чёрный ферзь · f6 белая пешка · h5 белый ферзь · c3 белая пешка · g3 чёрный слон · a2 чёрная пешка · c2 чёрная пешка · d2 белый слон · e2 белый слон · f2 чёрная пешка · g2 чёрный слон · h2 чёрная пешка · b1 чёрная ладья · c1 чёрный король · g1 чёрная ладья | a8 белый король · e8 белая ладья · a7 белая пешка · b7 белая пешка · h7 белая пешка · c6 чёрный ферзь · f6 белая пешка · h5 белый ферзь · c3 белая пешка · g3 чёрный слон · a2 чёрная пешка · c2 чёрная пешка · d2 белый слон · e2 белый слон · f2 чёрная пешка · g2 чёрный слон · h2 чёрная пешка · b1 чёрная ладья · c1 чёрный король · g1 чёрная ладья | 6 |
| 5 | a8 белый король · e8 белая ладья · a7 белая пешка · b7 белая пешка · h7 белая пешка · c6 чёрный ферзь · f6 белая пешка · h5 белый ферзь · c3 белая пешка · g3 чёрный слон · a2 чёрная пешка · c2 чёрная пешка · d2 белый слон · e2 белый слон · f2 чёрная пешка · g2 чёрный слон · h2 чёрная пешка · b1 чёрная ладья · c1 чёрный король · g1 чёрная ладья | a8 белый король · e8 белая ладья · a7 белая пешка · b7 белая пешка · h7 белая пешка · c6 чёрный ферзь · f6 белая пешка · h5 белый ферзь · c3 белая пешка · g3 чёрный слон · a2 чёрная пешка · c2 чёрная пешка · d2 белый слон · e2 белый слон · f2 чёрная пешка · g2 чёрный слон · h2 чёрная пешка · b1 чёрная ладья · c1 чёрный король · g1 чёрная ладья | a8 белый король · e8 белая ладья · a7 белая пешка · b7 белая пешка · h7 белая пешка · c6 чёрный ферзь · f6 белая пешка · h5 белый ферзь · c3 белая пешка · g3 чёрный слон · a2 чёрная пешка · c2 чёрная пешка · d2 белый слон · e2 белый слон · f2 чёрная пешка · g2 чёрный слон · h2 чёрная пешка · b1 чёрная ладья · c1 чёрный король · g1 чёрная ладья | a8 белый король · e8 белая ладья · a7 белая пешка · b7 белая пешка · h7 белая пешка · c6 чёрный ферзь · f6 белая пешка · h5 белый ферзь · c3 белая пешка · g3 чёрный слон · a2 чёрная пешка · c2 чёрная пешка · d2 белый слон · e2 белый слон · f2 чёрная пешка · g2 чёрный слон · h2 чёрная пешка · b1 чёрная ладья · c1 чёрный король · g1 чёрная ладья | a8 белый король · e8 белая ладья · a7 белая пешка · b7 белая пешка · h7 белая пешка · c6 чёрный ферзь · f6 белая пешка · h5 белый ферзь · c3 белая пешка · g3 чёрный слон · a2 чёрная пешка · c2 чёрная пешка · d2 белый слон · e2 белый слон · f2 чёрная пешка · g2 чёрный слон · h2 чёрная пешка · b1 чёрная ладья · c1 чёрный король · g1 чёрная ладья | a8 белый король · e8 белая ладья · a7 белая пешка · b7 белая пешка · h7 белая пешка · c6 чёрный ферзь · f6 белая пешка · h5 белый ферзь · c3 белая пешка · g3 чёрный слон · a2 чёрная пешка · c2 чёрная пешка · d2 белый слон · e2 белый слон · f2 чёрная пешка · g2 чёрный слон · h2 чёрная пешка · b1 чёрная ладья · c1 чёрный король · g1 чёрная ладья | a8 белый король · e8 белая ладья · a7 белая пешка · b7 белая пешка · h7 белая пешка · c6 чёрный ферзь · f6 белая пешка · h5 белый ферзь · c3 белая пешка · g3 чёрный слон · a2 чёрная пешка · c2 чёрная пешка · d2 белый слон · e2 белый слон · f2 чёрная пешка · g2 чёрный слон · h2 чёрная пешка · b1 чёрная ладья · c1 чёрный король · g1 чёрная ладья | a8 белый король · e8 белая ладья · a7 белая пешка · b7 белая пешка · h7 белая пешка · c6 чёрный ферзь · f6 белая пешка · h5 белый ферзь · c3 белая пешка · g3 чёрный слон · a2 чёрная пешка · c2 чёрная пешка · d2 белый слон · e2 белый слон · f2 чёрная пешка · g2 чёрный слон · h2 чёрная пешка · b1 чёрная ладья · c1 чёрный король · g1 чёрная ладья | 5 |
| 4 | a8 белый король · e8 белая ладья · a7 белая пешка · b7 белая пешка · h7 белая пешка · c6 чёрный ферзь · f6 белая пешка · h5 белый ферзь · c3 белая пешка · g3 чёрный слон · a2 чёрная пешка · c2 чёрная пешка · d2 белый слон · e2 белый слон · f2 чёрная пешка · g2 чёрный слон · h2 чёрная пешка · b1 чёрная ладья · c1 чёрный король · g1 чёрная ладья | a8 белый король · e8 белая ладья · a7 белая пешка · b7 белая пешка · h7 белая пешка · c6 чёрный ферзь · f6 белая пешка · h5 белый ферзь · c3 белая пешка · g3 чёрный слон · a2 чёрная пешка · c2 чёрная пешка · d2 белый слон · e2 белый слон · f2 чёрная пешка · g2 чёрный слон · h2 чёрная пешка · b1 чёрная ладья · c1 чёрный король · g1 чёрная ладья | a8 белый король · e8 белая ладья · a7 белая пешка · b7 белая пешка · h7 белая пешка · c6 чёрный ферзь · f6 белая пешка · h5 белый ферзь · c3 белая пешка · g3 чёрный слон · a2 чёрная пешка · c2 чёрная пешка · d2 белый слон · e2 белый слон · f2 чёрная пешка · g2 чёрный слон · h2 чёрная пешка · b1 чёрная ладья · c1 чёрный король · g1 чёрная ладья | a8 белый король · e8 белая ладья · a7 белая пешка · b7 белая пешка · h7 белая пешка · c6 чёрный ферзь · f6 белая пешка · h5 белый ферзь · c3 белая пешка · g3 чёрный слон · a2 чёрная пешка · c2 чёрная пешка · d2 белый слон · e2 белый слон · f2 чёрная пешка · g2 чёрный слон · h2 чёрная пешка · b1 чёрная ладья · c1 чёрный король · g1 чёрная ладья | a8 белый король · e8 белая ладья · a7 белая пешка · b7 белая пешка · h7 белая пешка · c6 чёрный ферзь · f6 белая пешка · h5 белый ферзь · c3 белая пешка · g3 чёрный слон · a2 чёрная пешка · c2 чёрная пешка · d2 белый слон · e2 белый слон · f2 чёрная пешка · g2 чёрный слон · h2 чёрная пешка · b1 чёрная ладья · c1 чёрный король · g1 чёрная ладья | a8 белый король · e8 белая ладья · a7 белая пешка · b7 белая пешка · h7 белая пешка · c6 чёрный ферзь · f6 белая пешка · h5 белый ферзь · c3 белая пешка · g3 чёрный слон · a2 чёрная пешка · c2 чёрная пешка · d2 белый слон · e2 белый слон · f2 чёрная пешка · g2 чёрный слон · h2 чёрная пешка · b1 чёрная ладья · c1 чёрный король · g1 чёрная ладья | a8 белый король · e8 белая ладья · a7 белая пешка · b7 белая пешка · h7 белая пешка · c6 чёрный ферзь · f6 белая пешка · h5 белый ферзь · c3 белая пешка · g3 чёрный слон · a2 чёрная пешка · c2 чёрная пешка · d2 белый слон · e2 белый слон · f2 чёрная пешка · g2 чёрный слон · h2 чёрная пешка · b1 чёрная ладья · c1 чёрный король · g1 чёрная ладья | a8 белый король · e8 белая ладья · a7 белая пешка · b7 белая пешка · h7 белая пешка · c6 чёрный ферзь · f6 белая пешка · h5 белый ферзь · c3 белая пешка · g3 чёрный слон · a2 чёрная пешка · c2 чёрная пешка · d2 белый слон · e2 белый слон · f2 чёрная пешка · g2 чёрный слон · h2 чёрная пешка · b1 чёрная ладья · c1 чёрный король · g1 чёрная ладья | 4 |
| 3 | a8 белый король · e8 белая ладья · a7 белая пешка · b7 белая пешка · h7 белая пешка · c6 чёрный ферзь · f6 белая пешка · h5 белый ферзь · c3 белая пешка · g3 чёрный слон · a2 чёрная пешка · c2 чёрная пешка · d2 белый слон · e2 белый слон · f2 чёрная пешка · g2 чёрный слон · h2 чёрная пешка · b1 чёрная ладья · c1 чёрный король · g1 чёрная ладья | a8 белый король · e8 белая ладья · a7 белая пешка · b7 белая пешка · h7 белая пешка · c6 чёрный ферзь · f6 белая пешка · h5 белый ферзь · c3 белая пешка · g3 чёрный слон · a2 чёрная пешка · c2 чёрная пешка · d2 белый слон · e2 белый слон · f2 чёрная пешка · g2 чёрный слон · h2 чёрная пешка · b1 чёрная ладья · c1 чёрный король · g1 чёрная ладья | a8 белый король · e8 белая ладья · a7 белая пешка · b7 белая пешка · h7 белая пешка · c6 чёрный ферзь · f6 белая пешка · h5 белый ферзь · c3 белая пешка · g3 чёрный слон · a2 чёрная пешка · c2 чёрная пешка · d2 белый слон · e2 белый слон · f2 чёрная пешка · g2 чёрный слон · h2 чёрная пешка · b1 чёрная ладья · c1 чёрный король · g1 чёрная ладья | a8 белый король · e8 белая ладья · a7 белая пешка · b7 белая пешка · h7 белая пешка · c6 чёрный ферзь · f6 белая пешка · h5 белый ферзь · c3 белая пешка · g3 чёрный слон · a2 чёрная пешка · c2 чёрная пешка · d2 белый слон · e2 белый слон · f2 чёрная пешка · g2 чёрный слон · h2 чёрная пешка · b1 чёрная ладья · c1 чёрный король · g1 чёрная ладья | a8 белый король · e8 белая ладья · a7 белая пешка · b7 белая пешка · h7 белая пешка · c6 чёрный ферзь · f6 белая пешка · h5 белый ферзь · c3 белая пешка · g3 чёрный слон · a2 чёрная пешка · c2 чёрная пешка · d2 белый слон · e2 белый слон · f2 чёрная пешка · g2 чёрный слон · h2 чёрная пешка · b1 чёрная ладья · c1 чёрный король · g1 чёрная ладья | a8 белый король · e8 белая ладья · a7 белая пешка · b7 белая пешка · h7 белая пешка · c6 чёрный ферзь · f6 белая пешка · h5 белый ферзь · c3 белая пешка · g3 чёрный слон · a2 чёрная пешка · c2 чёрная пешка · d2 белый слон · e2 белый слон · f2 чёрная пешка · g2 чёрный слон · h2 чёрная пешка · b1 чёрная ладья · c1 чёрный король · g1 чёрная ладья | a8 белый король · e8 белая ладья · a7 белая пешка · b7 белая пешка · h7 белая пешка · c6 чёрный ферзь · f6 белая пешка · h5 белый ферзь · c3 белая пешка · g3 чёрный слон · a2 чёрная пешка · c2 чёрная пешка · d2 белый слон · e2 белый слон · f2 чёрная пешка · g2 чёрный слон · h2 чёрная пешка · b1 чёрная ладья · c1 чёрный король · g1 чёрная ладья | a8 белый король · e8 белая ладья · a7 белая пешка · b7 белая пешка · h7 белая пешка · c6 чёрный ферзь · f6 белая пешка · h5 белый ферзь · c3 белая пешка · g3 чёрный слон · a2 чёрная пешка · c2 чёрная пешка · d2 белый слон · e2 белый слон · f2 чёрная пешка · g2 чёрный слон · h2 чёрная пешка · b1 чёрная ладья · c1 чёрный король · g1 чёрная ладья | 3 |
| 2 | a8 белый король · e8 белая ладья · a7 белая пешка · b7 белая пешка · h7 белая пешка · c6 чёрный ферзь · f6 белая пешка · h5 белый ферзь · c3 белая пешка · g3 чёрный слон · a2 чёрная пешка · c2 чёрная пешка · d2 белый слон · e2 белый слон · f2 чёрная пешка · g2 чёрный слон · h2 чёрная пешка · b1 чёрная ладья · c1 чёрный король · g1 чёрная ладья | a8 белый король · e8 белая ладья · a7 белая пешка · b7 белая пешка · h7 белая пешка · c6 чёрный ферзь · f6 белая пешка · h5 белый ферзь · c3 белая пешка · g3 чёрный слон · a2 чёрная пешка · c2 чёрная пешка · d2 белый слон · e2 белый слон · f2 чёрная пешка · g2 чёрный слон · h2 чёрная пешка · b1 чёрная ладья · c1 чёрный король · g1 чёрная ладья | a8 белый король · e8 белая ладья · a7 белая пешка · b7 белая пешка · h7 белая пешка · c6 чёрный ферзь · f6 белая пешка · h5 белый ферзь · c3 белая пешка · g3 чёрный слон · a2 чёрная пешка · c2 чёрная пешка · d2 белый слон · e2 белый слон · f2 чёрная пешка · g2 чёрный слон · h2 чёрная пешка · b1 чёрная ладья · c1 чёрный король · g1 чёрная ладья | a8 белый король · e8 белая ладья · a7 белая пешка · b7 белая пешка · h7 белая пешка · c6 чёрный ферзь · f6 белая пешка · h5 белый ферзь · c3 белая пешка · g3 чёрный слон · a2 чёрная пешка · c2 чёрная пешка · d2 белый слон · e2 белый слон · f2 чёрная пешка · g2 чёрный слон · h2 чёрная пешка · b1 чёрная ладья · c1 чёрный король · g1 чёрная ладья | a8 белый король · e8 белая ладья · a7 белая пешка · b7 белая пешка · h7 белая пешка · c6 чёрный ферзь · f6 белая пешка · h5 белый ферзь · c3 белая пешка · g3 чёрный слон · a2 чёрная пешка · c2 чёрная пешка · d2 белый слон · e2 белый слон · f2 чёрная пешка · g2 чёрный слон · h2 чёрная пешка · b1 чёрная ладья · c1 чёрный король · g1 чёрная ладья | a8 белый король · e8 белая ладья · a7 белая пешка · b7 белая пешка · h7 белая пешка · c6 чёрный ферзь · f6 белая пешка · h5 белый ферзь · c3 белая пешка · g3 чёрный слон · a2 чёрная пешка · c2 чёрная пешка · d2 белый слон · e2 белый слон · f2 чёрная пешка · g2 чёрный слон · h2 чёрная пешка · b1 чёрная ладья · c1 чёрный король · g1 чёрная ладья | a8 белый король · e8 белая ладья · a7 белая пешка · b7 белая пешка · h7 белая пешка · c6 чёрный ферзь · f6 белая пешка · h5 белый ферзь · c3 белая пешка · g3 чёрный слон · a2 чёрная пешка · c2 чёрная пешка · d2 белый слон · e2 белый слон · f2 чёрная пешка · g2 чёрный слон · h2 чёрная пешка · b1 чёрная ладья · c1 чёрный король · g1 чёрная ладья | a8 белый король · e8 белая ладья · a7 белая пешка · b7 белая пешка · h7 белая пешка · c6 чёрный ферзь · f6 белая пешка · h5 белый ферзь · c3 белая пешка · g3 чёрный слон · a2 чёрная пешка · c2 чёрная пешка · d2 белый слон · e2 белый слон · f2 чёрная пешка · g2 чёрный слон · h2 чёрная пешка · b1 чёрная ладья · c1 чёрный король · g1 чёрная ладья | 2 |
| 1 | a8 белый король · e8 белая ладья · a7 белая пешка · b7 белая пешка · h7 белая пешка · c6 чёрный ферзь · f6 белая пешка · h5 белый ферзь · c3 белая пешка · g3 чёрный слон · a2 чёрная пешка · c2 чёрная пешка · d2 белый слон · e2 белый слон · f2 чёрная пешка · g2 чёрный слон · h2 чёрная пешка · b1 чёрная ладья · c1 чёрный король · g1 чёрная ладья | a8 белый король · e8 белая ладья · a7 белая пешка · b7 белая пешка · h7 белая пешка · c6 чёрный ферзь · f6 белая пешка · h5 белый ферзь · c3 белая пешка · g3 чёрный слон · a2 чёрная пешка · c2 чёрная пешка · d2 белый слон · e2 белый слон · f2 чёрная пешка · g2 чёрный слон · h2 чёрная пешка · b1 чёрная ладья · c1 чёрный король · g1 чёрная ладья | a8 белый король · e8 белая ладья · a7 белая пешка · b7 белая пешка · h7 белая пешка · c6 чёрный ферзь · f6 белая пешка · h5 белый ферзь · c3 белая пешка · g3 чёрный слон · a2 чёрная пешка · c2 чёрная пешка · d2 белый слон · e2 белый слон · f2 чёрная пешка · g2 чёрный слон · h2 чёрная пешка · b1 чёрная ладья · c1 чёрный король · g1 чёрная ладья | a8 белый король · e8 белая ладья · a7 белая пешка · b7 белая пешка · h7 белая пешка · c6 чёрный ферзь · f6 белая пешка · h5 белый ферзь · c3 белая пешка · g3 чёрный слон · a2 чёрная пешка · c2 чёрная пешка · d2 белый слон · e2 белый слон · f2 чёрная пешка · g2 чёрный слон · h2 чёрная пешка · b1 чёрная ладья · c1 чёрный король · g1 чёрная ладья | a8 белый король · e8 белая ладья · a7 белая пешка · b7 белая пешка · h7 белая пешка · c6 чёрный ферзь · f6 белая пешка · h5 белый ферзь · c3 белая пешка · g3 чёрный слон · a2 чёрная пешка · c2 чёрная пешка · d2 белый слон · e2 белый слон · f2 чёрная пешка · g2 чёрный слон · h2 чёрная пешка · b1 чёрная ладья · c1 чёрный король · g1 чёрная ладья | a8 белый король · e8 белая ладья · a7 белая пешка · b7 белая пешка · h7 белая пешка · c6 чёрный ферзь · f6 белая пешка · h5 белый ферзь · c3 белая пешка · g3 чёрный слон · a2 чёрная пешка · c2 чёрная пешка · d2 белый слон · e2 белый слон · f2 чёрная пешка · g2 чёрный слон · h2 чёрная пешка · b1 чёрная ладья · c1 чёрный король · g1 чёрная ладья | a8 белый король · e8 белая ладья · a7 белая пешка · b7 белая пешка · h7 белая пешка · c6 чёрный ферзь · f6 белая пешка · h5 белый ферзь · c3 белая пешка · g3 чёрный слон · a2 чёрная пешка · c2 чёрная пешка · d2 белый слон · e2 белый слон · f2 чёрная пешка · g2 чёрный слон · h2 чёрная пешка · b1 чёрная ладья · c1 чёрный король · g1 чёрная ладья | a8 белый король · e8 белая ладья · a7 белая пешка · b7 белая пешка · h7 белая пешка · c6 чёрный ферзь · f6 белая пешка · h5 белый ферзь · c3 белая пешка · g3 чёрный слон · a2 чёрная пешка · c2 чёрная пешка · d2 белый слон · e2 белый слон · f2 чёрная пешка · g2 чёрный слон · h2 чёрная пешка · b1 чёрная ладья · c1 чёрный король · g1 чёрная ладья | 1 |
|   | a | b | c | d | e | f | g | h |   |

В 9-й серии 2-го сезона доска с начатой шахматной партией находится в церкви, где скрывается Игорь Рабитов, и там же играет со своим братом, священником.
| \| \| a \| b \| c \| d \| e \| f \| g \| h \| \| \| - \| ------------------------------------------------------------------------------------------------------------------------------------------------------------------------------------------------------------------------------------------------------------------------------------------------------------------------------------------------------------------------- \| ------------------------------------------------------------------------------------------------------------------------------------------------------------------------------------------------------------------------------------------------------------------------------------------------------------------------------------------------------------------------- \| ------------------------------------------------------------------------------------------------------------------------------------------------------------------------------------------------------------------------------------------------------------------------------------------------------------------------------------------------------------------------- \| ------------------------------------------------------------------------------------------------------------------------------------------------------------------------------------------------------------------------------------------------------------------------------------------------------------------------------------------------------------------------- \| ------------------------------------------------------------------------------------------------------------------------------------------------------------------------------------------------------------------------------------------------------------------------------------------------------------------------------------------------------------------------- \| ------------------------------------------------------------------------------------------------------------------------------------------------------------------------------------------------------------------------------------------------------------------------------------------------------------------------------------------------------------------------- \| ------------------------------------------------------------------------------------------------------------------------------------------------------------------------------------------------------------------------------------------------------------------------------------------------------------------------------------------------------------------------- \| ------------------------------------------------------------------------------------------------------------------------------------------------------------------------------------------------------------------------------------------------------------------------------------------------------------------------------------------------------------------------- \| - \| \| 8 \| c8 чёрный слон · d8 чёрный король · e8 чёрный ферзь · h8 чёрная ладья · h7 чёрная пешка · a6 чёрная пешка · e6 чёрная пешка · h6 чёрный конь · b5 чёрный конь · c5 чёрная пешка · b4 белый конь · g4 чёрная пешка · a3 белая пешка · c3 белая пешка · d3 белый слон · g3 белая пешка · a1 белая ладья · d1 белый ферзь · e1 белый король · g1 белый конь · h1 белая ладья \| c8 чёрный слон · d8 чёрный король · e8 чёрный ферзь · h8 чёрная ладья · h7 чёрная пешка · a6 чёрная пешка · e6 чёрная пешка · h6 чёрный конь · b5 чёрный конь · c5 чёрная пешка · b4 белый конь · g4 чёрная пешка · a3 белая пешка · c3 белая пешка · d3 белый слон · g3 белая пешка · a1 белая ладья · d1 белый ферзь · e1 белый король · g1 белый конь · h1 белая ладья \| c8 чёрный слон · d8 чёрный король · e8 чёрный ферзь · h8 чёрная ладья · h7 чёрная пешка · a6 чёрная пешка · e6 чёрная пешка · h6 чёрный конь · b5 чёрный конь · c5 чёрная пешка · b4 белый конь · g4 чёрная пешка · a3 белая пешка · c3 белая пешка · d3 белый слон · g3 белая пешка · a1 белая ладья · d1 белый ферзь · e1 белый король · g1 белый конь · h1 белая ладья \| c8 чёрный слон · d8 чёрный король · e8 чёрный ферзь · h8 чёрная ладья · h7 чёрная пешка · a6 чёрная пешка · e6 чёрная пешка · h6 чёрный конь · b5 чёрный конь · c5 чёрная пешка · b4 белый конь · g4 чёрная пешка · a3 белая пешка · c3 белая пешка · d3 белый слон · g3 белая пешка · a1 белая ладья · d1 белый ферзь · e1 белый король · g1 белый конь · h1 белая ладья \| c8 чёрный слон · d8 чёрный король · e8 чёрный ферзь · h8 чёрная ладья · h7 чёрная пешка · a6 чёрная пешка · e6 чёрная пешка · h6 чёрный конь · b5 чёрный конь · c5 чёрная пешка · b4 белый конь · g4 чёрная пешка · a3 белая пешка · c3 белая пешка · d3 белый слон · g3 белая пешка · a1 белая ладья · d1 белый ферзь · e1 белый король · g1 белый конь · h1 белая ладья \| c8 чёрный слон · d8 чёрный король · e8 чёрный ферзь · h8 чёрная ладья · h7 чёрная пешка · a6 чёрная пешка · e6 чёрная пешка · h6 чёрный конь · b5 чёрный конь · c5 чёрная пешка · b4 белый конь · g4 чёрная пешка · a3 белая пешка · c3 белая пешка · d3 белый слон · g3 белая пешка · a1 белая ладья · d1 белый ферзь · e1 белый король · g1 белый конь · h1 белая ладья \| c8 чёрный слон · d8 чёрный король · e8 чёрный ферзь · h8 чёрная ладья · h7 чёрная пешка · a6 чёрная пешка · e6 чёрная пешка · h6 чёрный конь · b5 чёрный конь · c5 чёрная пешка · b4 белый конь · g4 чёрная пешка · a3 белая пешка · c3 белая пешка · d3 белый слон · g3 белая пешка · a1 белая ладья · d1 белый ферзь · e1 белый король · g1 белый конь · h1 белая ладья \| c8 чёрный слон · d8 чёрный король · e8 чёрный ферзь · h8 чёрная ладья · h7 чёрная пешка · a6 чёрная пешка · e6 чёрная пешка · h6 чёрный конь · b5 чёрный конь · c5 чёрная пешка · b4 белый конь · g4 чёрная пешка · a3 белая пешка · c3 белая пешка · d3 белый слон · g3 белая пешка · a1 белая ладья · d1 белый ферзь · e1 белый король · g1 белый конь · h1 белая ладья \| 8 \| \| 7 \| c8 чёрный слон · d8 чёрный король · e8 чёрный ферзь · h8 чёрная ладья · h7 чёрная пешка · a6 чёрная пешка · e6 чёрная пешка · h6 чёрный конь · b5 чёрный конь · c5 чёрная пешка · b4 белый конь · g4 чёрная пешка · a3 белая пешка · c3 белая пешка · d3 белый слон · g3 белая пешка · a1 белая ладья · d1 белый ферзь · e1 белый король · g1 белый конь · h1 белая ладья \| c8 чёрный слон · d8 чёрный король · e8 чёрный ферзь · h8 чёрная ладья · h7 чёрная пешка · a6 чёрная пешка · e6 чёрная пешка · h6 чёрный конь · b5 чёрный конь · c5 чёрная пешка · b4 белый конь · g4 чёрная пешка · a3 белая пешка · c3 белая пешка · d3 белый слон · g3 белая пешка · a1 белая ладья · d1 белый ферзь · e1 белый король · g1 белый конь · h1 белая ладья \| c8 чёрный слон · d8 чёрный король · e8 чёрный ферзь · h8 чёрная ладья · h7 чёрная пешка · a6 чёрная пешка · e6 чёрная пешка · h6 чёрный конь · b5 чёрный конь · c5 чёрная пешка · b4 белый конь · g4 чёрная пешка · a3 белая пешка · c3 белая пешка · d3 белый слон · g3 белая пешка · a1 белая ладья · d1 белый ферзь · e1 белый король · g1 белый конь · h1 белая ладья \| c8 чёрный слон · d8 чёрный король · e8 чёрный ферзь · h8 чёрная ладья · h7 чёрная пешка · a6 чёрная пешка · e6 чёрная пешка · h6 чёрный конь · b5 чёрный конь · c5 чёрная пешка · b4 белый конь · g4 чёрная пешка · a3 белая пешка · c3 белая пешка · d3 белый слон · g3 белая пешка · a1 белая ладья · d1 белый ферзь · e1 белый король · g1 белый конь · h1 белая ладья \| c8 чёрный слон · d8 чёрный король · e8 чёрный ферзь · h8 чёрная ладья · h7 чёрная пешка · a6 чёрная пешка · e6 чёрная пешка · h6 чёрный конь · b5 чёрный конь · c5 чёрная пешка · b4 белый конь · g4 чёрная пешка · a3 белая пешка · c3 белая пешка · d3 белый слон · g3 белая пешка · a1 белая ладья · d1 белый ферзь · e1 белый король · g1 белый конь · h1 белая ладья \| c8 чёрный слон · d8 чёрный король · e8 чёрный ферзь · h8 чёрная ладья · h7 чёрная пешка · a6 чёрная пешка · e6 чёрная пешка · h6 чёрный конь · b5 чёрный конь · c5 чёрная пешка · b4 белый конь · g4 чёрная пешка · a3 белая пешка · c3 белая пешка · d3 белый слон · g3 белая пешка · a1 белая ладья · d1 белый ферзь · e1 белый король · g1 белый конь · h1 белая ладья \| c8 чёрный слон · d8 чёрный король · e8 чёрный ферзь · h8 чёрная ладья · h7 чёрная пешка · a6 чёрная пешка · e6 чёрная пешка · h6 чёрный конь · b5 чёрный конь · c5 чёрная пешка · b4 белый конь · g4 чёрная пешка · a3 белая пешка · c3 белая пешка · d3 белый слон · g3 белая пешка · a1 белая ладья · d1 белый ферзь · e1 белый король · g1 белый конь · h1 белая ладья \| c8 чёрный слон · d8 чёрный король · e8 чёрный ферзь · h8 чёрная ладья · h7 чёрная пешка · a6 чёрная пешка · e6 чёрная пешка · h6 чёрный конь · b5 чёрный конь · c5 чёрная пешка · b4 белый конь · g4 чёрная пешка · a3 белая пешка · c3 белая пешка · d3 белый слон · g3 белая пешка · a1 белая ладья · d1 белый ферзь · e1 белый король · g1 белый конь · h1 белая ладья \| 7 \| \| 6 \| c8 чёрный слон · d8 чёрный король · e8 чёрный ферзь · h8 чёрная ладья · h7 чёрная пешка · a6 чёрная пешка · e6 чёрная пешка · h6 чёрный конь · b5 чёрный конь · c5 чёрная пешка · b4 белый конь · g4 чёрная пешка · a3 белая пешка · c3 белая пешка · d3 белый слон · g3 белая пешка · a1 белая ладья · d1 белый ферзь · e1 белый король · g1 белый конь · h1 белая ладья \| c8 чёрный слон · d8 чёрный король · e8 чёрный ферзь · h8 чёрная ладья · h7 чёрная пешка · a6 чёрная пешка · e6 чёрная пешка · h6 чёрный конь · b5 чёрный конь · c5 чёрная пешка · b4 белый конь · g4 чёрная пешка · a3 белая пешка · c3 белая пешка · d3 белый слон · g3 белая пешка · a1 белая ладья · d1 белый ферзь · e1 белый король · g1 белый конь · h1 белая ладья \| c8 чёрный слон · d8 чёрный король · e8 чёрный ферзь · h8 чёрная ладья · h7 чёрная пешка · a6 чёрная пешка · e6 чёрная пешка · h6 чёрный конь · b5 чёрный конь · c5 чёрная пешка · b4 белый конь · g4 чёрная пешка · a3 белая пешка · c3 белая пешка · d3 белый слон · g3 белая пешка · a1 белая ладья · d1 белый ферзь · e1 белый король · g1 белый конь · h1 белая ладья \| c8 чёрный слон · d8 чёрный король · e8 чёрный ферзь · h8 чёрная ладья · h7 чёрная пешка · a6 чёрная пешка · e6 чёрная пешка · h6 чёрный конь · b5 чёрный конь · c5 чёрная пешка · b4 белый конь · g4 чёрная пешка · a3 белая пешка · c3 белая пешка · d3 белый слон · g3 белая пешка · a1 белая ладья · d1 белый ферзь · e1 белый король · g1 белый конь · h1 белая ладья \| c8 чёрный слон · d8 чёрный король · e8 чёрный ферзь · h8 чёрная ладья · h7 чёрная пешка · a6 чёрная пешка · e6 чёрная пешка · h6 чёрный конь · b5 чёрный конь · c5 чёрная пешка · b4 белый конь · g4 чёрная пешка · a3 белая пешка · c3 белая пешка · d3 белый слон · g3 белая пешка · a1 белая ладья · d1 белый ферзь · e1 белый король · g1 белый конь · h1 белая ладья \| c8 чёрный слон · d8 чёрный король · e8 чёрный ферзь · h8 чёрная ладья · h7 чёрная пешка · a6 чёрная пешка · e6 чёрная пешка · h6 чёрный конь · b5 чёрный конь · c5 чёрная пешка · b4 белый конь · g4 чёрная пешка · a3 белая пешка · c3 белая пешка · d3 белый слон · g3 белая пешка · a1 белая ладья · d1 белый ферзь · e1 белый король · g1 белый конь · h1 белая ладья \| c8 чёрный слон · d8 чёрный король · e8 чёрный ферзь · h8 чёрная ладья · h7 чёрная пешка · a6 чёрная пешка · e6 чёрная пешка · h6 чёрный конь · b5 чёрный конь · c5 чёрная пешка · b4 белый конь · g4 чёрная пешка · a3 белая пешка · c3 белая пешка · d3 белый слон · g3 белая пешка · a1 белая ладья · d1 белый ферзь · e1 белый король · g1 белый конь · h1 белая ладья \| c8 чёрный слон · d8 чёрный король · e8 чёрный ферзь · h8 чёрная ладья · h7 чёрная пешка · a6 чёрная пешка · e6 чёрная пешка · h6 чёрный конь · b5 чёрный конь · c5 чёрная пешка · b4 белый конь · g4 чёрная пешка · a3 белая пешка · c3 белая пешка · d3 белый слон · g3 белая пешка · a1 белая ладья · d1 белый ферзь · e1 белый король · g1 белый конь · h1 белая ладья \| 6 \| \| 5 \| c8 чёрный слон · d8 чёрный король · e8 чёрный ферзь · h8 чёрная ладья · h7 чёрная пешка · a6 чёрная пешка · e6 чёрная пешка · h6 чёрный конь · b5 чёрный конь · c5 чёрная пешка · b4 белый конь · g4 чёрная пешка · a3 белая пешка · c3 белая пешка · d3 белый слон · g3 белая пешка · a1 белая ладья · d1 белый ферзь · e1 белый король · g1 белый конь · h1 белая ладья \| c8 чёрный слон · d8 чёрный король · e8 чёрный ферзь · h8 чёрная ладья · h7 чёрная пешка · a6 чёрная пешка · e6 чёрная пешка · h6 чёрный конь · b5 чёрный конь · c5 чёрная пешка · b4 белый конь · g4 чёрная пешка · a3 белая пешка · c3 белая пешка · d3 белый слон · g3 белая пешка · a1 белая ладья · d1 белый ферзь · e1 белый король · g1 белый конь · h1 белая ладья \| c8 чёрный слон · d8 чёрный король · e8 чёрный ферзь · h8 чёрная ладья · h7 чёрная пешка · a6 чёрная пешка · e6 чёрная пешка · h6 чёрный конь · b5 чёрный конь · c5 чёрная пешка · b4 белый конь · g4 чёрная пешка · a3 белая пешка · c3 белая пешка · d3 белый слон · g3 белая пешка · a1 белая ладья · d1 белый ферзь · e1 белый король · g1 белый конь · h1 белая ладья \| c8 чёрный слон · d8 чёрный король · e8 чёрный ферзь · h8 чёрная ладья · h7 чёрная пешка · a6 чёрная пешка · e6 чёрная пешка · h6 чёрный конь · b5 чёрный конь · c5 чёрная пешка · b4 белый конь · g4 чёрная пешка · a3 белая пешка · c3 белая пешка · d3 белый слон · g3 белая пешка · a1 белая ладья · d1 белый ферзь · e1 белый король · g1 белый конь · h1 белая ладья \| c8 чёрный слон · d8 чёрный король · e8 чёрный ферзь · h8 чёрная ладья · h7 чёрная пешка · a6 чёрная пешка · e6 чёрная пешка · h6 чёрный конь · b5 чёрный конь · c5 чёрная пешка · b4 белый конь · g4 чёрная пешка · a3 белая пешка · c3 белая пешка · d3 белый слон · g3 белая пешка · a1 белая ладья · d1 белый ферзь · e1 белый король · g1 белый конь · h1 белая ладья \| c8 чёрный слон · d8 чёрный король · e8 чёрный ферзь · h8 чёрная ладья · h7 чёрная пешка · a6 чёрная пешка · e6 чёрная пешка · h6 чёрный конь · b5 чёрный конь · c5 чёрная пешка · b4 белый конь · g4 чёрная пешка · a3 белая пешка · c3 белая пешка · d3 белый слон · g3 белая пешка · a1 белая ладья · d1 белый ферзь · e1 белый король · g1 белый конь · h1 белая ладья \| c8 чёрный слон · d8 чёрный король · e8 чёрный ферзь · h8 чёрная ладья · h7 чёрная пешка · a6 чёрная пешка · e6 чёрная пешка · h6 чёрный конь · b5 чёрный конь · c5 чёрная пешка · b4 белый конь · g4 чёрная пешка · a3 белая пешка · c3 белая пешка · d3 белый слон · g3 белая пешка · a1 белая ладья · d1 белый ферзь · e1 белый король · g1 белый конь · h1 белая ладья \| c8 чёрный слон · d8 чёрный король · e8 чёрный ферзь · h8 чёрная ладья · h7 чёрная пешка · a6 чёрная пешка · e6 чёрная пешка · h6 чёрный конь · b5 чёрный конь · c5 чёрная пешка · b4 белый конь · g4 чёрная пешка · a3 белая пешка · c3 белая пешка · d3 белый слон · g3 белая пешка · a1 белая ладья · d1 белый ферзь · e1 белый король · g1 белый конь · h1 белая ладья \| 5 \| \| 4 \| c8 чёрный слон · d8 чёрный король · e8 чёрный ферзь · h8 чёрная ладья · h7 чёрная пешка · a6 чёрная пешка · e6 чёрная пешка · h6 чёрный конь · b5 чёрный конь · c5 чёрная пешка · b4 белый конь · g4 чёрная пешка · a3 белая пешка · c3 белая пешка · d3 белый слон · g3 белая пешка · a1 белая ладья · d1 белый ферзь · e1 белый король · g1 белый конь · h1 белая ладья \| c8 чёрный слон · d8 чёрный король · e8 чёрный ферзь · h8 чёрная ладья · h7 чёрная пешка · a6 чёрная пешка · e6 чёрная пешка · h6 чёрный конь · b5 чёрный конь · c5 чёрная пешка · b4 белый конь · g4 чёрная пешка · a3 белая пешка · c3 белая пешка · d3 белый слон · g3 белая пешка · a1 белая ладья · d1 белый ферзь · e1 белый король · g1 белый конь · h1 белая ладья \| c8 чёрный слон · d8 чёрный король · e8 чёрный ферзь · h8 чёрная ладья · h7 чёрная пешка · a6 чёрная пешка · e6 чёрная пешка · h6 чёрный конь · b5 чёрный конь · c5 чёрная пешка · b4 белый конь · g4 чёрная пешка · a3 белая пешка · c3 белая пешка · d3 белый слон · g3 белая пешка · a1 белая ладья · d1 белый ферзь · e1 белый король · g1 белый конь · h1 белая ладья \| c8 чёрный слон · d8 чёрный король · e8 чёрный ферзь · h8 чёрная ладья · h7 чёрная пешка · a6 чёрная пешка · e6 чёрная пешка · h6 чёрный конь · b5 чёрный конь · c5 чёрная пешка · b4 белый конь · g4 чёрная пешка · a3 белая пешка · c3 белая пешка · d3 белый слон · g3 белая пешка · a1 белая ладья · d1 белый ферзь · e1 белый король · g1 белый конь · h1 белая ладья \| c8 чёрный слон · d8 чёрный король · e8 чёрный ферзь · h8 чёрная ладья · h7 чёрная пешка · a6 чёрная пешка · e6 чёрная пешка · h6 чёрный конь · b5 чёрный конь · c5 чёрная пешка · b4 белый конь · g4 чёрная пешка · a3 белая пешка · c3 белая пешка · d3 белый слон · g3 белая пешка · a1 белая ладья · d1 белый ферзь · e1 белый король · g1 белый конь · h1 белая ладья \| c8 чёрный слон · d8 чёрный король · e8 чёрный ферзь · h8 чёрная ладья · h7 чёрная пешка · a6 чёрная пешка · e6 чёрная пешка · h6 чёрный конь · b5 чёрный конь · c5 чёрная пешка · b4 белый конь · g4 чёрная пешка · a3 белая пешка · c3 белая пешка · d3 белый слон · g3 белая пешка · a1 белая ладья · d1 белый ферзь · e1 белый король · g1 белый конь · h1 белая ладья \| c8 чёрный слон · d8 чёрный король · e8 чёрный ферзь · h8 чёрная ладья · h7 чёрная пешка · a6 чёрная пешка · e6 чёрная пешка · h6 чёрный конь · b5 чёрный конь · c5 чёрная пешка · b4 белый конь · g4 чёрная пешка · a3 белая пешка · c3 белая пешка · d3 белый слон · g3 белая пешка · a1 белая ладья · d1 белый ферзь · e1 белый король · g1 белый конь · h1 белая ладья \| c8 чёрный слон · d8 чёрный король · e8 чёрный ферзь · h8 чёрная ладья · h7 чёрная пешка · a6 чёрная пешка · e6 чёрная пешка · h6 чёрный конь · b5 чёрный конь · c5 чёрная пешка · b4 белый конь · g4 чёрная пешка · a3 белая пешка · c3 белая пешка · d3 белый слон · g3 белая пешка · a1 белая ладья · d1 белый ферзь · e1 белый король · g1 белый конь · h1 белая ладья \| 4 \| \| 3 \| c8 чёрный слон · d8 чёрный король · e8 чёрный ферзь · h8 чёрная ладья · h7 чёрная пешка · a6 чёрная пешка · e6 чёрная пешка · h6 чёрный конь · b5 чёрный конь · c5 чёрная пешка · b4 белый конь · g4 чёрная пешка · a3 белая пешка · c3 белая пешка · d3 белый слон · g3 белая пешка · a1 белая ладья · d1 белый ферзь · e1 белый король · g1 белый конь · h1 белая ладья \| c8 чёрный слон · d8 чёрный король · e8 чёрный ферзь · h8 чёрная ладья · h7 чёрная пешка · a6 чёрная пешка · e6 чёрная пешка · h6 чёрный конь · b5 чёрный конь · c5 чёрная пешка · b4 белый конь · g4 чёрная пешка · a3 белая пешка · c3 белая пешка · d3 белый слон · g3 белая пешка · a1 белая ладья · d1 белый ферзь · e1 белый король · g1 белый конь · h1 белая ладья \| c8 чёрный слон · d8 чёрный король · e8 чёрный ферзь · h8 чёрная ладья · h7 чёрная пешка · a6 чёрная пешка · e6 чёрная пешка · h6 чёрный конь · b5 чёрный конь · c5 чёрная пешка · b4 белый конь · g4 чёрная пешка · a3 белая пешка · c3 белая пешка · d3 белый слон · g3 белая пешка · a1 белая ладья · d1 белый ферзь · e1 белый король · g1 белый конь · h1 белая ладья \| c8 чёрный слон · d8 чёрный король · e8 чёрный ферзь · h8 чёрная ладья · h7 чёрная пешка · a6 чёрная пешка · e6 чёрная пешка · h6 чёрный конь · b5 чёрный конь · c5 чёрная пешка · b4 белый конь · g4 чёрная пешка · a3 белая пешка · c3 белая пешка · d3 белый слон · g3 белая пешка · a1 белая ладья · d1 белый ферзь · e1 белый король · g1 белый конь · h1 белая ладья \| c8 чёрный слон · d8 чёрный король · e8 чёрный ферзь · h8 чёрная ладья · h7 чёрная пешка · a6 чёрная пешка · e6 чёрная пешка · h6 чёрный конь · b5 чёрный конь · c5 чёрная пешка · b4 белый конь · g4 чёрная пешка · a3 белая пешка · c3 белая пешка · d3 белый слон · g3 белая пешка · a1 белая ладья · d1 белый ферзь · e1 белый король · g1 белый конь · h1 белая ладья \| c8 чёрный слон · d8 чёрный король · e8 чёрный ферзь · h8 чёрная ладья · h7 чёрная пешка · a6 чёрная пешка · e6 чёрная пешка · h6 чёрный конь · b5 чёрный конь · c5 чёрная пешка · b4 белый конь · g4 чёрная пешка · a3 белая пешка · c3 белая пешка · d3 белый слон · g3 белая пешка · a1 белая ладья · d1 белый ферзь · e1 белый король · g1 белый конь · h1 белая ладья \| c8 чёрный слон · d8 чёрный король · e8 чёрный ферзь · h8 чёрная ладья · h7 чёрная пешка · a6 чёрная пешка · e6 чёрная пешка · h6 чёрный конь · b5 чёрный конь · c5 чёрная пешка · b4 белый конь · g4 чёрная пешка · a3 белая пешка · c3 белая пешка · d3 белый слон · g3 белая пешка · a1 белая ладья · d1 белый ферзь · e1 белый король · g1 белый конь · h1 белая ладья \| c8 чёрный слон · d8 чёрный король · e8 чёрный ферзь · h8 чёрная ладья · h7 чёрная пешка · a6 чёрная пешка · e6 чёрная пешка · h6 чёрный конь · b5 чёрный конь · c5 чёрная пешка · b4 белый конь · g4 чёрная пешка · a3 белая пешка · c3 белая пешка · d3 белый слон · g3 белая пешка · a1 белая ладья · d1 белый ферзь · e1 белый король · g1 белый конь · h1 белая ладья \| 3 \| \| 2 \| c8 чёрный слон · d8 чёрный король · e8 чёрный ферзь · h8 чёрная ладья · h7 чёрная пешка · a6 чёрная пешка · e6 чёрная пешка · h6 чёрный конь · b5 чёрный конь · c5 чёрная пешка · b4 белый конь · g4 чёрная пешка · a3 белая пешка · c3 белая пешка · d3 белый слон · g3 белая пешка · a1 белая ладья · d1 белый ферзь · e1 белый король · g1 белый конь · h1 белая ладья \| c8 чёрный слон · d8 чёрный король · e8 чёрный ферзь · h8 чёрная ладья · h7 чёрная пешка · a6 чёрная пешка · e6 чёрная пешка · h6 чёрный конь · b5 чёрный конь · c5 чёрная пешка · b4 белый конь · g4 чёрная пешка · a3 белая пешка · c3 белая пешка · d3 белый слон · g3 белая пешка · a1 белая ладья · d1 белый ферзь · e1 белый король · g1 белый конь · h1 белая ладья \| c8 чёрный слон · d8 чёрный король · e8 чёрный ферзь · h8 чёрная ладья · h7 чёрная пешка · a6 чёрная пешка · e6 чёрная пешка · h6 чёрный конь · b5 чёрный конь · c5 чёрная пешка · b4 белый конь · g4 чёрная пешка · a3 белая пешка · c3 белая пешка · d3 белый слон · g3 белая пешка · a1 белая ладья · d1 белый ферзь · e1 белый король · g1 белый конь · h1 белая ладья \| c8 чёрный слон · d8 чёрный король · e8 чёрный ферзь · h8 чёрная ладья · h7 чёрная пешка · a6 чёрная пешка · e6 чёрная пешка · h6 чёрный конь · b5 чёрный конь · c5 чёрная пешка · b4 белый конь · g4 чёрная пешка · a3 белая пешка · c3 белая пешка · d3 белый слон · g3 белая пешка · a1 белая ладья · d1 белый ферзь · e1 белый король · g1 белый конь · h1 белая ладья \| c8 чёрный слон · d8 чёрный король · e8 чёрный ферзь · h8 чёрная ладья · h7 чёрная пешка · a6 чёрная пешка · e6 чёрная пешка · h6 чёрный конь · b5 чёрный конь · c5 чёрная пешка · b4 белый конь · g4 чёрная пешка · a3 белая пешка · c3 белая пешка · d3 белый слон · g3 белая пешка · a1 белая ладья · d1 белый ферзь · e1 белый король · g1 белый конь · h1 белая ладья \| c8 чёрный слон · d8 чёрный король · e8 чёрный ферзь · h8 чёрная ладья · h7 чёрная пешка · a6 чёрная пешка · e6 чёрная пешка · h6 чёрный конь · b5 чёрный конь · c5 чёрная пешка · b4 белый конь · g4 чёрная пешка · a3 белая пешка · c3 белая пешка · d3 белый слон · g3 белая пешка · a1 белая ладья · d1 белый ферзь · e1 белый король · g1 белый конь · h1 белая ладья \| c8 чёрный слон · d8 чёрный король · e8 чёрный ферзь · h8 чёрная ладья · h7 чёрная пешка · a6 чёрная пешка · e6 чёрная пешка · h6 чёрный конь · b5 чёрный конь · c5 чёрная пешка · b4 белый конь · g4 чёрная пешка · a3 белая пешка · c3 белая пешка · d3 белый слон · g3 белая пешка · a1 белая ладья · d1 белый ферзь · e1 белый король · g1 белый конь · h1 белая ладья \| c8 чёрный слон · d8 чёрный король · e8 чёрный ферзь · h8 чёрная ладья · h7 чёрная пешка · a6 чёрная пешка · e6 чёрная пешка · h6 чёрный конь · b5 чёрный конь · c5 чёрная пешка · b4 белый конь · g4 чёрная пешка · a3 белая пешка · c3 белая пешка · d3 белый слон · g3 белая пешка · a1 белая ладья · d1 белый ферзь · e1 белый король · g1 белый конь · h1 белая ладья \| 2 \| \| 1 \| c8 чёрный слон · d8 чёрный король · e8 чёрный ферзь · h8 чёрная ладья · h7 чёрная пешка · a6 чёрная пешка · e6 чёрная пешка · h6 чёрный конь · b5 чёрный конь · c5 чёрная пешка · b4 белый конь · g4 чёрная пешка · a3 белая пешка · c3 белая пешка · d3 белый слон · g3 белая пешка · a1 белая ладья · d1 белый ферзь · e1 белый король · g1 белый конь · h1 белая ладья \| c8 чёрный слон · d8 чёрный король · e8 чёрный ферзь · h8 чёрная ладья · h7 чёрная пешка · a6 чёрная пешка · e6 чёрная пешка · h6 чёрный конь · b5 чёрный конь · c5 чёрная пешка · b4 белый конь · g4 чёрная пешка · a3 белая пешка · c3 белая пешка · d3 белый слон · g3 белая пешка · a1 белая ладья · d1 белый ферзь · e1 белый король · g1 белый конь · h1 белая ладья \| c8 чёрный слон · d8 чёрный король · e8 чёрный ферзь · h8 чёрная ладья · h7 чёрная пешка · a6 чёрная пешка · e6 чёрная пешка · h6 чёрный конь · b5 чёрный конь · c5 чёрная пешка · b4 белый конь · g4 чёрная пешка · a3 белая пешка · c3 белая пешка · d3 белый слон · g3 белая пешка · a1 белая ладья · d1 белый ферзь · e1 белый король · g1 белый конь · h1 белая ладья \| c8 чёрный слон · d8 чёрный король · e8 чёрный ферзь · h8 чёрная ладья · h7 чёрная пешка · a6 чёрная пешка · e6 чёрная пешка · h6 чёрный конь · b5 чёрный конь · c5 чёрная пешка · b4 белый конь · g4 чёрная пешка · a3 белая пешка · c3 белая пешка · d3 белый слон · g3 белая пешка · a1 белая ладья · d1 белый ферзь · e1 белый король · g1 белый конь · h1 белая ладья \| c8 чёрный слон · d8 чёрный король · e8 чёрный ферзь · h8 чёрная ладья · h7 чёрная пешка · a6 чёрная пешка · e6 чёрная пешка · h6 чёрный конь · b5 чёрный конь · c5 чёрная пешка · b4 белый конь · g4 чёрная пешка · a3 белая пешка · c3 белая пешка · d3 белый слон · g3 белая пешка · a1 белая ладья · d1 белый ферзь · e1 белый король · g1 белый конь · h1 белая ладья \| c8 чёрный слон · d8 чёрный король · e8 чёрный ферзь · h8 чёрная ладья · h7 чёрная пешка · a6 чёрная пешка · e6 чёрная пешка · h6 чёрный конь · b5 чёрный конь · c5 чёрная пешка · b4 белый конь · g4 чёрная пешка · a3 белая пешка · c3 белая пешка · d3 белый слон · g3 белая пешка · a1 белая ладья · d1 белый ферзь · e1 белый король · g1 белый конь · h1 белая ладья \| c8 чёрный слон · d8 чёрный король · e8 чёрный ферзь · h8 чёрная ладья · h7 чёрная пешка · a6 чёрная пешка · e6 чёрная пешка · h6 чёрный конь · b5 чёрный конь · c5 чёрная пешка · b4 белый конь · g4 чёрная пешка · a3 белая пешка · c3 белая пешка · d3 белый слон · g3 белая пешка · a1 белая ладья · d1 белый ферзь · e1 белый король · g1 белый конь · h1 белая ладья \| c8 чёрный слон · d8 чёрный король · e8 чёрный ферзь · h8 чёрная ладья · h7 чёрная пешка · a6 чёрная пешка · e6 чёрная пешка · h6 чёрный конь · b5 чёрный конь · c5 чёрная пешка · b4 белый конь · g4 чёрная пешка · a3 белая пешка · c3 белая пешка · d3 белый слон · g3 белая пешка · a1 белая ладья · d1 белый ферзь · e1 белый король · g1 белый конь · h1 белая ладья \| 1 \| \| \| a \| b \| c \| d \| e \| f \| g \| h \| \|Ход Мистера Рэббита | | | | | | | | |   |
| | a | b | c | d | e | f | g | h |   |
| 8 | c8 чёрный слон · d8 чёрный король · e8 чёрный ферзь · h8 чёрная ладья · h7 чёрная пешка · a6 чёрная пешка · e6 чёрная пешка · h6 чёрный конь · b5 чёрный конь · c5 чёрная пешка · b4 белый конь · g4 чёрная пешка · a3 белая пешка · c3 белая пешка · d3 белый слон · g3 белая пешка · a1 белая ладья · d1 белый ферзь · e1 белый король · g1 белый конь · h1 белая ладья | c8 чёрный слон · d8 чёрный король · e8 чёрный ферзь · h8 чёрная ладья · h7 чёрная пешка · a6 чёрная пешка · e6 чёрная пешка · h6 чёрный конь · b5 чёрный конь · c5 чёрная пешка · b4 белый конь · g4 чёрная пешка · a3 белая пешка · c3 белая пешка · d3 белый слон · g3 белая пешка · a1 белая ладья · d1 белый ферзь · e1 белый король · g1 белый конь · h1 белая ладья | c8 чёрный слон · d8 чёрный король · e8 чёрный ферзь · h8 чёрная ладья · h7 чёрная пешка · a6 чёрная пешка · e6 чёрная пешка · h6 чёрный конь · b5 чёрный конь · c5 чёрная пешка · b4 белый конь · g4 чёрная пешка · a3 белая пешка · c3 белая пешка · d3 белый слон · g3 белая пешка · a1 белая ладья · d1 белый ферзь · e1 белый король · g1 белый конь · h1 белая ладья | c8 чёрный слон · d8 чёрный король · e8 чёрный ферзь · h8 чёрная ладья · h7 чёрная пешка · a6 чёрная пешка · e6 чёрная пешка · h6 чёрный конь · b5 чёрный конь · c5 чёрная пешка · b4 белый конь · g4 чёрная пешка · a3 белая пешка · c3 белая пешка · d3 белый слон · g3 белая пешка · a1 белая ладья · d1 белый ферзь · e1 белый король · g1 белый конь · h1 белая ладья | c8 чёрный слон · d8 чёрный король · e8 чёрный ферзь · h8 чёрная ладья · h7 чёрная пешка · a6 чёрная пешка · e6 чёрная пешка · h6 чёрный конь · b5 чёрный конь · c5 чёрная пешка · b4 белый конь · g4 чёрная пешка · a3 белая пешка · c3 белая пешка · d3 белый слон · g3 белая пешка · a1 белая ладья · d1 белый ферзь · e1 белый король · g1 белый конь · h1 белая ладья | c8 чёрный слон · d8 чёрный король · e8 чёрный ферзь · h8 чёрная ладья · h7 чёрная пешка · a6 чёрная пешка · e6 чёрная пешка · h6 чёрный конь · b5 чёрный конь · c5 чёрная пешка · b4 белый конь · g4 чёрная пешка · a3 белая пешка · c3 белая пешка · d3 белый слон · g3 белая пешка · a1 белая ладья · d1 белый ферзь · e1 белый король · g1 белый конь · h1 белая ладья | c8 чёрный слон · d8 чёрный король · e8 чёрный ферзь · h8 чёрная ладья · h7 чёрная пешка · a6 чёрная пешка · e6 чёрная пешка · h6 чёрный конь · b5 чёрный конь · c5 чёрная пешка · b4 белый конь · g4 чёрная пешка · a3 белая пешка · c3 белая пешка · d3 белый слон · g3 белая пешка · a1 белая ладья · d1 белый ферзь · e1 белый король · g1 белый конь · h1 белая ладья | c8 чёрный слон · d8 чёрный король · e8 чёрный ферзь · h8 чёрная ладья · h7 чёрная пешка · a6 чёрная пешка · e6 чёрная пешка · h6 чёрный конь · b5 чёрный конь · c5 чёрная пешка · b4 белый конь · g4 чёрная пешка · a3 белая пешка · c3 белая пешка · d3 белый слон · g3 белая пешка · a1 белая ладья · d1 белый ферзь · e1 белый король · g1 белый конь · h1 белая ладья | 8 |
| 7 | c8 чёрный слон · d8 чёрный король · e8 чёрный ферзь · h8 чёрная ладья · h7 чёрная пешка · a6 чёрная пешка · e6 чёрная пешка · h6 чёрный конь · b5 чёрный конь · c5 чёрная пешка · b4 белый конь · g4 чёрная пешка · a3 белая пешка · c3 белая пешка · d3 белый слон · g3 белая пешка · a1 белая ладья · d1 белый ферзь · e1 белый король · g1 белый конь · h1 белая ладья | c8 чёрный слон · d8 чёрный король · e8 чёрный ферзь · h8 чёрная ладья · h7 чёрная пешка · a6 чёрная пешка · e6 чёрная пешка · h6 чёрный конь · b5 чёрный конь · c5 чёрная пешка · b4 белый конь · g4 чёрная пешка · a3 белая пешка · c3 белая пешка · d3 белый слон · g3 белая пешка · a1 белая ладья · d1 белый ферзь · e1 белый король · g1 белый конь · h1 белая ладья | c8 чёрный слон · d8 чёрный король · e8 чёрный ферзь · h8 чёрная ладья · h7 чёрная пешка · a6 чёрная пешка · e6 чёрная пешка · h6 чёрный конь · b5 чёрный конь · c5 чёрная пешка · b4 белый конь · g4 чёрная пешка · a3 белая пешка · c3 белая пешка · d3 белый слон · g3 белая пешка · a1 белая ладья · d1 белый ферзь · e1 белый король · g1 белый конь · h1 белая ладья | c8 чёрный слон · d8 чёрный король · e8 чёрный ферзь · h8 чёрная ладья · h7 чёрная пешка · a6 чёрная пешка · e6 чёрная пешка · h6 чёрный конь · b5 чёрный конь · c5 чёрная пешка · b4 белый конь · g4 чёрная пешка · a3 белая пешка · c3 белая пешка · d3 белый слон · g3 белая пешка · a1 белая ладья · d1 белый ферзь · e1 белый король · g1 белый конь · h1 белая ладья | c8 чёрный слон · d8 чёрный король · e8 чёрный ферзь · h8 чёрная ладья · h7 чёрная пешка · a6 чёрная пешка · e6 чёрная пешка · h6 чёрный конь · b5 чёрный конь · c5 чёрная пешка · b4 белый конь · g4 чёрная пешка · a3 белая пешка · c3 белая пешка · d3 белый слон · g3 белая пешка · a1 белая ладья · d1 белый ферзь · e1 белый король · g1 белый конь · h1 белая ладья | c8 чёрный слон · d8 чёрный король · e8 чёрный ферзь · h8 чёрная ладья · h7 чёрная пешка · a6 чёрная пешка · e6 чёрная пешка · h6 чёрный конь · b5 чёрный конь · c5 чёрная пешка · b4 белый конь · g4 чёрная пешка · a3 белая пешка · c3 белая пешка · d3 белый слон · g3 белая пешка · a1 белая ладья · d1 белый ферзь · e1 белый король · g1 белый конь · h1 белая ладья | c8 чёрный слон · d8 чёрный король · e8 чёрный ферзь · h8 чёрная ладья · h7 чёрная пешка · a6 чёрная пешка · e6 чёрная пешка · h6 чёрный конь · b5 чёрный конь · c5 чёрная пешка · b4 белый конь · g4 чёрная пешка · a3 белая пешка · c3 белая пешка · d3 белый слон · g3 белая пешка · a1 белая ладья · d1 белый ферзь · e1 белый король · g1 белый конь · h1 белая ладья | c8 чёрный слон · d8 чёрный король · e8 чёрный ферзь · h8 чёрная ладья · h7 чёрная пешка · a6 чёрная пешка · e6 чёрная пешка · h6 чёрный конь · b5 чёрный конь · c5 чёрная пешка · b4 белый конь · g4 чёрная пешка · a3 белая пешка · c3 белая пешка · d3 белый слон · g3 белая пешка · a1 белая ладья · d1 белый ферзь · e1 белый король · g1 белый конь · h1 белая ладья | 7 |
| 6 | c8 чёрный слон · d8 чёрный король · e8 чёрный ферзь · h8 чёрная ладья · h7 чёрная пешка · a6 чёрная пешка · e6 чёрная пешка · h6 чёрный конь · b5 чёрный конь · c5 чёрная пешка · b4 белый конь · g4 чёрная пешка · a3 белая пешка · c3 белая пешка · d3 белый слон · g3 белая пешка · a1 белая ладья · d1 белый ферзь · e1 белый король · g1 белый конь · h1 белая ладья | c8 чёрный слон · d8 чёрный король · e8 чёрный ферзь · h8 чёрная ладья · h7 чёрная пешка · a6 чёрная пешка · e6 чёрная пешка · h6 чёрный конь · b5 чёрный конь · c5 чёрная пешка · b4 белый конь · g4 чёрная пешка · a3 белая пешка · c3 белая пешка · d3 белый слон · g3 белая пешка · a1 белая ладья · d1 белый ферзь · e1 белый король · g1 белый конь · h1 белая ладья | c8 чёрный слон · d8 чёрный король · e8 чёрный ферзь · h8 чёрная ладья · h7 чёрная пешка · a6 чёрная пешка · e6 чёрная пешка · h6 чёрный конь · b5 чёрный конь · c5 чёрная пешка · b4 белый конь · g4 чёрная пешка · a3 белая пешка · c3 белая пешка · d3 белый слон · g3 белая пешка · a1 белая ладья · d1 белый ферзь · e1 белый король · g1 белый конь · h1 белая ладья | c8 чёрный слон · d8 чёрный король · e8 чёрный ферзь · h8 чёрная ладья · h7 чёрная пешка · a6 чёрная пешка · e6 чёрная пешка · h6 чёрный конь · b5 чёрный конь · c5 чёрная пешка · b4 белый конь · g4 чёрная пешка · a3 белая пешка · c3 белая пешка · d3 белый слон · g3 белая пешка · a1 белая ладья · d1 белый ферзь · e1 белый король · g1 белый конь · h1 белая ладья | c8 чёрный слон · d8 чёрный король · e8 чёрный ферзь · h8 чёрная ладья · h7 чёрная пешка · a6 чёрная пешка · e6 чёрная пешка · h6 чёрный конь · b5 чёрный конь · c5 чёрная пешка · b4 белый конь · g4 чёрная пешка · a3 белая пешка · c3 белая пешка · d3 белый слон · g3 белая пешка · a1 белая ладья · d1 белый ферзь · e1 белый король · g1 белый конь · h1 белая ладья | c8 чёрный слон · d8 чёрный король · e8 чёрный ферзь · h8 чёрная ладья · h7 чёрная пешка · a6 чёрная пешка · e6 чёрная пешка · h6 чёрный конь · b5 чёрный конь · c5 чёрная пешка · b4 белый конь · g4 чёрная пешка · a3 белая пешка · c3 белая пешка · d3 белый слон · g3 белая пешка · a1 белая ладья · d1 белый ферзь · e1 белый король · g1 белый конь · h1 белая ладья | c8 чёрный слон · d8 чёрный король · e8 чёрный ферзь · h8 чёрная ладья · h7 чёрная пешка · a6 чёрная пешка · e6 чёрная пешка · h6 чёрный конь · b5 чёрный конь · c5 чёрная пешка · b4 белый конь · g4 чёрная пешка · a3 белая пешка · c3 белая пешка · d3 белый слон · g3 белая пешка · a1 белая ладья · d1 белый ферзь · e1 белый король · g1 белый конь · h1 белая ладья | c8 чёрный слон · d8 чёрный король · e8 чёрный ферзь · h8 чёрная ладья · h7 чёрная пешка · a6 чёрная пешка · e6 чёрная пешка · h6 чёрный конь · b5 чёрный конь · c5 чёрная пешка · b4 белый конь · g4 чёрная пешка · a3 белая пешка · c3 белая пешка · d3 белый слон · g3 белая пешка · a1 белая ладья · d1 белый ферзь · e1 белый король · g1 белый конь · h1 белая ладья | 6 |
| 5 | c8 чёрный слон · d8 чёрный король · e8 чёрный ферзь · h8 чёрная ладья · h7 чёрная пешка · a6 чёрная пешка · e6 чёрная пешка · h6 чёрный конь · b5 чёрный конь · c5 чёрная пешка · b4 белый конь · g4 чёрная пешка · a3 белая пешка · c3 белая пешка · d3 белый слон · g3 белая пешка · a1 белая ладья · d1 белый ферзь · e1 белый король · g1 белый конь · h1 белая ладья | c8 чёрный слон · d8 чёрный король · e8 чёрный ферзь · h8 чёрная ладья · h7 чёрная пешка · a6 чёрная пешка · e6 чёрная пешка · h6 чёрный конь · b5 чёрный конь · c5 чёрная пешка · b4 белый конь · g4 чёрная пешка · a3 белая пешка · c3 белая пешка · d3 белый слон · g3 белая пешка · a1 белая ладья · d1 белый ферзь · e1 белый король · g1 белый конь · h1 белая ладья | c8 чёрный слон · d8 чёрный король · e8 чёрный ферзь · h8 чёрная ладья · h7 чёрная пешка · a6 чёрная пешка · e6 чёрная пешка · h6 чёрный конь · b5 чёрный конь · c5 чёрная пешка · b4 белый конь · g4 чёрная пешка · a3 белая пешка · c3 белая пешка · d3 белый слон · g3 белая пешка · a1 белая ладья · d1 белый ферзь · e1 белый король · g1 белый конь · h1 белая ладья | c8 чёрный слон · d8 чёрный король · e8 чёрный ферзь · h8 чёрная ладья · h7 чёрная пешка · a6 чёрная пешка · e6 чёрная пешка · h6 чёрный конь · b5 чёрный конь · c5 чёрная пешка · b4 белый конь · g4 чёрная пешка · a3 белая пешка · c3 белая пешка · d3 белый слон · g3 белая пешка · a1 белая ладья · d1 белый ферзь · e1 белый король · g1 белый конь · h1 белая ладья | c8 чёрный слон · d8 чёрный король · e8 чёрный ферзь · h8 чёрная ладья · h7 чёрная пешка · a6 чёрная пешка · e6 чёрная пешка · h6 чёрный конь · b5 чёрный конь · c5 чёрная пешка · b4 белый конь · g4 чёрная пешка · a3 белая пешка · c3 белая пешка · d3 белый слон · g3 белая пешка · a1 белая ладья · d1 белый ферзь · e1 белый король · g1 белый конь · h1 белая ладья | c8 чёрный слон · d8 чёрный король · e8 чёрный ферзь · h8 чёрная ладья · h7 чёрная пешка · a6 чёрная пешка · e6 чёрная пешка · h6 чёрный конь · b5 чёрный конь · c5 чёрная пешка · b4 белый конь · g4 чёрная пешка · a3 белая пешка · c3 белая пешка · d3 белый слон · g3 белая пешка · a1 белая ладья · d1 белый ферзь · e1 белый король · g1 белый конь · h1 белая ладья | c8 чёрный слон · d8 чёрный король · e8 чёрный ферзь · h8 чёрная ладья · h7 чёрная пешка · a6 чёрная пешка · e6 чёрная пешка · h6 чёрный конь · b5 чёрный конь · c5 чёрная пешка · b4 белый конь · g4 чёрная пешка · a3 белая пешка · c3 белая пешка · d3 белый слон · g3 белая пешка · a1 белая ладья · d1 белый ферзь · e1 белый король · g1 белый конь · h1 белая ладья | c8 чёрный слон · d8 чёрный король · e8 чёрный ферзь · h8 чёрная ладья · h7 чёрная пешка · a6 чёрная пешка · e6 чёрная пешка · h6 чёрный конь · b5 чёрный конь · c5 чёрная пешка · b4 белый конь · g4 чёрная пешка · a3 белая пешка · c3 белая пешка · d3 белый слон · g3 белая пешка · a1 белая ладья · d1 белый ферзь · e1 белый король · g1 белый конь · h1 белая ладья | 5 |
| 4 | c8 чёрный слон · d8 чёрный король · e8 чёрный ферзь · h8 чёрная ладья · h7 чёрная пешка · a6 чёрная пешка · e6 чёрная пешка · h6 чёрный конь · b5 чёрный конь · c5 чёрная пешка · b4 белый конь · g4 чёрная пешка · a3 белая пешка · c3 белая пешка · d3 белый слон · g3 белая пешка · a1 белая ладья · d1 белый ферзь · e1 белый король · g1 белый конь · h1 белая ладья | c8 чёрный слон · d8 чёрный король · e8 чёрный ферзь · h8 чёрная ладья · h7 чёрная пешка · a6 чёрная пешка · e6 чёрная пешка · h6 чёрный конь · b5 чёрный конь · c5 чёрная пешка · b4 белый конь · g4 чёрная пешка · a3 белая пешка · c3 белая пешка · d3 белый слон · g3 белая пешка · a1 белая ладья · d1 белый ферзь · e1 белый король · g1 белый конь · h1 белая ладья | c8 чёрный слон · d8 чёрный король · e8 чёрный ферзь · h8 чёрная ладья · h7 чёрная пешка · a6 чёрная пешка · e6 чёрная пешка · h6 чёрный конь · b5 чёрный конь · c5 чёрная пешка · b4 белый конь · g4 чёрная пешка · a3 белая пешка · c3 белая пешка · d3 белый слон · g3 белая пешка · a1 белая ладья · d1 белый ферзь · e1 белый король · g1 белый конь · h1 белая ладья | c8 чёрный слон · d8 чёрный король · e8 чёрный ферзь · h8 чёрная ладья · h7 чёрная пешка · a6 чёрная пешка · e6 чёрная пешка · h6 чёрный конь · b5 чёрный конь · c5 чёрная пешка · b4 белый конь · g4 чёрная пешка · a3 белая пешка · c3 белая пешка · d3 белый слон · g3 белая пешка · a1 белая ладья · d1 белый ферзь · e1 белый король · g1 белый конь · h1 белая ладья | c8 чёрный слон · d8 чёрный король · e8 чёрный ферзь · h8 чёрная ладья · h7 чёрная пешка · a6 чёрная пешка · e6 чёрная пешка · h6 чёрный конь · b5 чёрный конь · c5 чёрная пешка · b4 белый конь · g4 чёрная пешка · a3 белая пешка · c3 белая пешка · d3 белый слон · g3 белая пешка · a1 белая ладья · d1 белый ферзь · e1 белый король · g1 белый конь · h1 белая ладья | c8 чёрный слон · d8 чёрный король · e8 чёрный ферзь · h8 чёрная ладья · h7 чёрная пешка · a6 чёрная пешка · e6 чёрная пешка · h6 чёрный конь · b5 чёрный конь · c5 чёрная пешка · b4 белый конь · g4 чёрная пешка · a3 белая пешка · c3 белая пешка · d3 белый слон · g3 белая пешка · a1 белая ладья · d1 белый ферзь · e1 белый король · g1 белый конь · h1 белая ладья | c8 чёрный слон · d8 чёрный король · e8 чёрный ферзь · h8 чёрная ладья · h7 чёрная пешка · a6 чёрная пешка · e6 чёрная пешка · h6 чёрный конь · b5 чёрный конь · c5 чёрная пешка · b4 белый конь · g4 чёрная пешка · a3 белая пешка · c3 белая пешка · d3 белый слон · g3 белая пешка · a1 белая ладья · d1 белый ферзь · e1 белый король · g1 белый конь · h1 белая ладья | c8 чёрный слон · d8 чёрный король · e8 чёрный ферзь · h8 чёрная ладья · h7 чёрная пешка · a6 чёрная пешка · e6 чёрная пешка · h6 чёрный конь · b5 чёрный конь · c5 чёрная пешка · b4 белый конь · g4 чёрная пешка · a3 белая пешка · c3 белая пешка · d3 белый слон · g3 белая пешка · a1 белая ладья · d1 белый ферзь · e1 белый король · g1 белый конь · h1 белая ладья | 4 |
| 3 | c8 чёрный слон · d8 чёрный король · e8 чёрный ферзь · h8 чёрная ладья · h7 чёрная пешка · a6 чёрная пешка · e6 чёрная пешка · h6 чёрный конь · b5 чёрный конь · c5 чёрная пешка · b4 белый конь · g4 чёрная пешка · a3 белая пешка · c3 белая пешка · d3 белый слон · g3 белая пешка · a1 белая ладья · d1 белый ферзь · e1 белый король · g1 белый конь · h1 белая ладья | c8 чёрный слон · d8 чёрный король · e8 чёрный ферзь · h8 чёрная ладья · h7 чёрная пешка · a6 чёрная пешка · e6 чёрная пешка · h6 чёрный конь · b5 чёрный конь · c5 чёрная пешка · b4 белый конь · g4 чёрная пешка · a3 белая пешка · c3 белая пешка · d3 белый слон · g3 белая пешка · a1 белая ладья · d1 белый ферзь · e1 белый король · g1 белый конь · h1 белая ладья | c8 чёрный слон · d8 чёрный король · e8 чёрный ферзь · h8 чёрная ладья · h7 чёрная пешка · a6 чёрная пешка · e6 чёрная пешка · h6 чёрный конь · b5 чёрный конь · c5 чёрная пешка · b4 белый конь · g4 чёрная пешка · a3 белая пешка · c3 белая пешка · d3 белый слон · g3 белая пешка · a1 белая ладья · d1 белый ферзь · e1 белый король · g1 белый конь · h1 белая ладья | c8 чёрный слон · d8 чёрный король · e8 чёрный ферзь · h8 чёрная ладья · h7 чёрная пешка · a6 чёрная пешка · e6 чёрная пешка · h6 чёрный конь · b5 чёрный конь · c5 чёрная пешка · b4 белый конь · g4 чёрная пешка · a3 белая пешка · c3 белая пешка · d3 белый слон · g3 белая пешка · a1 белая ладья · d1 белый ферзь · e1 белый король · g1 белый конь · h1 белая ладья | c8 чёрный слон · d8 чёрный король · e8 чёрный ферзь · h8 чёрная ладья · h7 чёрная пешка · a6 чёрная пешка · e6 чёрная пешка · h6 чёрный конь · b5 чёрный конь · c5 чёрная пешка · b4 белый конь · g4 чёрная пешка · a3 белая пешка · c3 белая пешка · d3 белый слон · g3 белая пешка · a1 белая ладья · d1 белый ферзь · e1 белый король · g1 белый конь · h1 белая ладья | c8 чёрный слон · d8 чёрный король · e8 чёрный ферзь · h8 чёрная ладья · h7 чёрная пешка · a6 чёрная пешка · e6 чёрная пешка · h6 чёрный конь · b5 чёрный конь · c5 чёрная пешка · b4 белый конь · g4 чёрная пешка · a3 белая пешка · c3 белая пешка · d3 белый слон · g3 белая пешка · a1 белая ладья · d1 белый ферзь · e1 белый король · g1 белый конь · h1 белая ладья | c8 чёрный слон · d8 чёрный король · e8 чёрный ферзь · h8 чёрная ладья · h7 чёрная пешка · a6 чёрная пешка · e6 чёрная пешка · h6 чёрный конь · b5 чёрный конь · c5 чёрная пешка · b4 белый конь · g4 чёрная пешка · a3 белая пешка · c3 белая пешка · d3 белый слон · g3 белая пешка · a1 белая ладья · d1 белый ферзь · e1 белый король · g1 белый конь · h1 белая ладья | c8 чёрный слон · d8 чёрный король · e8 чёрный ферзь · h8 чёрная ладья · h7 чёрная пешка · a6 чёрная пешка · e6 чёрная пешка · h6 чёрный конь · b5 чёрный конь · c5 чёрная пешка · b4 белый конь · g4 чёрная пешка · a3 белая пешка · c3 белая пешка · d3 белый слон · g3 белая пешка · a1 белая ладья · d1 белый ферзь · e1 белый король · g1 белый конь · h1 белая ладья | 3 |
| 2 | c8 чёрный слон · d8 чёрный король · e8 чёрный ферзь · h8 чёрная ладья · h7 чёрная пешка · a6 чёрная пешка · e6 чёрная пешка · h6 чёрный конь · b5 чёрный конь · c5 чёрная пешка · b4 белый конь · g4 чёрная пешка · a3 белая пешка · c3 белая пешка · d3 белый слон · g3 белая пешка · a1 белая ладья · d1 белый ферзь · e1 белый король · g1 белый конь · h1 белая ладья | c8 чёрный слон · d8 чёрный король · e8 чёрный ферзь · h8 чёрная ладья · h7 чёрная пешка · a6 чёрная пешка · e6 чёрная пешка · h6 чёрный конь · b5 чёрный конь · c5 чёрная пешка · b4 белый конь · g4 чёрная пешка · a3 белая пешка · c3 белая пешка · d3 белый слон · g3 белая пешка · a1 белая ладья · d1 белый ферзь · e1 белый король · g1 белый конь · h1 белая ладья | c8 чёрный слон · d8 чёрный король · e8 чёрный ферзь · h8 чёрная ладья · h7 чёрная пешка · a6 чёрная пешка · e6 чёрная пешка · h6 чёрный конь · b5 чёрный конь · c5 чёрная пешка · b4 белый конь · g4 чёрная пешка · a3 белая пешка · c3 белая пешка · d3 белый слон · g3 белая пешка · a1 белая ладья · d1 белый ферзь · e1 белый король · g1 белый конь · h1 белая ладья | c8 чёрный слон · d8 чёрный король · e8 чёрный ферзь · h8 чёрная ладья · h7 чёрная пешка · a6 чёрная пешка · e6 чёрная пешка · h6 чёрный конь · b5 чёрный конь · c5 чёрная пешка · b4 белый конь · g4 чёрная пешка · a3 белая пешка · c3 белая пешка · d3 белый слон · g3 белая пешка · a1 белая ладья · d1 белый ферзь · e1 белый король · g1 белый конь · h1 белая ладья | c8 чёрный слон · d8 чёрный король · e8 чёрный ферзь · h8 чёрная ладья · h7 чёрная пешка · a6 чёрная пешка · e6 чёрная пешка · h6 чёрный конь · b5 чёрный конь · c5 чёрная пешка · b4 белый конь · g4 чёрная пешка · a3 белая пешка · c3 белая пешка · d3 белый слон · g3 белая пешка · a1 белая ладья · d1 белый ферзь · e1 белый король · g1 белый конь · h1 белая ладья | c8 чёрный слон · d8 чёрный король · e8 чёрный ферзь · h8 чёрная ладья · h7 чёрная пешка · a6 чёрная пешка · e6 чёрная пешка · h6 чёрный конь · b5 чёрный конь · c5 чёрная пешка · b4 белый конь · g4 чёрная пешка · a3 белая пешка · c3 белая пешка · d3 белый слон · g3 белая пешка · a1 белая ладья · d1 белый ферзь · e1 белый король · g1 белый конь · h1 белая ладья | c8 чёрный слон · d8 чёрный король · e8 чёрный ферзь · h8 чёрная ладья · h7 чёрная пешка · a6 чёрная пешка · e6 чёрная пешка · h6 чёрный конь · b5 чёрный конь · c5 чёрная пешка · b4 белый конь · g4 чёрная пешка · a3 белая пешка · c3 белая пешка · d3 белый слон · g3 белая пешка · a1 белая ладья · d1 белый ферзь · e1 белый король · g1 белый конь · h1 белая ладья | c8 чёрный слон · d8 чёрный король · e8 чёрный ферзь · h8 чёрная ладья · h7 чёрная пешка · a6 чёрная пешка · e6 чёрная пешка · h6 чёрный конь · b5 чёрный конь · c5 чёрная пешка · b4 белый конь · g4 чёрная пешка · a3 белая пешка · c3 белая пешка · d3 белый слон · g3 белая пешка · a1 белая ладья · d1 белый ферзь · e1 белый король · g1 белый конь · h1 белая ладья | 2 |
| 1 | c8 чёрный слон · d8 чёрный король · e8 чёрный ферзь · h8 чёрная ладья · h7 чёрная пешка · a6 чёрная пешка · e6 чёрная пешка · h6 чёрный конь · b5 чёрный конь · c5 чёрная пешка · b4 белый конь · g4 чёрная пешка · a3 белая пешка · c3 белая пешка · d3 белый слон · g3 белая пешка · a1 белая ладья · d1 белый ферзь · e1 белый король · g1 белый конь · h1 белая ладья | c8 чёрный слон · d8 чёрный король · e8 чёрный ферзь · h8 чёрная ладья · h7 чёрная пешка · a6 чёрная пешка · e6 чёрная пешка · h6 чёрный конь · b5 чёрный конь · c5 чёрная пешка · b4 белый конь · g4 чёрная пешка · a3 белая пешка · c3 белая пешка · d3 белый слон · g3 белая пешка · a1 белая ладья · d1 белый ферзь · e1 белый король · g1 белый конь · h1 белая ладья | c8 чёрный слон · d8 чёрный король · e8 чёрный ферзь · h8 чёрная ладья · h7 чёрная пешка · a6 чёрная пешка · e6 чёрная пешка · h6 чёрный конь · b5 чёрный конь · c5 чёрная пешка · b4 белый конь · g4 чёрная пешка · a3 белая пешка · c3 белая пешка · d3 белый слон · g3 белая пешка · a1 белая ладья · d1 белый ферзь · e1 белый король · g1 белый конь · h1 белая ладья | c8 чёрный слон · d8 чёрный король · e8 чёрный ферзь · h8 чёрная ладья · h7 чёрная пешка · a6 чёрная пешка · e6 чёрная пешка · h6 чёрный конь · b5 чёрный конь · c5 чёрная пешка · b4 белый конь · g4 чёрная пешка · a3 белая пешка · c3 белая пешка · d3 белый слон · g3 белая пешка · a1 белая ладья · d1 белый ферзь · e1 белый король · g1 белый конь · h1 белая ладья | c8 чёрный слон · d8 чёрный король · e8 чёрный ферзь · h8 чёрная ладья · h7 чёрная пешка · a6 чёрная пешка · e6 чёрная пешка · h6 чёрный конь · b5 чёрный конь · c5 чёрная пешка · b4 белый конь · g4 чёрная пешка · a3 белая пешка · c3 белая пешка · d3 белый слон · g3 белая пешка · a1 белая ладья · d1 белый ферзь · e1 белый король · g1 белый конь · h1 белая ладья | c8 чёрный слон · d8 чёрный король · e8 чёрный ферзь · h8 чёрная ладья · h7 чёрная пешка · a6 чёрная пешка · e6 чёрная пешка · h6 чёрный конь · b5 чёрный конь · c5 чёрная пешка · b4 белый конь · g4 чёрная пешка · a3 белая пешка · c3 белая пешка · d3 белый слон · g3 белая пешка · a1 белая ладья · d1 белый ферзь · e1 белый король · g1 белый конь · h1 белая ладья | c8 чёрный слон · d8 чёрный король · e8 чёрный ферзь · h8 чёрная ладья · h7 чёрная пешка · a6 чёрная пешка · e6 чёрная пешка · h6 чёрный конь · b5 чёрный конь · c5 чёрная пешка · b4 белый конь · g4 чёрная пешка · a3 белая пешка · c3 белая пешка · d3 белый слон · g3 белая пешка · a1 белая ладья · d1 белый ферзь · e1 белый король · g1 белый конь · h1 белая ладья | c8 чёрный слон · d8 чёрный король · e8 чёрный ферзь · h8 чёрная ладья · h7 чёрная пешка · a6 чёрная пешка · e6 чёрная пешка · h6 чёрный конь · b5 чёрный конь · c5 чёрная пешка · b4 белый конь · g4 чёрная пешка · a3 белая пешка · c3 белая пешка · d3 белый слон · g3 белая пешка · a1 белая ладья · d1 белый ферзь · e1 белый король · g1 белый конь · h1 белая ладья | 1 |
| | a | b | c | d | e | f | g | h |   |

- В Banshee Origins[англ.], 8-й серии 1-го сезона, Игорь Рабитов (Мистер Рэббит) и Олек играют в шахматы, при этом первый рокируется через всю доску.

|   | a | b | c | d | e | f | g | h |   |
| - | --- | --- | --- | --- | --- | --- | --- | --- | - |
| 8 | f8 чёрный ферзь · g8 чёрный слон · h8 чёрная ладья · b7 чёрный король · c6 чёрная пешка · d6 чёрная пешка · e6 чёрная пешка · f6 чёрная ладья · g6 чёрный конь · h6 чёрный слон · b5 чёрная пешка · f5 белый конь · e4 белая пешка · h4 белая пешка · b3 белый конь · c3 белая пешка · d3 белая ладья · f3 белая пешка · g3 белая пешка · a2 белый слон · d2 белый слон · a1 белая ладья · f1 белый ферзь · h1 белый король | f8 чёрный ферзь · g8 чёрный слон · h8 чёрная ладья · b7 чёрный король · c6 чёрная пешка · d6 чёрная пешка · e6 чёрная пешка · f6 чёрная ладья · g6 чёрный конь · h6 чёрный слон · b5 чёрная пешка · f5 белый конь · e4 белая пешка · h4 белая пешка · b3 белый конь · c3 белая пешка · d3 белая ладья · f3 белая пешка · g3 белая пешка · a2 белый слон · d2 белый слон · a1 белая ладья · f1 белый ферзь · h1 белый король | f8 чёрный ферзь · g8 чёрный слон · h8 чёрная ладья · b7 чёрный король · c6 чёрная пешка · d6 чёрная пешка · e6 чёрная пешка · f6 чёрная ладья · g6 чёрный конь · h6 чёрный слон · b5 чёрная пешка · f5 белый конь · e4 белая пешка · h4 белая пешка · b3 белый конь · c3 белая пешка · d3 белая ладья · f3 белая пешка · g3 белая пешка · a2 белый слон · d2 белый слон · a1 белая ладья · f1 белый ферзь · h1 белый король | f8 чёрный ферзь · g8 чёрный слон · h8 чёрная ладья · b7 чёрный король · c6 чёрная пешка · d6 чёрная пешка · e6 чёрная пешка · f6 чёрная ладья · g6 чёрный конь · h6 чёрный слон · b5 чёрная пешка · f5 белый конь · e4 белая пешка · h4 белая пешка · b3 белый конь · c3 белая пешка · d3 белая ладья · f3 белая пешка · g3 белая пешка · a2 белый слон · d2 белый слон · a1 белая ладья · f1 белый ферзь · h1 белый король | f8 чёрный ферзь · g8 чёрный слон · h8 чёрная ладья · b7 чёрный король · c6 чёрная пешка · d6 чёрная пешка · e6 чёрная пешка · f6 чёрная ладья · g6 чёрный конь · h6 чёрный слон · b5 чёрная пешка · f5 белый конь · e4 белая пешка · h4 белая пешка · b3 белый конь · c3 белая пешка · d3 белая ладья · f3 белая пешка · g3 белая пешка · a2 белый слон · d2 белый слон · a1 белая ладья · f1 белый ферзь · h1 белый король | f8 чёрный ферзь · g8 чёрный слон · h8 чёрная ладья · b7 чёрный король · c6 чёрная пешка · d6 чёрная пешка · e6 чёрная пешка · f6 чёрная ладья · g6 чёрный конь · h6 чёрный слон · b5 чёрная пешка · f5 белый конь · e4 белая пешка · h4 белая пешка · b3 белый конь · c3 белая пешка · d3 белая ладья · f3 белая пешка · g3 белая пешка · a2 белый слон · d2 белый слон · a1 белая ладья · f1 белый ферзь · h1 белый король | f8 чёрный ферзь · g8 чёрный слон · h8 чёрная ладья · b7 чёрный король · c6 чёрная пешка · d6 чёрная пешка · e6 чёрная пешка · f6 чёрная ладья · g6 чёрный конь · h6 чёрный слон · b5 чёрная пешка · f5 белый конь · e4 белая пешка · h4 белая пешка · b3 белый конь · c3 белая пешка · d3 белая ладья · f3 белая пешка · g3 белая пешка · a2 белый слон · d2 белый слон · a1 белая ладья · f1 белый ферзь · h1 белый король | f8 чёрный ферзь · g8 чёрный слон · h8 чёрная ладья · b7 чёрный король · c6 чёрная пешка · d6 чёрная пешка · e6 чёрная пешка · f6 чёрная ладья · g6 чёрный конь · h6 чёрный слон · b5 чёрная пешка · f5 белый конь · e4 белая пешка · h4 белая пешка · b3 белый конь · c3 белая пешка · d3 белая ладья · f3 белая пешка · g3 белая пешка · a2 белый слон · d2 белый слон · a1 белая ладья · f1 белый ферзь · h1 белый король | 8 |
| 7 | f8 чёрный ферзь · g8 чёрный слон · h8 чёрная ладья · b7 чёрный король · c6 чёрная пешка · d6 чёрная пешка · e6 чёрная пешка · f6 чёрная ладья · g6 чёрный конь · h6 чёрный слон · b5 чёрная пешка · f5 белый конь · e4 белая пешка · h4 белая пешка · b3 белый конь · c3 белая пешка · d3 белая ладья · f3 белая пешка · g3 белая пешка · a2 белый слон · d2 белый слон · a1 белая ладья · f1 белый ферзь · h1 белый король | f8 чёрный ферзь · g8 чёрный слон · h8 чёрная ладья · b7 чёрный король · c6 чёрная пешка · d6 чёрная пешка · e6 чёрная пешка · f6 чёрная ладья · g6 чёрный конь · h6 чёрный слон · b5 чёрная пешка · f5 белый конь · e4 белая пешка · h4 белая пешка · b3 белый конь · c3 белая пешка · d3 белая ладья · f3 белая пешка · g3 белая пешка · a2 белый слон · d2 белый слон · a1 белая ладья · f1 белый ферзь · h1 белый король | f8 чёрный ферзь · g8 чёрный слон · h8 чёрная ладья · b7 чёрный король · c6 чёрная пешка · d6 чёрная пешка · e6 чёрная пешка · f6 чёрная ладья · g6 чёрный конь · h6 чёрный слон · b5 чёрная пешка · f5 белый конь · e4 белая пешка · h4 белая пешка · b3 белый конь · c3 белая пешка · d3 белая ладья · f3 белая пешка · g3 белая пешка · a2 белый слон · d2 белый слон · a1 белая ладья · f1 белый ферзь · h1 белый король | f8 чёрный ферзь · g8 чёрный слон · h8 чёрная ладья · b7 чёрный король · c6 чёрная пешка · d6 чёрная пешка · e6 чёрная пешка · f6 чёрная ладья · g6 чёрный конь · h6 чёрный слон · b5 чёрная пешка · f5 белый конь · e4 белая пешка · h4 белая пешка · b3 белый конь · c3 белая пешка · d3 белая ладья · f3 белая пешка · g3 белая пешка · a2 белый слон · d2 белый слон · a1 белая ладья · f1 белый ферзь · h1 белый король | f8 чёрный ферзь · g8 чёрный слон · h8 чёрная ладья · b7 чёрный король · c6 чёрная пешка · d6 чёрная пешка · e6 чёрная пешка · f6 чёрная ладья · g6 чёрный конь · h6 чёрный слон · b5 чёрная пешка · f5 белый конь · e4 белая пешка · h4 белая пешка · b3 белый конь · c3 белая пешка · d3 белая ладья · f3 белая пешка · g3 белая пешка · a2 белый слон · d2 белый слон · a1 белая ладья · f1 белый ферзь · h1 белый король | f8 чёрный ферзь · g8 чёрный слон · h8 чёрная ладья · b7 чёрный король · c6 чёрная пешка · d6 чёрная пешка · e6 чёрная пешка · f6 чёрная ладья · g6 чёрный конь · h6 чёрный слон · b5 чёрная пешка · f5 белый конь · e4 белая пешка · h4 белая пешка · b3 белый конь · c3 белая пешка · d3 белая ладья · f3 белая пешка · g3 белая пешка · a2 белый слон · d2 белый слон · a1 белая ладья · f1 белый ферзь · h1 белый король | f8 чёрный ферзь · g8 чёрный слон · h8 чёрная ладья · b7 чёрный король · c6 чёрная пешка · d6 чёрная пешка · e6 чёрная пешка · f6 чёрная ладья · g6 чёрный конь · h6 чёрный слон · b5 чёрная пешка · f5 белый конь · e4 белая пешка · h4 белая пешка · b3 белый конь · c3 белая пешка · d3 белая ладья · f3 белая пешка · g3 белая пешка · a2 белый слон · d2 белый слон · a1 белая ладья · f1 белый ферзь · h1 белый король | f8 чёрный ферзь · g8 чёрный слон · h8 чёрная ладья · b7 чёрный король · c6 чёрная пешка · d6 чёрная пешка · e6 чёрная пешка · f6 чёрная ладья · g6 чёрный конь · h6 чёрный слон · b5 чёрная пешка · f5 белый конь · e4 белая пешка · h4 белая пешка · b3 белый конь · c3 белая пешка · d3 белая ладья · f3 белая пешка · g3 белая пешка · a2 белый слон · d2 белый слон · a1 белая ладья · f1 белый ферзь · h1 белый король | 7 |
| 6 | f8 чёрный ферзь · g8 чёрный слон · h8 чёрная ладья · b7 чёрный король · c6 чёрная пешка · d6 чёрная пешка · e6 чёрная пешка · f6 чёрная ладья · g6 чёрный конь · h6 чёрный слон · b5 чёрная пешка · f5 белый конь · e4 белая пешка · h4 белая пешка · b3 белый конь · c3 белая пешка · d3 белая ладья · f3 белая пешка · g3 белая пешка · a2 белый слон · d2 белый слон · a1 белая ладья · f1 белый ферзь · h1 белый король | f8 чёрный ферзь · g8 чёрный слон · h8 чёрная ладья · b7 чёрный король · c6 чёрная пешка · d6 чёрная пешка · e6 чёрная пешка · f6 чёрная ладья · g6 чёрный конь · h6 чёрный слон · b5 чёрная пешка · f5 белый конь · e4 белая пешка · h4 белая пешка · b3 белый конь · c3 белая пешка · d3 белая ладья · f3 белая пешка · g3 белая пешка · a2 белый слон · d2 белый слон · a1 белая ладья · f1 белый ферзь · h1 белый король | f8 чёрный ферзь · g8 чёрный слон · h8 чёрная ладья · b7 чёрный король · c6 чёрная пешка · d6 чёрная пешка · e6 чёрная пешка · f6 чёрная ладья · g6 чёрный конь · h6 чёрный слон · b5 чёрная пешка · f5 белый конь · e4 белая пешка · h4 белая пешка · b3 белый конь · c3 белая пешка · d3 белая ладья · f3 белая пешка · g3 белая пешка · a2 белый слон · d2 белый слон · a1 белая ладья · f1 белый ферзь · h1 белый король | f8 чёрный ферзь · g8 чёрный слон · h8 чёрная ладья · b7 чёрный король · c6 чёрная пешка · d6 чёрная пешка · e6 чёрная пешка · f6 чёрная ладья · g6 чёрный конь · h6 чёрный слон · b5 чёрная пешка · f5 белый конь · e4 белая пешка · h4 белая пешка · b3 белый конь · c3 белая пешка · d3 белая ладья · f3 белая пешка · g3 белая пешка · a2 белый слон · d2 белый слон · a1 белая ладья · f1 белый ферзь · h1 белый король | f8 чёрный ферзь · g8 чёрный слон · h8 чёрная ладья · b7 чёрный король · c6 чёрная пешка · d6 чёрная пешка · e6 чёрная пешка · f6 чёрная ладья · g6 чёрный конь · h6 чёрный слон · b5 чёрная пешка · f5 белый конь · e4 белая пешка · h4 белая пешка · b3 белый конь · c3 белая пешка · d3 белая ладья · f3 белая пешка · g3 белая пешка · a2 белый слон · d2 белый слон · a1 белая ладья · f1 белый ферзь · h1 белый король | f8 чёрный ферзь · g8 чёрный слон · h8 чёрная ладья · b7 чёрный король · c6 чёрная пешка · d6 чёрная пешка · e6 чёрная пешка · f6 чёрная ладья · g6 чёрный конь · h6 чёрный слон · b5 чёрная пешка · f5 белый конь · e4 белая пешка · h4 белая пешка · b3 белый конь · c3 белая пешка · d3 белая ладья · f3 белая пешка · g3 белая пешка · a2 белый слон · d2 белый слон · a1 белая ладья · f1 белый ферзь · h1 белый король | f8 чёрный ферзь · g8 чёрный слон · h8 чёрная ладья · b7 чёрный король · c6 чёрная пешка · d6 чёрная пешка · e6 чёрная пешка · f6 чёрная ладья · g6 чёрный конь · h6 чёрный слон · b5 чёрная пешка · f5 белый конь · e4 белая пешка · h4 белая пешка · b3 белый конь · c3 белая пешка · d3 белая ладья · f3 белая пешка · g3 белая пешка · a2 белый слон · d2 белый слон · a1 белая ладья · f1 белый ферзь · h1 белый король | f8 чёрный ферзь · g8 чёрный слон · h8 чёрная ладья · b7 чёрный король · c6 чёрная пешка · d6 чёрная пешка · e6 чёрная пешка · f6 чёрная ладья · g6 чёрный конь · h6 чёрный слон · b5 чёрная пешка · f5 белый конь · e4 белая пешка · h4 белая пешка · b3 белый конь · c3 белая пешка · d3 белая ладья · f3 белая пешка · g3 белая пешка · a2 белый слон · d2 белый слон · a1 белая ладья · f1 белый ферзь · h1 белый король | 6 |
| 5 | f8 чёрный ферзь · g8 чёрный слон · h8 чёрная ладья · b7 чёрный король · c6 чёрная пешка · d6 чёрная пешка · e6 чёрная пешка · f6 чёрная ладья · g6 чёрный конь · h6 чёрный слон · b5 чёрная пешка · f5 белый конь · e4 белая пешка · h4 белая пешка · b3 белый конь · c3 белая пешка · d3 белая ладья · f3 белая пешка · g3 белая пешка · a2 белый слон · d2 белый слон · a1 белая ладья · f1 белый ферзь · h1 белый король | f8 чёрный ферзь · g8 чёрный слон · h8 чёрная ладья · b7 чёрный король · c6 чёрная пешка · d6 чёрная пешка · e6 чёрная пешка · f6 чёрная ладья · g6 чёрный конь · h6 чёрный слон · b5 чёрная пешка · f5 белый конь · e4 белая пешка · h4 белая пешка · b3 белый конь · c3 белая пешка · d3 белая ладья · f3 белая пешка · g3 белая пешка · a2 белый слон · d2 белый слон · a1 белая ладья · f1 белый ферзь · h1 белый король | f8 чёрный ферзь · g8 чёрный слон · h8 чёрная ладья · b7 чёрный король · c6 чёрная пешка · d6 чёрная пешка · e6 чёрная пешка · f6 чёрная ладья · g6 чёрный конь · h6 чёрный слон · b5 чёрная пешка · f5 белый конь · e4 белая пешка · h4 белая пешка · b3 белый конь · c3 белая пешка · d3 белая ладья · f3 белая пешка · g3 белая пешка · a2 белый слон · d2 белый слон · a1 белая ладья · f1 белый ферзь · h1 белый король | f8 чёрный ферзь · g8 чёрный слон · h8 чёрная ладья · b7 чёрный король · c6 чёрная пешка · d6 чёрная пешка · e6 чёрная пешка · f6 чёрная ладья · g6 чёрный конь · h6 чёрный слон · b5 чёрная пешка · f5 белый конь · e4 белая пешка · h4 белая пешка · b3 белый конь · c3 белая пешка · d3 белая ладья · f3 белая пешка · g3 белая пешка · a2 белый слон · d2 белый слон · a1 белая ладья · f1 белый ферзь · h1 белый король | f8 чёрный ферзь · g8 чёрный слон · h8 чёрная ладья · b7 чёрный король · c6 чёрная пешка · d6 чёрная пешка · e6 чёрная пешка · f6 чёрная ладья · g6 чёрный конь · h6 чёрный слон · b5 чёрная пешка · f5 белый конь · e4 белая пешка · h4 белая пешка · b3 белый конь · c3 белая пешка · d3 белая ладья · f3 белая пешка · g3 белая пешка · a2 белый слон · d2 белый слон · a1 белая ладья · f1 белый ферзь · h1 белый король | f8 чёрный ферзь · g8 чёрный слон · h8 чёрная ладья · b7 чёрный король · c6 чёрная пешка · d6 чёрная пешка · e6 чёрная пешка · f6 чёрная ладья · g6 чёрный конь · h6 чёрный слон · b5 чёрная пешка · f5 белый конь · e4 белая пешка · h4 белая пешка · b3 белый конь · c3 белая пешка · d3 белая ладья · f3 белая пешка · g3 белая пешка · a2 белый слон · d2 белый слон · a1 белая ладья · f1 белый ферзь · h1 белый король | f8 чёрный ферзь · g8 чёрный слон · h8 чёрная ладья · b7 чёрный король · c6 чёрная пешка · d6 чёрная пешка · e6 чёрная пешка · f6 чёрная ладья · g6 чёрный конь · h6 чёрный слон · b5 чёрная пешка · f5 белый конь · e4 белая пешка · h4 белая пешка · b3 белый конь · c3 белая пешка · d3 белая ладья · f3 белая пешка · g3 белая пешка · a2 белый слон · d2 белый слон · a1 белая ладья · f1 белый ферзь · h1 белый король | f8 чёрный ферзь · g8 чёрный слон · h8 чёрная ладья · b7 чёрный король · c6 чёрная пешка · d6 чёрная пешка · e6 чёрная пешка · f6 чёрная ладья · g6 чёрный конь · h6 чёрный слон · b5 чёрная пешка · f5 белый конь · e4 белая пешка · h4 белая пешка · b3 белый конь · c3 белая пешка · d3 белая ладья · f3 белая пешка · g3 белая пешка · a2 белый слон · d2 белый слон · a1 белая ладья · f1 белый ферзь · h1 белый король | 5 |
| 4 | f8 чёрный ферзь · g8 чёрный слон · h8 чёрная ладья · b7 чёрный король · c6 чёрная пешка · d6 чёрная пешка · e6 чёрная пешка · f6 чёрная ладья · g6 чёрный конь · h6 чёрный слон · b5 чёрная пешка · f5 белый конь · e4 белая пешка · h4 белая пешка · b3 белый конь · c3 белая пешка · d3 белая ладья · f3 белая пешка · g3 белая пешка · a2 белый слон · d2 белый слон · a1 белая ладья · f1 белый ферзь · h1 белый король | f8 чёрный ферзь · g8 чёрный слон · h8 чёрная ладья · b7 чёрный король · c6 чёрная пешка · d6 чёрная пешка · e6 чёрная пешка · f6 чёрная ладья · g6 чёрный конь · h6 чёрный слон · b5 чёрная пешка · f5 белый конь · e4 белая пешка · h4 белая пешка · b3 белый конь · c3 белая пешка · d3 белая ладья · f3 белая пешка · g3 белая пешка · a2 белый слон · d2 белый слон · a1 белая ладья · f1 белый ферзь · h1 белый король | f8 чёрный ферзь · g8 чёрный слон · h8 чёрная ладья · b7 чёрный король · c6 чёрная пешка · d6 чёрная пешка · e6 чёрная пешка · f6 чёрная ладья · g6 чёрный конь · h6 чёрный слон · b5 чёрная пешка · f5 белый конь · e4 белая пешка · h4 белая пешка · b3 белый конь · c3 белая пешка · d3 белая ладья · f3 белая пешка · g3 белая пешка · a2 белый слон · d2 белый слон · a1 белая ладья · f1 белый ферзь · h1 белый король | f8 чёрный ферзь · g8 чёрный слон · h8 чёрная ладья · b7 чёрный король · c6 чёрная пешка · d6 чёрная пешка · e6 чёрная пешка · f6 чёрная ладья · g6 чёрный конь · h6 чёрный слон · b5 чёрная пешка · f5 белый конь · e4 белая пешка · h4 белая пешка · b3 белый конь · c3 белая пешка · d3 белая ладья · f3 белая пешка · g3 белая пешка · a2 белый слон · d2 белый слон · a1 белая ладья · f1 белый ферзь · h1 белый король | f8 чёрный ферзь · g8 чёрный слон · h8 чёрная ладья · b7 чёрный король · c6 чёрная пешка · d6 чёрная пешка · e6 чёрная пешка · f6 чёрная ладья · g6 чёрный конь · h6 чёрный слон · b5 чёрная пешка · f5 белый конь · e4 белая пешка · h4 белая пешка · b3 белый конь · c3 белая пешка · d3 белая ладья · f3 белая пешка · g3 белая пешка · a2 белый слон · d2 белый слон · a1 белая ладья · f1 белый ферзь · h1 белый король | f8 чёрный ферзь · g8 чёрный слон · h8 чёрная ладья · b7 чёрный король · c6 чёрная пешка · d6 чёрная пешка · e6 чёрная пешка · f6 чёрная ладья · g6 чёрный конь · h6 чёрный слон · b5 чёрная пешка · f5 белый конь · e4 белая пешка · h4 белая пешка · b3 белый конь · c3 белая пешка · d3 белая ладья · f3 белая пешка · g3 белая пешка · a2 белый слон · d2 белый слон · a1 белая ладья · f1 белый ферзь · h1 белый король | f8 чёрный ферзь · g8 чёрный слон · h8 чёрная ладья · b7 чёрный король · c6 чёрная пешка · d6 чёрная пешка · e6 чёрная пешка · f6 чёрная ладья · g6 чёрный конь · h6 чёрный слон · b5 чёрная пешка · f5 белый конь · e4 белая пешка · h4 белая пешка · b3 белый конь · c3 белая пешка · d3 белая ладья · f3 белая пешка · g3 белая пешка · a2 белый слон · d2 белый слон · a1 белая ладья · f1 белый ферзь · h1 белый король | f8 чёрный ферзь · g8 чёрный слон · h8 чёрная ладья · b7 чёрный король · c6 чёрная пешка · d6 чёрная пешка · e6 чёрная пешка · f6 чёрная ладья · g6 чёрный конь · h6 чёрный слон · b5 чёрная пешка · f5 белый конь · e4 белая пешка · h4 белая пешка · b3 белый конь · c3 белая пешка · d3 белая ладья · f3 белая пешка · g3 белая пешка · a2 белый слон · d2 белый слон · a1 белая ладья · f1 белый ферзь · h1 белый король | 4 |
| 3 | f8 чёрный ферзь · g8 чёрный слон · h8 чёрная ладья · b7 чёрный король · c6 чёрная пешка · d6 чёрная пешка · e6 чёрная пешка · f6 чёрная ладья · g6 чёрный конь · h6 чёрный слон · b5 чёрная пешка · f5 белый конь · e4 белая пешка · h4 белая пешка · b3 белый конь · c3 белая пешка · d3 белая ладья · f3 белая пешка · g3 белая пешка · a2 белый слон · d2 белый слон · a1 белая ладья · f1 белый ферзь · h1 белый король | f8 чёрный ферзь · g8 чёрный слон · h8 чёрная ладья · b7 чёрный король · c6 чёрная пешка · d6 чёрная пешка · e6 чёрная пешка · f6 чёрная ладья · g6 чёрный конь · h6 чёрный слон · b5 чёрная пешка · f5 белый конь · e4 белая пешка · h4 белая пешка · b3 белый конь · c3 белая пешка · d3 белая ладья · f3 белая пешка · g3 белая пешка · a2 белый слон · d2 белый слон · a1 белая ладья · f1 белый ферзь · h1 белый король | f8 чёрный ферзь · g8 чёрный слон · h8 чёрная ладья · b7 чёрный король · c6 чёрная пешка · d6 чёрная пешка · e6 чёрная пешка · f6 чёрная ладья · g6 чёрный конь · h6 чёрный слон · b5 чёрная пешка · f5 белый конь · e4 белая пешка · h4 белая пешка · b3 белый конь · c3 белая пешка · d3 белая ладья · f3 белая пешка · g3 белая пешка · a2 белый слон · d2 белый слон · a1 белая ладья · f1 белый ферзь · h1 белый король | f8 чёрный ферзь · g8 чёрный слон · h8 чёрная ладья · b7 чёрный король · c6 чёрная пешка · d6 чёрная пешка · e6 чёрная пешка · f6 чёрная ладья · g6 чёрный конь · h6 чёрный слон · b5 чёрная пешка · f5 белый конь · e4 белая пешка · h4 белая пешка · b3 белый конь · c3 белая пешка · d3 белая ладья · f3 белая пешка · g3 белая пешка · a2 белый слон · d2 белый слон · a1 белая ладья · f1 белый ферзь · h1 белый король | f8 чёрный ферзь · g8 чёрный слон · h8 чёрная ладья · b7 чёрный король · c6 чёрная пешка · d6 чёрная пешка · e6 чёрная пешка · f6 чёрная ладья · g6 чёрный конь · h6 чёрный слон · b5 чёрная пешка · f5 белый конь · e4 белая пешка · h4 белая пешка · b3 белый конь · c3 белая пешка · d3 белая ладья · f3 белая пешка · g3 белая пешка · a2 белый слон · d2 белый слон · a1 белая ладья · f1 белый ферзь · h1 белый король | f8 чёрный ферзь · g8 чёрный слон · h8 чёрная ладья · b7 чёрный король · c6 чёрная пешка · d6 чёрная пешка · e6 чёрная пешка · f6 чёрная ладья · g6 чёрный конь · h6 чёрный слон · b5 чёрная пешка · f5 белый конь · e4 белая пешка · h4 белая пешка · b3 белый конь · c3 белая пешка · d3 белая ладья · f3 белая пешка · g3 белая пешка · a2 белый слон · d2 белый слон · a1 белая ладья · f1 белый ферзь · h1 белый король | f8 чёрный ферзь · g8 чёрный слон · h8 чёрная ладья · b7 чёрный король · c6 чёрная пешка · d6 чёрная пешка · e6 чёрная пешка · f6 чёрная ладья · g6 чёрный конь · h6 чёрный слон · b5 чёрная пешка · f5 белый конь · e4 белая пешка · h4 белая пешка · b3 белый конь · c3 белая пешка · d3 белая ладья · f3 белая пешка · g3 белая пешка · a2 белый слон · d2 белый слон · a1 белая ладья · f1 белый ферзь · h1 белый король | f8 чёрный ферзь · g8 чёрный слон · h8 чёрная ладья · b7 чёрный король · c6 чёрная пешка · d6 чёрная пешка · e6 чёрная пешка · f6 чёрная ладья · g6 чёрный конь · h6 чёрный слон · b5 чёрная пешка · f5 белый конь · e4 белая пешка · h4 белая пешка · b3 белый конь · c3 белая пешка · d3 белая ладья · f3 белая пешка · g3 белая пешка · a2 белый слон · d2 белый слон · a1 белая ладья · f1 белый ферзь · h1 белый король | 3 |
| 2 | f8 чёрный ферзь · g8 чёрный слон · h8 чёрная ладья · b7 чёрный король · c6 чёрная пешка · d6 чёрная пешка · e6 чёрная пешка · f6 чёрная ладья · g6 чёрный конь · h6 чёрный слон · b5 чёрная пешка · f5 белый конь · e4 белая пешка · h4 белая пешка · b3 белый конь · c3 белая пешка · d3 белая ладья · f3 белая пешка · g3 белая пешка · a2 белый слон · d2 белый слон · a1 белая ладья · f1 белый ферзь · h1 белый король | f8 чёрный ферзь · g8 чёрный слон · h8 чёрная ладья · b7 чёрный король · c6 чёрная пешка · d6 чёрная пешка · e6 чёрная пешка · f6 чёрная ладья · g6 чёрный конь · h6 чёрный слон · b5 чёрная пешка · f5 белый конь · e4 белая пешка · h4 белая пешка · b3 белый конь · c3 белая пешка · d3 белая ладья · f3 белая пешка · g3 белая пешка · a2 белый слон · d2 белый слон · a1 белая ладья · f1 белый ферзь · h1 белый король | f8 чёрный ферзь · g8 чёрный слон · h8 чёрная ладья · b7 чёрный король · c6 чёрная пешка · d6 чёрная пешка · e6 чёрная пешка · f6 чёрная ладья · g6 чёрный конь · h6 чёрный слон · b5 чёрная пешка · f5 белый конь · e4 белая пешка · h4 белая пешка · b3 белый конь · c3 белая пешка · d3 белая ладья · f3 белая пешка · g3 белая пешка · a2 белый слон · d2 белый слон · a1 белая ладья · f1 белый ферзь · h1 белый король | f8 чёрный ферзь · g8 чёрный слон · h8 чёрная ладья · b7 чёрный король · c6 чёрная пешка · d6 чёрная пешка · e6 чёрная пешка · f6 чёрная ладья · g6 чёрный конь · h6 чёрный слон · b5 чёрная пешка · f5 белый конь · e4 белая пешка · h4 белая пешка · b3 белый конь · c3 белая пешка · d3 белая ладья · f3 белая пешка · g3 белая пешка · a2 белый слон · d2 белый слон · a1 белая ладья · f1 белый ферзь · h1 белый король | f8 чёрный ферзь · g8 чёрный слон · h8 чёрная ладья · b7 чёрный король · c6 чёрная пешка · d6 чёрная пешка · e6 чёрная пешка · f6 чёрная ладья · g6 чёрный конь · h6 чёрный слон · b5 чёрная пешка · f5 белый конь · e4 белая пешка · h4 белая пешка · b3 белый конь · c3 белая пешка · d3 белая ладья · f3 белая пешка · g3 белая пешка · a2 белый слон · d2 белый слон · a1 белая ладья · f1 белый ферзь · h1 белый король | f8 чёрный ферзь · g8 чёрный слон · h8 чёрная ладья · b7 чёрный король · c6 чёрная пешка · d6 чёрная пешка · e6 чёрная пешка · f6 чёрная ладья · g6 чёрный конь · h6 чёрный слон · b5 чёрная пешка · f5 белый конь · e4 белая пешка · h4 белая пешка · b3 белый конь · c3 белая пешка · d3 белая ладья · f3 белая пешка · g3 белая пешка · a2 белый слон · d2 белый слон · a1 белая ладья · f1 белый ферзь · h1 белый король | f8 чёрный ферзь · g8 чёрный слон · h8 чёрная ладья · b7 чёрный король · c6 чёрная пешка · d6 чёрная пешка · e6 чёрная пешка · f6 чёрная ладья · g6 чёрный конь · h6 чёрный слон · b5 чёрная пешка · f5 белый конь · e4 белая пешка · h4 белая пешка · b3 белый конь · c3 белая пешка · d3 белая ладья · f3 белая пешка · g3 белая пешка · a2 белый слон · d2 белый слон · a1 белая ладья · f1 белый ферзь · h1 белый король | f8 чёрный ферзь · g8 чёрный слон · h8 чёрная ладья · b7 чёрный король · c6 чёрная пешка · d6 чёрная пешка · e6 чёрная пешка · f6 чёрная ладья · g6 чёрный конь · h6 чёрный слон · b5 чёрная пешка · f5 белый конь · e4 белая пешка · h4 белая пешка · b3 белый конь · c3 белая пешка · d3 белая ладья · f3 белая пешка · g3 белая пешка · a2 белый слон · d2 белый слон · a1 белая ладья · f1 белый ферзь · h1 белый король | 2 |
| 1 | f8 чёрный ферзь · g8 чёрный слон · h8 чёрная ладья · b7 чёрный король · c6 чёрная пешка · d6 чёрная пешка · e6 чёрная пешка · f6 чёрная ладья · g6 чёрный конь · h6 чёрный слон · b5 чёрная пешка · f5 белый конь · e4 белая пешка · h4 белая пешка · b3 белый конь · c3 белая пешка · d3 белая ладья · f3 белая пешка · g3 белая пешка · a2 белый слон · d2 белый слон · a1 белая ладья · f1 белый ферзь · h1 белый король | f8 чёрный ферзь · g8 чёрный слон · h8 чёрная ладья · b7 чёрный король · c6 чёрная пешка · d6 чёрная пешка · e6 чёрная пешка · f6 чёрная ладья · g6 чёрный конь · h6 чёрный слон · b5 чёрная пешка · f5 белый конь · e4 белая пешка · h4 белая пешка · b3 белый конь · c3 белая пешка · d3 белая ладья · f3 белая пешка · g3 белая пешка · a2 белый слон · d2 белый слон · a1 белая ладья · f1 белый ферзь · h1 белый король | f8 чёрный ферзь · g8 чёрный слон · h8 чёрная ладья · b7 чёрный король · c6 чёрная пешка · d6 чёрная пешка · e6 чёрная пешка · f6 чёрная ладья · g6 чёрный конь · h6 чёрный слон · b5 чёрная пешка · f5 белый конь · e4 белая пешка · h4 белая пешка · b3 белый конь · c3 белая пешка · d3 белая ладья · f3 белая пешка · g3 белая пешка · a2 белый слон · d2 белый слон · a1 белая ладья · f1 белый ферзь · h1 белый король | f8 чёрный ферзь · g8 чёрный слон · h8 чёрная ладья · b7 чёрный король · c6 чёрная пешка · d6 чёрная пешка · e6 чёрная пешка · f6 чёрная ладья · g6 чёрный конь · h6 чёрный слон · b5 чёрная пешка · f5 белый конь · e4 белая пешка · h4 белая пешка · b3 белый конь · c3 белая пешка · d3 белая ладья · f3 белая пешка · g3 белая пешка · a2 белый слон · d2 белый слон · a1 белая ладья · f1 белый ферзь · h1 белый король | f8 чёрный ферзь · g8 чёрный слон · h8 чёрная ладья · b7 чёрный король · c6 чёрная пешка · d6 чёрная пешка · e6 чёрная пешка · f6 чёрная ладья · g6 чёрный конь · h6 чёрный слон · b5 чёрная пешка · f5 белый конь · e4 белая пешка · h4 белая пешка · b3 белый конь · c3 белая пешка · d3 белая ладья · f3 белая пешка · g3 белая пешка · a2 белый слон · d2 белый слон · a1 белая ладья · f1 белый ферзь · h1 белый король | f8 чёрный ферзь · g8 чёрный слон · h8 чёрная ладья · b7 чёрный король · c6 чёрная пешка · d6 чёрная пешка · e6 чёрная пешка · f6 чёрная ладья · g6 чёрный конь · h6 чёрный слон · b5 чёрная пешка · f5 белый конь · e4 белая пешка · h4 белая пешка · b3 белый конь · c3 белая пешка · d3 белая ладья · f3 белая пешка · g3 белая пешка · a2 белый слон · d2 белый слон · a1 белая ладья · f1 белый ферзь · h1 белый король | f8 чёрный ферзь · g8 чёрный слон · h8 чёрная ладья · b7 чёрный король · c6 чёрная пешка · d6 чёрная пешка · e6 чёрная пешка · f6 чёрная ладья · g6 чёрный конь · h6 чёрный слон · b5 чёрная пешка · f5 белый конь · e4 белая пешка · h4 белая пешка · b3 белый конь · c3 белая пешка · d3 белая ладья · f3 белая пешка · g3 белая пешка · a2 белый слон · d2 белый слон · a1 белая ладья · f1 белый ферзь · h1 белый король | f8 чёрный ферзь · g8 чёрный слон · h8 чёрная ладья · b7 чёрный король · c6 чёрная пешка · d6 чёрная пешка · e6 чёрная пешка · f6 чёрная ладья · g6 чёрный конь · h6 чёрный слон · b5 чёрная пешка · f5 белый конь · e4 белая пешка · h4 белая пешка · b3 белый конь · c3 белая пешка · d3 белая ладья · f3 белая пешка · g3 белая пешка · a2 белый слон · d2 белый слон · a1 белая ладья · f1 белый ферзь · h1 белый король | 1 |
|   | a | b | c | d | e | f | g | h |   |

|   | a | b | c | d | e | f | g | h |   |
| - | --- | --- | --- | --- | --- | --- | --- | --- | - |
| 8 | f8 чёрный ферзь · g8 чёрный слон · h8 чёрная ладья · b7 чёрный король · c6 чёрная пешка · d6 чёрная пешка · e6 чёрная пешка · f6 чёрная ладья · g6 чёрный конь · h6 чёрный слон · b5 чёрная пешка · f5 белый конь · e4 белая пешка · h4 белая пешка · b3 белый конь · c3 белая пешка · d3 белая ладья · f3 белая пешка · g3 белая пешка · a2 белый слон · d2 белый слон · e1 белая ладья · f1 белый ферзь · h1 белый король | f8 чёрный ферзь · g8 чёрный слон · h8 чёрная ладья · b7 чёрный король · c6 чёрная пешка · d6 чёрная пешка · e6 чёрная пешка · f6 чёрная ладья · g6 чёрный конь · h6 чёрный слон · b5 чёрная пешка · f5 белый конь · e4 белая пешка · h4 белая пешка · b3 белый конь · c3 белая пешка · d3 белая ладья · f3 белая пешка · g3 белая пешка · a2 белый слон · d2 белый слон · e1 белая ладья · f1 белый ферзь · h1 белый король | f8 чёрный ферзь · g8 чёрный слон · h8 чёрная ладья · b7 чёрный король · c6 чёрная пешка · d6 чёрная пешка · e6 чёрная пешка · f6 чёрная ладья · g6 чёрный конь · h6 чёрный слон · b5 чёрная пешка · f5 белый конь · e4 белая пешка · h4 белая пешка · b3 белый конь · c3 белая пешка · d3 белая ладья · f3 белая пешка · g3 белая пешка · a2 белый слон · d2 белый слон · e1 белая ладья · f1 белый ферзь · h1 белый король | f8 чёрный ферзь · g8 чёрный слон · h8 чёрная ладья · b7 чёрный король · c6 чёрная пешка · d6 чёрная пешка · e6 чёрная пешка · f6 чёрная ладья · g6 чёрный конь · h6 чёрный слон · b5 чёрная пешка · f5 белый конь · e4 белая пешка · h4 белая пешка · b3 белый конь · c3 белая пешка · d3 белая ладья · f3 белая пешка · g3 белая пешка · a2 белый слон · d2 белый слон · e1 белая ладья · f1 белый ферзь · h1 белый король | f8 чёрный ферзь · g8 чёрный слон · h8 чёрная ладья · b7 чёрный король · c6 чёрная пешка · d6 чёрная пешка · e6 чёрная пешка · f6 чёрная ладья · g6 чёрный конь · h6 чёрный слон · b5 чёрная пешка · f5 белый конь · e4 белая пешка · h4 белая пешка · b3 белый конь · c3 белая пешка · d3 белая ладья · f3 белая пешка · g3 белая пешка · a2 белый слон · d2 белый слон · e1 белая ладья · f1 белый ферзь · h1 белый король | f8 чёрный ферзь · g8 чёрный слон · h8 чёрная ладья · b7 чёрный король · c6 чёрная пешка · d6 чёрная пешка · e6 чёрная пешка · f6 чёрная ладья · g6 чёрный конь · h6 чёрный слон · b5 чёрная пешка · f5 белый конь · e4 белая пешка · h4 белая пешка · b3 белый конь · c3 белая пешка · d3 белая ладья · f3 белая пешка · g3 белая пешка · a2 белый слон · d2 белый слон · e1 белая ладья · f1 белый ферзь · h1 белый король | f8 чёрный ферзь · g8 чёрный слон · h8 чёрная ладья · b7 чёрный король · c6 чёрная пешка · d6 чёрная пешка · e6 чёрная пешка · f6 чёрная ладья · g6 чёрный конь · h6 чёрный слон · b5 чёрная пешка · f5 белый конь · e4 белая пешка · h4 белая пешка · b3 белый конь · c3 белая пешка · d3 белая ладья · f3 белая пешка · g3 белая пешка · a2 белый слон · d2 белый слон · e1 белая ладья · f1 белый ферзь · h1 белый король | f8 чёрный ферзь · g8 чёрный слон · h8 чёрная ладья · b7 чёрный король · c6 чёрная пешка · d6 чёрная пешка · e6 чёрная пешка · f6 чёрная ладья · g6 чёрный конь · h6 чёрный слон · b5 чёрная пешка · f5 белый конь · e4 белая пешка · h4 белая пешка · b3 белый конь · c3 белая пешка · d3 белая ладья · f3 белая пешка · g3 белая пешка · a2 белый слон · d2 белый слон · e1 белая ладья · f1 белый ферзь · h1 белый король | 8 |
| 7 | f8 чёрный ферзь · g8 чёрный слон · h8 чёрная ладья · b7 чёрный король · c6 чёрная пешка · d6 чёрная пешка · e6 чёрная пешка · f6 чёрная ладья · g6 чёрный конь · h6 чёрный слон · b5 чёрная пешка · f5 белый конь · e4 белая пешка · h4 белая пешка · b3 белый конь · c3 белая пешка · d3 белая ладья · f3 белая пешка · g3 белая пешка · a2 белый слон · d2 белый слон · e1 белая ладья · f1 белый ферзь · h1 белый король | f8 чёрный ферзь · g8 чёрный слон · h8 чёрная ладья · b7 чёрный король · c6 чёрная пешка · d6 чёрная пешка · e6 чёрная пешка · f6 чёрная ладья · g6 чёрный конь · h6 чёрный слон · b5 чёрная пешка · f5 белый конь · e4 белая пешка · h4 белая пешка · b3 белый конь · c3 белая пешка · d3 белая ладья · f3 белая пешка · g3 белая пешка · a2 белый слон · d2 белый слон · e1 белая ладья · f1 белый ферзь · h1 белый король | f8 чёрный ферзь · g8 чёрный слон · h8 чёрная ладья · b7 чёрный король · c6 чёрная пешка · d6 чёрная пешка · e6 чёрная пешка · f6 чёрная ладья · g6 чёрный конь · h6 чёрный слон · b5 чёрная пешка · f5 белый конь · e4 белая пешка · h4 белая пешка · b3 белый конь · c3 белая пешка · d3 белая ладья · f3 белая пешка · g3 белая пешка · a2 белый слон · d2 белый слон · e1 белая ладья · f1 белый ферзь · h1 белый король | f8 чёрный ферзь · g8 чёрный слон · h8 чёрная ладья · b7 чёрный король · c6 чёрная пешка · d6 чёрная пешка · e6 чёрная пешка · f6 чёрная ладья · g6 чёрный конь · h6 чёрный слон · b5 чёрная пешка · f5 белый конь · e4 белая пешка · h4 белая пешка · b3 белый конь · c3 белая пешка · d3 белая ладья · f3 белая пешка · g3 белая пешка · a2 белый слон · d2 белый слон · e1 белая ладья · f1 белый ферзь · h1 белый король | f8 чёрный ферзь · g8 чёрный слон · h8 чёрная ладья · b7 чёрный король · c6 чёрная пешка · d6 чёрная пешка · e6 чёрная пешка · f6 чёрная ладья · g6 чёрный конь · h6 чёрный слон · b5 чёрная пешка · f5 белый конь · e4 белая пешка · h4 белая пешка · b3 белый конь · c3 белая пешка · d3 белая ладья · f3 белая пешка · g3 белая пешка · a2 белый слон · d2 белый слон · e1 белая ладья · f1 белый ферзь · h1 белый король | f8 чёрный ферзь · g8 чёрный слон · h8 чёрная ладья · b7 чёрный король · c6 чёрная пешка · d6 чёрная пешка · e6 чёрная пешка · f6 чёрная ладья · g6 чёрный конь · h6 чёрный слон · b5 чёрная пешка · f5 белый конь · e4 белая пешка · h4 белая пешка · b3 белый конь · c3 белая пешка · d3 белая ладья · f3 белая пешка · g3 белая пешка · a2 белый слон · d2 белый слон · e1 белая ладья · f1 белый ферзь · h1 белый король | f8 чёрный ферзь · g8 чёрный слон · h8 чёрная ладья · b7 чёрный король · c6 чёрная пешка · d6 чёрная пешка · e6 чёрная пешка · f6 чёрная ладья · g6 чёрный конь · h6 чёрный слон · b5 чёрная пешка · f5 белый конь · e4 белая пешка · h4 белая пешка · b3 белый конь · c3 белая пешка · d3 белая ладья · f3 белая пешка · g3 белая пешка · a2 белый слон · d2 белый слон · e1 белая ладья · f1 белый ферзь · h1 белый король | f8 чёрный ферзь · g8 чёрный слон · h8 чёрная ладья · b7 чёрный король · c6 чёрная пешка · d6 чёрная пешка · e6 чёрная пешка · f6 чёрная ладья · g6 чёрный конь · h6 чёрный слон · b5 чёрная пешка · f5 белый конь · e4 белая пешка · h4 белая пешка · b3 белый конь · c3 белая пешка · d3 белая ладья · f3 белая пешка · g3 белая пешка · a2 белый слон · d2 белый слон · e1 белая ладья · f1 белый ферзь · h1 белый король | 7 |
| 6 | f8 чёрный ферзь · g8 чёрный слон · h8 чёрная ладья · b7 чёрный король · c6 чёрная пешка · d6 чёрная пешка · e6 чёрная пешка · f6 чёрная ладья · g6 чёрный конь · h6 чёрный слон · b5 чёрная пешка · f5 белый конь · e4 белая пешка · h4 белая пешка · b3 белый конь · c3 белая пешка · d3 белая ладья · f3 белая пешка · g3 белая пешка · a2 белый слон · d2 белый слон · e1 белая ладья · f1 белый ферзь · h1 белый король | f8 чёрный ферзь · g8 чёрный слон · h8 чёрная ладья · b7 чёрный король · c6 чёрная пешка · d6 чёрная пешка · e6 чёрная пешка · f6 чёрная ладья · g6 чёрный конь · h6 чёрный слон · b5 чёрная пешка · f5 белый конь · e4 белая пешка · h4 белая пешка · b3 белый конь · c3 белая пешка · d3 белая ладья · f3 белая пешка · g3 белая пешка · a2 белый слон · d2 белый слон · e1 белая ладья · f1 белый ферзь · h1 белый король | f8 чёрный ферзь · g8 чёрный слон · h8 чёрная ладья · b7 чёрный король · c6 чёрная пешка · d6 чёрная пешка · e6 чёрная пешка · f6 чёрная ладья · g6 чёрный конь · h6 чёрный слон · b5 чёрная пешка · f5 белый конь · e4 белая пешка · h4 белая пешка · b3 белый конь · c3 белая пешка · d3 белая ладья · f3 белая пешка · g3 белая пешка · a2 белый слон · d2 белый слон · e1 белая ладья · f1 белый ферзь · h1 белый король | f8 чёрный ферзь · g8 чёрный слон · h8 чёрная ладья · b7 чёрный король · c6 чёрная пешка · d6 чёрная пешка · e6 чёрная пешка · f6 чёрная ладья · g6 чёрный конь · h6 чёрный слон · b5 чёрная пешка · f5 белый конь · e4 белая пешка · h4 белая пешка · b3 белый конь · c3 белая пешка · d3 белая ладья · f3 белая пешка · g3 белая пешка · a2 белый слон · d2 белый слон · e1 белая ладья · f1 белый ферзь · h1 белый король | f8 чёрный ферзь · g8 чёрный слон · h8 чёрная ладья · b7 чёрный король · c6 чёрная пешка · d6 чёрная пешка · e6 чёрная пешка · f6 чёрная ладья · g6 чёрный конь · h6 чёрный слон · b5 чёрная пешка · f5 белый конь · e4 белая пешка · h4 белая пешка · b3 белый конь · c3 белая пешка · d3 белая ладья · f3 белая пешка · g3 белая пешка · a2 белый слон · d2 белый слон · e1 белая ладья · f1 белый ферзь · h1 белый король | f8 чёрный ферзь · g8 чёрный слон · h8 чёрная ладья · b7 чёрный король · c6 чёрная пешка · d6 чёрная пешка · e6 чёрная пешка · f6 чёрная ладья · g6 чёрный конь · h6 чёрный слон · b5 чёрная пешка · f5 белый конь · e4 белая пешка · h4 белая пешка · b3 белый конь · c3 белая пешка · d3 белая ладья · f3 белая пешка · g3 белая пешка · a2 белый слон · d2 белый слон · e1 белая ладья · f1 белый ферзь · h1 белый король | f8 чёрный ферзь · g8 чёрный слон · h8 чёрная ладья · b7 чёрный король · c6 чёрная пешка · d6 чёрная пешка · e6 чёрная пешка · f6 чёрная ладья · g6 чёрный конь · h6 чёрный слон · b5 чёрная пешка · f5 белый конь · e4 белая пешка · h4 белая пешка · b3 белый конь · c3 белая пешка · d3 белая ладья · f3 белая пешка · g3 белая пешка · a2 белый слон · d2 белый слон · e1 белая ладья · f1 белый ферзь · h1 белый король | f8 чёрный ферзь · g8 чёрный слон · h8 чёрная ладья · b7 чёрный король · c6 чёрная пешка · d6 чёрная пешка · e6 чёрная пешка · f6 чёрная ладья · g6 чёрный конь · h6 чёрный слон · b5 чёрная пешка · f5 белый конь · e4 белая пешка · h4 белая пешка · b3 белый конь · c3 белая пешка · d3 белая ладья · f3 белая пешка · g3 белая пешка · a2 белый слон · d2 белый слон · e1 белая ладья · f1 белый ферзь · h1 белый король | 6 |
| 5 | f8 чёрный ферзь · g8 чёрный слон · h8 чёрная ладья · b7 чёрный король · c6 чёрная пешка · d6 чёрная пешка · e6 чёрная пешка · f6 чёрная ладья · g6 чёрный конь · h6 чёрный слон · b5 чёрная пешка · f5 белый конь · e4 белая пешка · h4 белая пешка · b3 белый конь · c3 белая пешка · d3 белая ладья · f3 белая пешка · g3 белая пешка · a2 белый слон · d2 белый слон · e1 белая ладья · f1 белый ферзь · h1 белый король | f8 чёрный ферзь · g8 чёрный слон · h8 чёрная ладья · b7 чёрный король · c6 чёрная пешка · d6 чёрная пешка · e6 чёрная пешка · f6 чёрная ладья · g6 чёрный конь · h6 чёрный слон · b5 чёрная пешка · f5 белый конь · e4 белая пешка · h4 белая пешка · b3 белый конь · c3 белая пешка · d3 белая ладья · f3 белая пешка · g3 белая пешка · a2 белый слон · d2 белый слон · e1 белая ладья · f1 белый ферзь · h1 белый король | f8 чёрный ферзь · g8 чёрный слон · h8 чёрная ладья · b7 чёрный король · c6 чёрная пешка · d6 чёрная пешка · e6 чёрная пешка · f6 чёрная ладья · g6 чёрный конь · h6 чёрный слон · b5 чёрная пешка · f5 белый конь · e4 белая пешка · h4 белая пешка · b3 белый конь · c3 белая пешка · d3 белая ладья · f3 белая пешка · g3 белая пешка · a2 белый слон · d2 белый слон · e1 белая ладья · f1 белый ферзь · h1 белый король | f8 чёрный ферзь · g8 чёрный слон · h8 чёрная ладья · b7 чёрный король · c6 чёрная пешка · d6 чёрная пешка · e6 чёрная пешка · f6 чёрная ладья · g6 чёрный конь · h6 чёрный слон · b5 чёрная пешка · f5 белый конь · e4 белая пешка · h4 белая пешка · b3 белый конь · c3 белая пешка · d3 белая ладья · f3 белая пешка · g3 белая пешка · a2 белый слон · d2 белый слон · e1 белая ладья · f1 белый ферзь · h1 белый король | f8 чёрный ферзь · g8 чёрный слон · h8 чёрная ладья · b7 чёрный король · c6 чёрная пешка · d6 чёрная пешка · e6 чёрная пешка · f6 чёрная ладья · g6 чёрный конь · h6 чёрный слон · b5 чёрная пешка · f5 белый конь · e4 белая пешка · h4 белая пешка · b3 белый конь · c3 белая пешка · d3 белая ладья · f3 белая пешка · g3 белая пешка · a2 белый слон · d2 белый слон · e1 белая ладья · f1 белый ферзь · h1 белый король | f8 чёрный ферзь · g8 чёрный слон · h8 чёрная ладья · b7 чёрный король · c6 чёрная пешка · d6 чёрная пешка · e6 чёрная пешка · f6 чёрная ладья · g6 чёрный конь · h6 чёрный слон · b5 чёрная пешка · f5 белый конь · e4 белая пешка · h4 белая пешка · b3 белый конь · c3 белая пешка · d3 белая ладья · f3 белая пешка · g3 белая пешка · a2 белый слон · d2 белый слон · e1 белая ладья · f1 белый ферзь · h1 белый король | f8 чёрный ферзь · g8 чёрный слон · h8 чёрная ладья · b7 чёрный король · c6 чёрная пешка · d6 чёрная пешка · e6 чёрная пешка · f6 чёрная ладья · g6 чёрный конь · h6 чёрный слон · b5 чёрная пешка · f5 белый конь · e4 белая пешка · h4 белая пешка · b3 белый конь · c3 белая пешка · d3 белая ладья · f3 белая пешка · g3 белая пешка · a2 белый слон · d2 белый слон · e1 белая ладья · f1 белый ферзь · h1 белый король | f8 чёрный ферзь · g8 чёрный слон · h8 чёрная ладья · b7 чёрный король · c6 чёрная пешка · d6 чёрная пешка · e6 чёрная пешка · f6 чёрная ладья · g6 чёрный конь · h6 чёрный слон · b5 чёрная пешка · f5 белый конь · e4 белая пешка · h4 белая пешка · b3 белый конь · c3 белая пешка · d3 белая ладья · f3 белая пешка · g3 белая пешка · a2 белый слон · d2 белый слон · e1 белая ладья · f1 белый ферзь · h1 белый король | 5 |
| 4 | f8 чёрный ферзь · g8 чёрный слон · h8 чёрная ладья · b7 чёрный король · c6 чёрная пешка · d6 чёрная пешка · e6 чёрная пешка · f6 чёрная ладья · g6 чёрный конь · h6 чёрный слон · b5 чёрная пешка · f5 белый конь · e4 белая пешка · h4 белая пешка · b3 белый конь · c3 белая пешка · d3 белая ладья · f3 белая пешка · g3 белая пешка · a2 белый слон · d2 белый слон · e1 белая ладья · f1 белый ферзь · h1 белый король | f8 чёрный ферзь · g8 чёрный слон · h8 чёрная ладья · b7 чёрный король · c6 чёрная пешка · d6 чёрная пешка · e6 чёрная пешка · f6 чёрная ладья · g6 чёрный конь · h6 чёрный слон · b5 чёрная пешка · f5 белый конь · e4 белая пешка · h4 белая пешка · b3 белый конь · c3 белая пешка · d3 белая ладья · f3 белая пешка · g3 белая пешка · a2 белый слон · d2 белый слон · e1 белая ладья · f1 белый ферзь · h1 белый король | f8 чёрный ферзь · g8 чёрный слон · h8 чёрная ладья · b7 чёрный король · c6 чёрная пешка · d6 чёрная пешка · e6 чёрная пешка · f6 чёрная ладья · g6 чёрный конь · h6 чёрный слон · b5 чёрная пешка · f5 белый конь · e4 белая пешка · h4 белая пешка · b3 белый конь · c3 белая пешка · d3 белая ладья · f3 белая пешка · g3 белая пешка · a2 белый слон · d2 белый слон · e1 белая ладья · f1 белый ферзь · h1 белый король | f8 чёрный ферзь · g8 чёрный слон · h8 чёрная ладья · b7 чёрный король · c6 чёрная пешка · d6 чёрная пешка · e6 чёрная пешка · f6 чёрная ладья · g6 чёрный конь · h6 чёрный слон · b5 чёрная пешка · f5 белый конь · e4 белая пешка · h4 белая пешка · b3 белый конь · c3 белая пешка · d3 белая ладья · f3 белая пешка · g3 белая пешка · a2 белый слон · d2 белый слон · e1 белая ладья · f1 белый ферзь · h1 белый король | f8 чёрный ферзь · g8 чёрный слон · h8 чёрная ладья · b7 чёрный король · c6 чёрная пешка · d6 чёрная пешка · e6 чёрная пешка · f6 чёрная ладья · g6 чёрный конь · h6 чёрный слон · b5 чёрная пешка · f5 белый конь · e4 белая пешка · h4 белая пешка · b3 белый конь · c3 белая пешка · d3 белая ладья · f3 белая пешка · g3 белая пешка · a2 белый слон · d2 белый слон · e1 белая ладья · f1 белый ферзь · h1 белый король | f8 чёрный ферзь · g8 чёрный слон · h8 чёрная ладья · b7 чёрный король · c6 чёрная пешка · d6 чёрная пешка · e6 чёрная пешка · f6 чёрная ладья · g6 чёрный конь · h6 чёрный слон · b5 чёрная пешка · f5 белый конь · e4 белая пешка · h4 белая пешка · b3 белый конь · c3 белая пешка · d3 белая ладья · f3 белая пешка · g3 белая пешка · a2 белый слон · d2 белый слон · e1 белая ладья · f1 белый ферзь · h1 белый король | f8 чёрный ферзь · g8 чёрный слон · h8 чёрная ладья · b7 чёрный король · c6 чёрная пешка · d6 чёрная пешка · e6 чёрная пешка · f6 чёрная ладья · g6 чёрный конь · h6 чёрный слон · b5 чёрная пешка · f5 белый конь · e4 белая пешка · h4 белая пешка · b3 белый конь · c3 белая пешка · d3 белая ладья · f3 белая пешка · g3 белая пешка · a2 белый слон · d2 белый слон · e1 белая ладья · f1 белый ферзь · h1 белый король | f8 чёрный ферзь · g8 чёрный слон · h8 чёрная ладья · b7 чёрный король · c6 чёрная пешка · d6 чёрная пешка · e6 чёрная пешка · f6 чёрная ладья · g6 чёрный конь · h6 чёрный слон · b5 чёрная пешка · f5 белый конь · e4 белая пешка · h4 белая пешка · b3 белый конь · c3 белая пешка · d3 белая ладья · f3 белая пешка · g3 белая пешка · a2 белый слон · d2 белый слон · e1 белая ладья · f1 белый ферзь · h1 белый король | 4 |
| 3 | f8 чёрный ферзь · g8 чёрный слон · h8 чёрная ладья · b7 чёрный король · c6 чёрная пешка · d6 чёрная пешка · e6 чёрная пешка · f6 чёрная ладья · g6 чёрный конь · h6 чёрный слон · b5 чёрная пешка · f5 белый конь · e4 белая пешка · h4 белая пешка · b3 белый конь · c3 белая пешка · d3 белая ладья · f3 белая пешка · g3 белая пешка · a2 белый слон · d2 белый слон · e1 белая ладья · f1 белый ферзь · h1 белый король | f8 чёрный ферзь · g8 чёрный слон · h8 чёрная ладья · b7 чёрный король · c6 чёрная пешка · d6 чёрная пешка · e6 чёрная пешка · f6 чёрная ладья · g6 чёрный конь · h6 чёрный слон · b5 чёрная пешка · f5 белый конь · e4 белая пешка · h4 белая пешка · b3 белый конь · c3 белая пешка · d3 белая ладья · f3 белая пешка · g3 белая пешка · a2 белый слон · d2 белый слон · e1 белая ладья · f1 белый ферзь · h1 белый король | f8 чёрный ферзь · g8 чёрный слон · h8 чёрная ладья · b7 чёрный король · c6 чёрная пешка · d6 чёрная пешка · e6 чёрная пешка · f6 чёрная ладья · g6 чёрный конь · h6 чёрный слон · b5 чёрная пешка · f5 белый конь · e4 белая пешка · h4 белая пешка · b3 белый конь · c3 белая пешка · d3 белая ладья · f3 белая пешка · g3 белая пешка · a2 белый слон · d2 белый слон · e1 белая ладья · f1 белый ферзь · h1 белый король | f8 чёрный ферзь · g8 чёрный слон · h8 чёрная ладья · b7 чёрный король · c6 чёрная пешка · d6 чёрная пешка · e6 чёрная пешка · f6 чёрная ладья · g6 чёрный конь · h6 чёрный слон · b5 чёрная пешка · f5 белый конь · e4 белая пешка · h4 белая пешка · b3 белый конь · c3 белая пешка · d3 белая ладья · f3 белая пешка · g3 белая пешка · a2 белый слон · d2 белый слон · e1 белая ладья · f1 белый ферзь · h1 белый король | f8 чёрный ферзь · g8 чёрный слон · h8 чёрная ладья · b7 чёрный король · c6 чёрная пешка · d6 чёрная пешка · e6 чёрная пешка · f6 чёрная ладья · g6 чёрный конь · h6 чёрный слон · b5 чёрная пешка · f5 белый конь · e4 белая пешка · h4 белая пешка · b3 белый конь · c3 белая пешка · d3 белая ладья · f3 белая пешка · g3 белая пешка · a2 белый слон · d2 белый слон · e1 белая ладья · f1 белый ферзь · h1 белый король | f8 чёрный ферзь · g8 чёрный слон · h8 чёрная ладья · b7 чёрный король · c6 чёрная пешка · d6 чёрная пешка · e6 чёрная пешка · f6 чёрная ладья · g6 чёрный конь · h6 чёрный слон · b5 чёрная пешка · f5 белый конь · e4 белая пешка · h4 белая пешка · b3 белый конь · c3 белая пешка · d3 белая ладья · f3 белая пешка · g3 белая пешка · a2 белый слон · d2 белый слон · e1 белая ладья · f1 белый ферзь · h1 белый король | f8 чёрный ферзь · g8 чёрный слон · h8 чёрная ладья · b7 чёрный король · c6 чёрная пешка · d6 чёрная пешка · e6 чёрная пешка · f6 чёрная ладья · g6 чёрный конь · h6 чёрный слон · b5 чёрная пешка · f5 белый конь · e4 белая пешка · h4 белая пешка · b3 белый конь · c3 белая пешка · d3 белая ладья · f3 белая пешка · g3 белая пешка · a2 белый слон · d2 белый слон · e1 белая ладья · f1 белый ферзь · h1 белый король | f8 чёрный ферзь · g8 чёрный слон · h8 чёрная ладья · b7 чёрный король · c6 чёрная пешка · d6 чёрная пешка · e6 чёрная пешка · f6 чёрная ладья · g6 чёрный конь · h6 чёрный слон · b5 чёрная пешка · f5 белый конь · e4 белая пешка · h4 белая пешка · b3 белый конь · c3 белая пешка · d3 белая ладья · f3 белая пешка · g3 белая пешка · a2 белый слон · d2 белый слон · e1 белая ладья · f1 белый ферзь · h1 белый король | 3 |
| 2 | f8 чёрный ферзь · g8 чёрный слон · h8 чёрная ладья · b7 чёрный король · c6 чёрная пешка · d6 чёрная пешка · e6 чёрная пешка · f6 чёрная ладья · g6 чёрный конь · h6 чёрный слон · b5 чёрная пешка · f5 белый конь · e4 белая пешка · h4 белая пешка · b3 белый конь · c3 белая пешка · d3 белая ладья · f3 белая пешка · g3 белая пешка · a2 белый слон · d2 белый слон · e1 белая ладья · f1 белый ферзь · h1 белый король | f8 чёрный ферзь · g8 чёрный слон · h8 чёрная ладья · b7 чёрный король · c6 чёрная пешка · d6 чёрная пешка · e6 чёрная пешка · f6 чёрная ладья · g6 чёрный конь · h6 чёрный слон · b5 чёрная пешка · f5 белый конь · e4 белая пешка · h4 белая пешка · b3 белый конь · c3 белая пешка · d3 белая ладья · f3 белая пешка · g3 белая пешка · a2 белый слон · d2 белый слон · e1 белая ладья · f1 белый ферзь · h1 белый король | f8 чёрный ферзь · g8 чёрный слон · h8 чёрная ладья · b7 чёрный король · c6 чёрная пешка · d6 чёрная пешка · e6 чёрная пешка · f6 чёрная ладья · g6 чёрный конь · h6 чёрный слон · b5 чёрная пешка · f5 белый конь · e4 белая пешка · h4 белая пешка · b3 белый конь · c3 белая пешка · d3 белая ладья · f3 белая пешка · g3 белая пешка · a2 белый слон · d2 белый слон · e1 белая ладья · f1 белый ферзь · h1 белый король | f8 чёрный ферзь · g8 чёрный слон · h8 чёрная ладья · b7 чёрный король · c6 чёрная пешка · d6 чёрная пешка · e6 чёрная пешка · f6 чёрная ладья · g6 чёрный конь · h6 чёрный слон · b5 чёрная пешка · f5 белый конь · e4 белая пешка · h4 белая пешка · b3 белый конь · c3 белая пешка · d3 белая ладья · f3 белая пешка · g3 белая пешка · a2 белый слон · d2 белый слон · e1 белая ладья · f1 белый ферзь · h1 белый король | f8 чёрный ферзь · g8 чёрный слон · h8 чёрная ладья · b7 чёрный король · c6 чёрная пешка · d6 чёрная пешка · e6 чёрная пешка · f6 чёрная ладья · g6 чёрный конь · h6 чёрный слон · b5 чёрная пешка · f5 белый конь · e4 белая пешка · h4 белая пешка · b3 белый конь · c3 белая пешка · d3 белая ладья · f3 белая пешка · g3 белая пешка · a2 белый слон · d2 белый слон · e1 белая ладья · f1 белый ферзь · h1 белый король | f8 чёрный ферзь · g8 чёрный слон · h8 чёрная ладья · b7 чёрный король · c6 чёрная пешка · d6 чёрная пешка · e6 чёрная пешка · f6 чёрная ладья · g6 чёрный конь · h6 чёрный слон · b5 чёрная пешка · f5 белый конь · e4 белая пешка · h4 белая пешка · b3 белый конь · c3 белая пешка · d3 белая ладья · f3 белая пешка · g3 белая пешка · a2 белый слон · d2 белый слон · e1 белая ладья · f1 белый ферзь · h1 белый король | f8 чёрный ферзь · g8 чёрный слон · h8 чёрная ладья · b7 чёрный король · c6 чёрная пешка · d6 чёрная пешка · e6 чёрная пешка · f6 чёрная ладья · g6 чёрный конь · h6 чёрный слон · b5 чёрная пешка · f5 белый конь · e4 белая пешка · h4 белая пешка · b3 белый конь · c3 белая пешка · d3 белая ладья · f3 белая пешка · g3 белая пешка · a2 белый слон · d2 белый слон · e1 белая ладья · f1 белый ферзь · h1 белый король | f8 чёрный ферзь · g8 чёрный слон · h8 чёрная ладья · b7 чёрный король · c6 чёрная пешка · d6 чёрная пешка · e6 чёрная пешка · f6 чёрная ладья · g6 чёрный конь · h6 чёрный слон · b5 чёрная пешка · f5 белый конь · e4 белая пешка · h4 белая пешка · b3 белый конь · c3 белая пешка · d3 белая ладья · f3 белая пешка · g3 белая пешка · a2 белый слон · d2 белый слон · e1 белая ладья · f1 белый ферзь · h1 белый король | 2 |
| 1 | f8 чёрный ферзь · g8 чёрный слон · h8 чёрная ладья · b7 чёрный король · c6 чёрная пешка · d6 чёрная пешка · e6 чёрная пешка · f6 чёрная ладья · g6 чёрный конь · h6 чёрный слон · b5 чёрная пешка · f5 белый конь · e4 белая пешка · h4 белая пешка · b3 белый конь · c3 белая пешка · d3 белая ладья · f3 белая пешка · g3 белая пешка · a2 белый слон · d2 белый слон · e1 белая ладья · f1 белый ферзь · h1 белый король | f8 чёрный ферзь · g8 чёрный слон · h8 чёрная ладья · b7 чёрный король · c6 чёрная пешка · d6 чёрная пешка · e6 чёрная пешка · f6 чёрная ладья · g6 чёрный конь · h6 чёрный слон · b5 чёрная пешка · f5 белый конь · e4 белая пешка · h4 белая пешка · b3 белый конь · c3 белая пешка · d3 белая ладья · f3 белая пешка · g3 белая пешка · a2 белый слон · d2 белый слон · e1 белая ладья · f1 белый ферзь · h1 белый король | f8 чёрный ферзь · g8 чёрный слон · h8 чёрная ладья · b7 чёрный король · c6 чёрная пешка · d6 чёрная пешка · e6 чёрная пешка · f6 чёрная ладья · g6 чёрный конь · h6 чёрный слон · b5 чёрная пешка · f5 белый конь · e4 белая пешка · h4 белая пешка · b3 белый конь · c3 белая пешка · d3 белая ладья · f3 белая пешка · g3 белая пешка · a2 белый слон · d2 белый слон · e1 белая ладья · f1 белый ферзь · h1 белый король | f8 чёрный ферзь · g8 чёрный слон · h8 чёрная ладья · b7 чёрный король · c6 чёрная пешка · d6 чёрная пешка · e6 чёрная пешка · f6 чёрная ладья · g6 чёрный конь · h6 чёрный слон · b5 чёрная пешка · f5 белый конь · e4 белая пешка · h4 белая пешка · b3 белый конь · c3 белая пешка · d3 белая ладья · f3 белая пешка · g3 белая пешка · a2 белый слон · d2 белый слон · e1 белая ладья · f1 белый ферзь · h1 белый король | f8 чёрный ферзь · g8 чёрный слон · h8 чёрная ладья · b7 чёрный король · c6 чёрная пешка · d6 чёрная пешка · e6 чёрная пешка · f6 чёрная ладья · g6 чёрный конь · h6 чёрный слон · b5 чёрная пешка · f5 белый конь · e4 белая пешка · h4 белая пешка · b3 белый конь · c3 белая пешка · d3 белая ладья · f3 белая пешка · g3 белая пешка · a2 белый слон · d2 белый слон · e1 белая ладья · f1 белый ферзь · h1 белый король | f8 чёрный ферзь · g8 чёрный слон · h8 чёрная ладья · b7 чёрный король · c6 чёрная пешка · d6 чёрная пешка · e6 чёрная пешка · f6 чёрная ладья · g6 чёрный конь · h6 чёрный слон · b5 чёрная пешка · f5 белый конь · e4 белая пешка · h4 белая пешка · b3 белый конь · c3 белая пешка · d3 белая ладья · f3 белая пешка · g3 белая пешка · a2 белый слон · d2 белый слон · e1 белая ладья · f1 белый ферзь · h1 белый король | f8 чёрный ферзь · g8 чёрный слон · h8 чёрная ладья · b7 чёрный король · c6 чёрная пешка · d6 чёрная пешка · e6 чёрная пешка · f6 чёрная ладья · g6 чёрный конь · h6 чёрный слон · b5 чёрная пешка · f5 белый конь · e4 белая пешка · h4 белая пешка · b3 белый конь · c3 белая пешка · d3 белая ладья · f3 белая пешка · g3 белая пешка · a2 белый слон · d2 белый слон · e1 белая ладья · f1 белый ферзь · h1 белый король | f8 чёрный ферзь · g8 чёрный слон · h8 чёрная ладья · b7 чёрный король · c6 чёрная пешка · d6 чёрная пешка · e6 чёрная пешка · f6 чёрная ладья · g6 чёрный конь · h6 чёрный слон · b5 чёрная пешка · f5 белый конь · e4 белая пешка · h4 белая пешка · b3 белый конь · c3 белая пешка · d3 белая ладья · f3 белая пешка · g3 белая пешка · a2 белый слон · d2 белый слон · e1 белая ладья · f1 белый ферзь · h1 белый король | 1 |
|   | a | b | c | d | e | f | g | h |   |